# Bayern
Bayern ([ˈbaɪ̯ɐn] ⓘ; Ländercode BY; amtlich Freistaat Bayern) ist eines der 16 Länder der Bundesrepublik Deutschland und liegt in deren Südosten. Es ist das flächengrößte Land Deutschlands und mit rund 13,2 Millionen Einwohnern das zweitbevölkerungsreichste deutsche Land. Die Landeshauptstadt und bevölkerungsreichste Stadt ist München mit über 1,5 Millionen Einwohnern.
Der Freistaat hat im Süden Anteil am Hochgebirge der Ostalpen und an dem bis zur Donau reichenden flachen Alpenvorland. Nördlich der Donau bestimmen Mittelgebirge wie der Bayerische Wald oder das Fichtelgebirge das Landschaftsbild.
Seine staatsrechtliche Ordnung beruht auf der Verfassung des Freistaates Bayern. Die Bezeichnung Freistaat trägt Bayern seit 1918 mit der Ausrufung als Republik und dem damit verbundenen Ende des Königreichs Bayern.
Bereits im Jahre 555 n. Chr. und damit rund 500 Jahre vor der Verwendung des Begriffs deutsch im heutigen Sinn ist das ältere bayerische Stammesherzogtum nachgewiesen, das Teil des fränkischen Herrschaftsbereichs wurde. Unter den Karolingern entstand erstmals ein baierisches Königtum. Nach dem Ende der Herrschaft der Karolinger erstarkte die baierische Eigenständigkeit im jüngeren bayerischen Stammesherzogtum. Mit Beginn der Herrschaft der Wittelsbacher 1180 folgte der Übergang zum Territorialstaat. Sie regierten Bayern über 700 Jahre bis 1918. Baiern war Kurfürstentum des Heiligen Römischen Reiches und ab 1806 Königreich. Durch die Verfassungen von 1808 und 1818 wurde Bayern konstitutionelle Monarchie. Bayern konnte auf dem Wiener Kongress 1814 als eine der Siegermächte einen großen Teil der Gebietsgewinne behalten; unter anderem kamen Teile Frankens, Schwabens und die neugeschaffene linksrheinische Pfalz zu Bayern. 1918 brach die Wittelsbachermonarchie in der Novemberrevolution zusammen. In der Weimarer Republik verlor Bayern seine Reservatrechte weitgehend zugunsten des Reichs. Nach der NS-Machtergreifung erfolgte schrittweise die Aushebelung sämtlicher politischen Möglichkeiten Bayerns, so des Bayerischen Landtags, aber auch der bayerischen Staatsbürgerschaft. Die Amerikanische Besatzungsmacht stellte Bayern 1945 offiziell wieder als unabhängigen Staat her. Die Pfalz wurde 1946 von Bayern abgetrennt und ist heute Teil von Rheinland-Pfalz. 1949 gründete der Freistaat unter Vorbehalten die Bundesrepublik mit.
Traditionell gliedert es sich in die drei Landesteile und „Stämme“ Altbayern (Bezirk und Regierungsbezirk Oberpfalz, Ober- und Niederbayern), Franken (Ober-, Mittel- und Unterfranken) und Schwaben. Die Heimatvertriebenen aus den ehemaligen deutschen Ostgebieten werden als vierter Stamm bezeichnet.

## Geographie

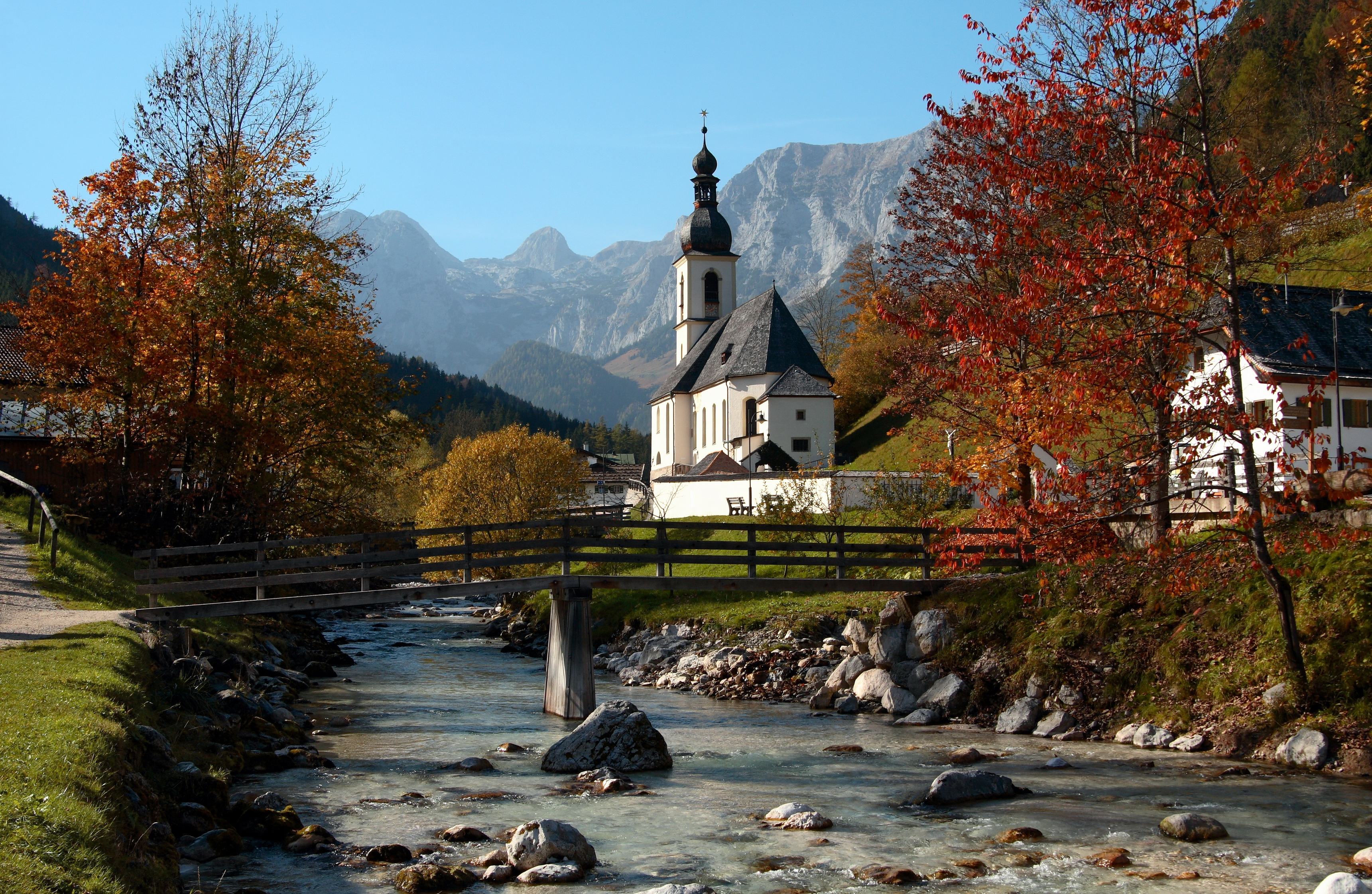
Landschaft in den Bayerischen Alpen: Ramsau bei Berchtesgaden, im Hintergrund die Reiteralpe

Der Freistaat hat im Süden Anteil am Hochgebirge der Ostalpen und an dem bis zur Donau reichenden flachen Alpenvorland. Nördlich der Donau bestimmen Mittelgebirge wie der Bayerische Wald oder das Fichtelgebirge das Landschaftsbild. Auch besitzt Bayern im Westen, zwischen Nördlinger Ries und dem Donauried bei Dillingen an der Donau, Anteile an der Schwäbischen Alb, auch als Riesalb bekannt. Östlich vom Nördlinger Ries erstreckt sich die Fränkische Alb. Mit Mainfranken besitzt Bayern eine der wichtigsten Weinregionen Deutschlands.

### Gebiet und Landschaft

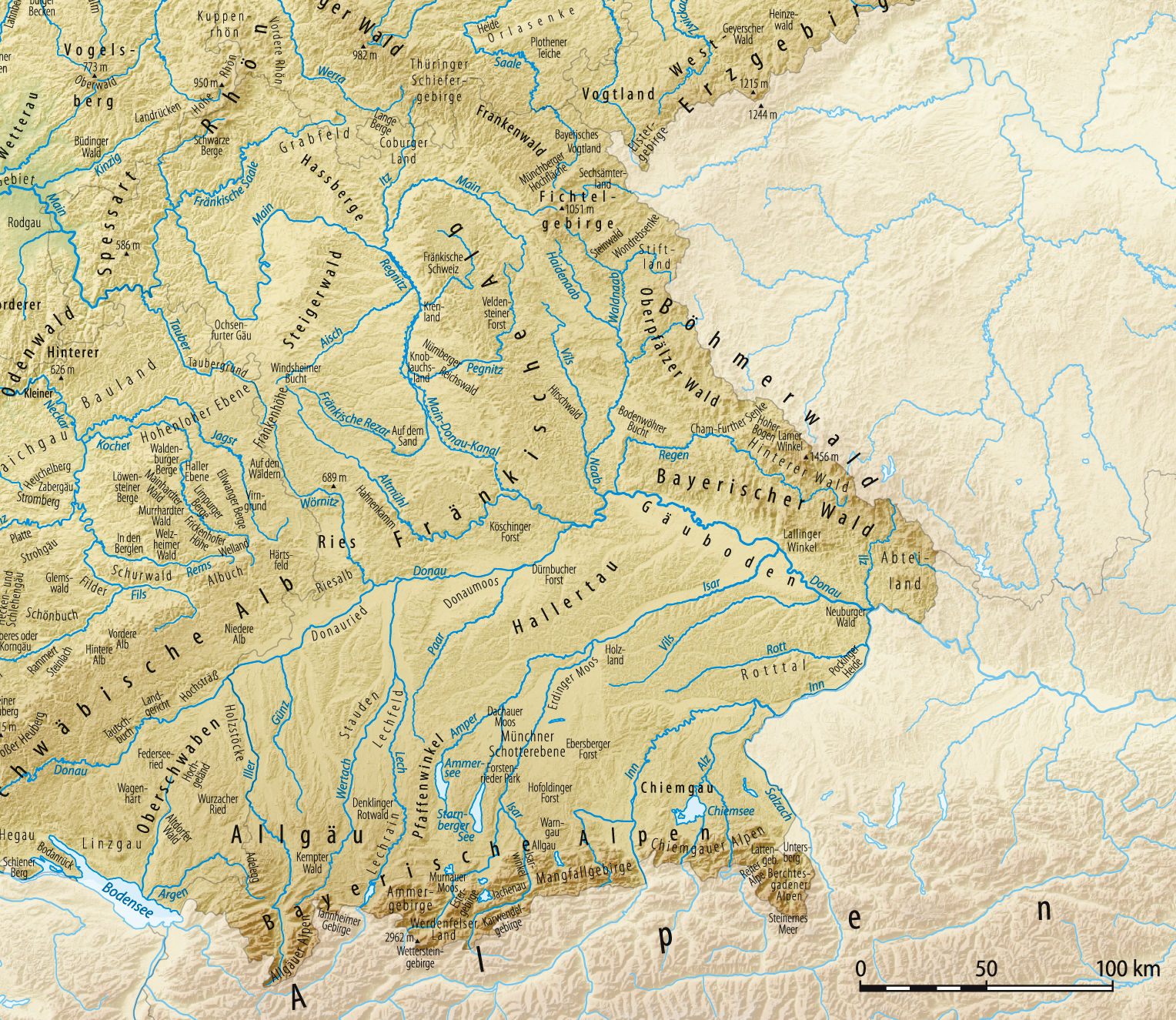
Karte der Landschaften von Bayern mit Flüssen

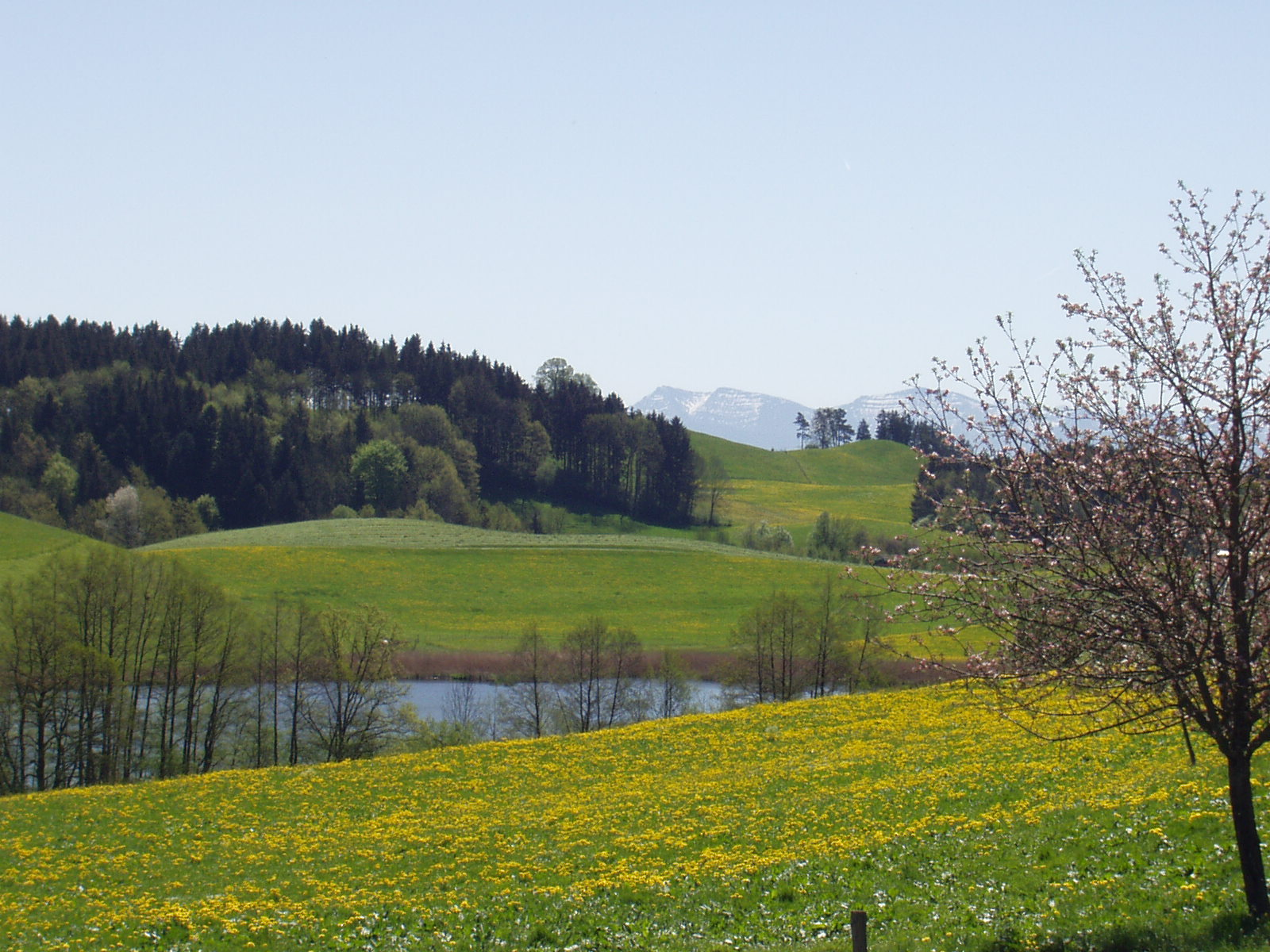
Typische Allgäuer Voralpenlandschaft: Siggenhauser Weiher bei Amtzell (Baden-Württemberg)

Als Binnenland grenzt Bayern an folgende Staaten: im Osten an Tschechien, im Südosten und Süden an Österreich, im Südwesten über den Bodensee an die Schweiz und an die deutschen Bundesländer Baden-Württemberg (im Westen), Hessen (im Nordwesten), Thüringen (im Norden) und Sachsen (im Nordosten). Die Landesgrenze Bayerns ist insgesamt 2705 Kilometer lang. Bayern grenzt, im Westen beginnend, im Uhrzeigersinn an Baden-Württemberg (829 Kilometer Grenzlänge), Hessen (262 Kilometer), Thüringen (381 Kilometer), Sachsen (41 Kilometer), an die tschechischen Regionen Karlsbad, Pilsen und Südböhmen (357 Kilometer), an die österreichischen Bundesländer Oberösterreich, Salzburg, Tirol und Vorarlberg (816 Kilometer) sowie an die Schweizer Kantone Kanton St. Gallen und Kanton Thurgau (insgesamt 19 Kilometer), wobei der Grenzverlauf im Bodensee nicht festgelegt ist.
Bis 1990 bildete die Grenze zu Thüringen, Sachsen und der damaligen Tschechoslowakei einen Abschnitt des Eisernen Vorhangs. Sie stellte durch die Grenzsicherungsanlagen eine physisch nahezu unüberwindbare Trennung zwischen der NATO und dem Warschauer Pakt dar. Bei Prex gab es ein Dreiländereck. Nicht zum bayerischen Staatsgebiet und daher nicht zum deutschen Bundesgebiet gehören die im privatrechtlichen Eigentum Bayerns stehenden Saalforsten in Österreich. Andererseits gehört der Egerer Stadtwald, der historisch zur böhmischen Stadt Eger (tschechisch Cheb) gehört, zum bayerischen Staatsgebiet und wird von einer Stiftung verwaltet.
Bayern liegt in Süddeutschland und umfasst:
- die Bayerischen Alpen im Süden
- davon nördlich das Alpenvorland bis zur Donau mit den drei großen Seen Oberbayerns
- das ostbayerische Mittelgebirge und
- die Stufenlandschaft der Schwäbischen und Fränkischen Alb.

Die Bayerischen Alpen im äußersten Süden Bayerns gehören zu den Nördlichen Kalkalpen. Bayern ist das einzige deutsche Bundesland, das Anteil an den Alpen hat. Meist werden unter den Bayerischen Alpen nur die zwischen den Flüssen Lech und Saalach gelegenen Gebirgsteile verstanden. In diesem engeren Sinn zählen daher die Allgäuer Alpen, auf die sich das bayerische Staatsgebiet erst seit jüngerer Zeit erstreckt, und die Berchtesgadener Alpen nicht zu den Bayerischen Alpen, nicht zu verwechseln mit dem Begriff der Bayerischen Voralpen, die nördlich an das Gebirge angrenzen. Letztere umfassen den bayerischen Anteil der Voralpen zwischen der Loisach im Westen und dem Inn im Osten. Während die Voralpen nur vereinzelt ausgeprägte Kalkfelswände haben, sind die Alpen durch die im Jungpleistozän entstandenen Kare, Seen und die typischen U-Täler durch Gletscher geprägt. Ablagerungen der eiszeitlichen Flüsse sowie vor allem die Gletscher ließen insbesondere im Alpenvorland eine hügelige Landschaft mit Seen und Mooren entstehen. Dort liegen etwa der Chiemgau, das Fünfseenland und das Allgäu.
Während zwischen den Alpen und südlich der Donau das Gelände flach bis hügelig ist, liegen nördlich davon mehrere Gebirge, die eine Höhe von über tausend Metern erreichen, darunter beispielsweise der Bayerische Wald mit dem Großen Arber als höchstem Berg Bayerns außerhalb der Alpen und das Fichtelgebirge mit dem Schneeberg als höchstem Berg Frankens. Die Fränkische Alb als geologische Fortsetzung des Schweizer Juras und der Schwäbischen Alb zieht sich um einen Bogen durch den Norden Bayerns und schirmt Teile Frankens von Altbayern ab. Nördlich davon liegen zahlreiche Zeugenberge wie der Hesselberg. Der äußerste Südwesten der Alb grenzt ans Nördlinger Ries, Rest eines beim Ries-Ereignis vor etwa 14,6 Millionen Jahren entstandenen Einschlagkraters. Das Fränkische Keuper-Lias-Land, in dem etwa Aischgrund, Steigerwald und Frankenhöhe liegen, geht in die Mainfränkischen Platten über. Südwestlich davon liegen die Mittelgebirge Odenwald, Spessart und Rhön. Die östliche Hälfte Bayerns wird von Mittelgebirgen wie dem Bayerischen Wald oder dem Frankenwald geprägt. Dort befindet sich das größte, nicht zerschnittene Waldgebiet Mitteleuropas. Auch Teile des Vogtlands liegen in Bayern. Der westliche Teil Unterfrankens als Bestandteil der Tiefebene des Rheins gehört zum Bayerischen Untermain.
Die niedrigste Stelle Bayerns liegt mit ca. 100 m ü. NHN am Ufer des Mains auf Höhe von Kahl am Main (Unterfranken), die höchste im Wettersteingebirge auf dem Gipfel der Zugspitze (2962 m ü. NHN), dem höchsten deutschen Berg. Alle 30 höchsten Berggipfel Deutschlands liegen in den Bayerischen Alpen, konzentriert im Wettersteingebirge, in den Berchtesgadener Alpen und den Allgäuer Alpen. Der höchste bayerische Gipfel der Berchtesgadener Alpen ist der Watzmann (2713 m) und der höchste bayerische Gipfel in den Allgäuer Alpen ist die Hochfrottspitze (2649 m). Der Große Arber im Böhmerwald / Bayerischen Wald ist mit 1455,5 m ü. NHN der höchste Berg in Bayern außerhalb der Alpen.
Der geographische Mittelpunkt Bayerns liegt etwa 500 Meter östlich des Marktes Kipfenberg im Landkreis Eichstätt (Lage). Historisch betrachteten sich mehrere Orte in Bayern als Mittelpunkt Europas. Seit dem EU-Beitritt Kroatiens am 1. Juli 2013 lag der geographische Mittelpunkt der Europäischen Union im Landkreis Aschaffenburg, im Ortsteil Oberwestern der bayerischen Gemeinde Westerngrund (Lage). Seit dem Austritt des Vereinigten Königreiches am 31. Januar 2020 liegt der aktuelle EU-Mittelpunkt im Landkreis Würzburg, im Ortsteil Gadheim der Gemeinde Veitshöchheim (Lage).

### Gewässer

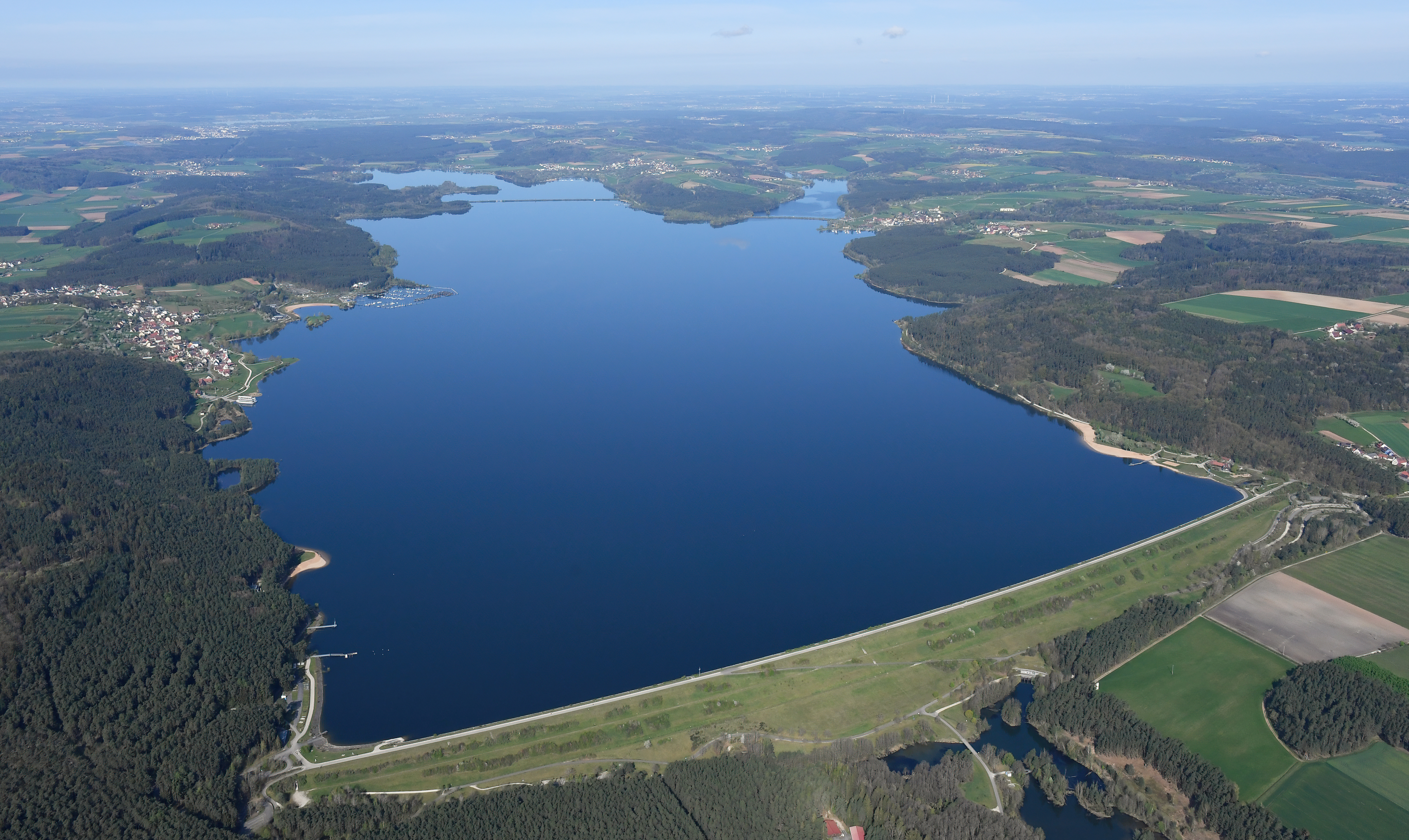
Der Brombachsee ist einer der größten Stauseen Deutschlands

Der bedeutendste Fluss des Landes ist die Donau, diese fließt in der Südhälfte des Landes von West nach Ost, gelangt bei Ulm auf das Landesgebiet und tritt bei Passau nach Österreich über. Ihre größten Nebenflüsse in Bayern sind (stromabwärts):
- Iller, Lech, Isar, Inn (von Süden)
- Wörnitz, Altmühl, Naab und Regen (von Norden)

Die vier südlichen Nebenflüsse entspringen in den Alpen und sind wasserreicher. Inn und Lech führen (wegen des langen Oberlaufs und der Herkunft aus den Alpen) bei ihrer Mündung meist etwas mehr Wasser als die Donau selbst.
Im Heimat- bzw. Erdkundeunterricht wird zur Donau vielerorts folgender Merkspruch aufgesagt: „Iller, Lech, Isar, Inn, fließen rechts zur Donau hin – Wörnitz, Altmühl, Naab und Regen fließen links dagegen.“
Der größte Teil Frankens wird durch den Main von Ost nach West in den Rhein entwässert. In seinem markant geschwungenen Lauf bildet er das sogenannte Maindreieck und Mainviereck. Seine größten Nebenflüsse in Bayern sind Regnitz und Tauber von links und Fränkische Saale von rechts. Im Nordosten Oberfrankens bzw. Niederbayerns entspringen die linken Nebenflüsse der Elbe, die Sächsische Saale, die Eger und die Kalte Moldau als Quellfluss der Moldau.
In den Endmoränenlandschaften im südlichen Teil des nördlichen Alpenvorlandes gibt es viele Seen, die teilweise ins Gebirge hineinragen, etwa der Tegernsee, der Starnberger See und der Schliersee. Bayern hat Anteil am Bodensee, dem größten See des westlichen Mitteleuropas. Der größte See innerhalb Bayerns ist der Chiemsee. Nördlich der Fränkischen Alb wurden die Stauseen des Fränkischen Seenlands gebildet. Sie dienen zur Wasserregulierung Nordbayerns, insbesondere der Wasserversorgung des Main-Donau-Kanals, einer wichtigen Wasserstraße in Nordbayern. In den Alpen wurde 1924 das Walchenseekraftwerk in Betrieb genommen, das das natürliche Gefälle zwischen dem als „Oberbecken“ fungierenden Walchensee und dem „Unterbecken“ Kochelsee zur Stromerzeugung nutzt.
Durch Teile Bayerns führt die Europäische Hauptwasserscheide. Sie trennt das zum Rhein gehörende Flusssystem von dem der Donau.
Details sind beschrieben in der Liste der Flüsse in Bayern sowie in der Liste der Seen in Bayern.

### Schutzgebiete

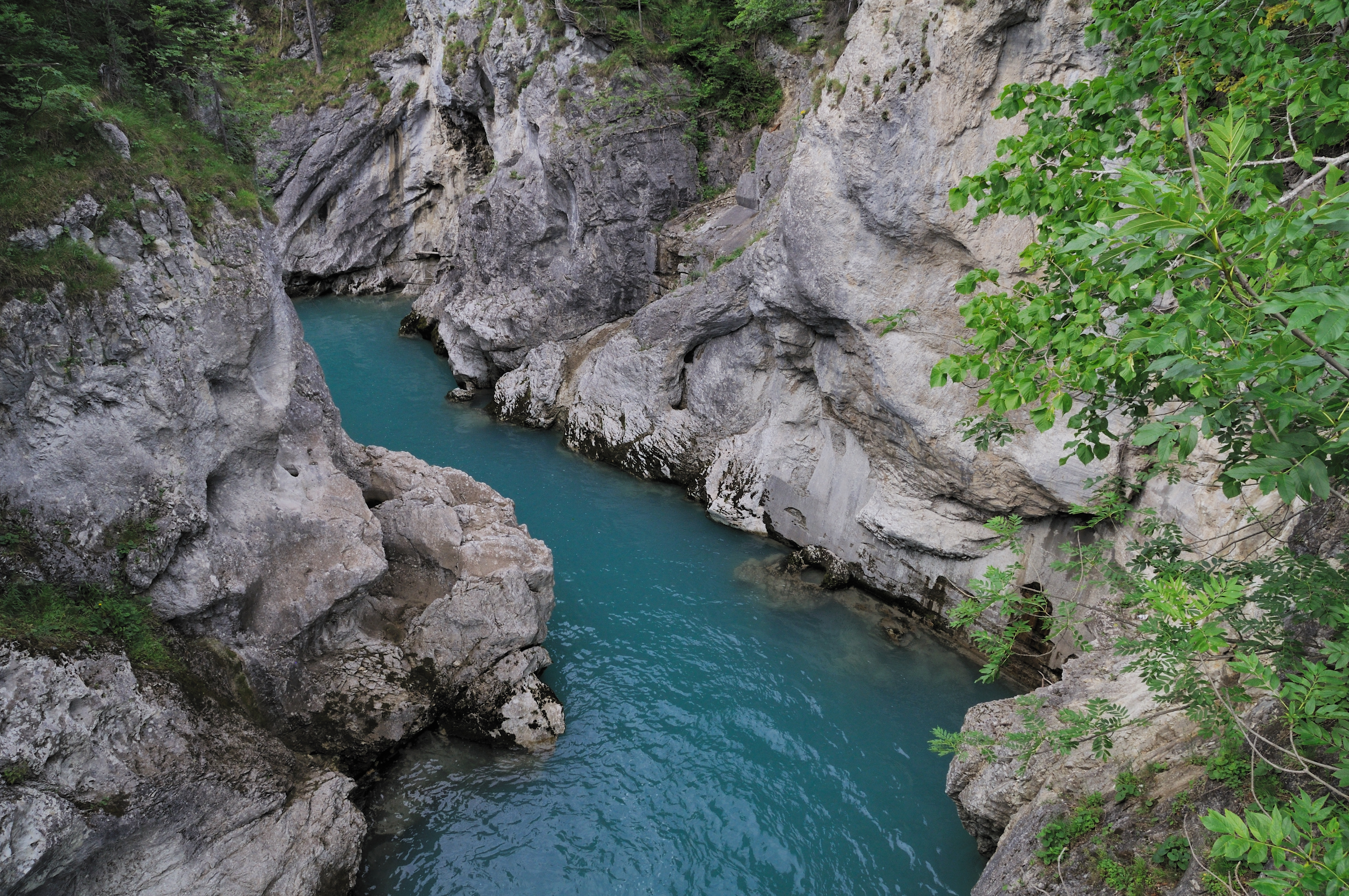
Bayerns schönste Geotope: Lechfall und Klamm bei Füssen

In Bayern liegen der Nationalpark Bayerischer Wald und der Nationalpark Berchtesgaden. Von der UNESCO anerkannte Biosphärenreservate sind das Biosphärenreservat Berchtesgadener Land und das Biosphärenreservat Rhön. Es gibt 18 Naturparks in Bayern, der älteste ist der 1969 gegründete Naturpark Altmühltal.
In Bayern sind 603 Naturschutzgebiete, 702 Landschaftsschutzgebiete, 674 Fauna-Flora-Habitat-Gebiete, 84 Europäischen Vogelschutzgebiete, 160 Naturwaldreservate und über 3.400 Geotope vom Bayerischen Landesamt für Umwelt ausgewiesen (Stand: März 2017). Hundert besonders sehenswerte Geotope sind als Bayerns schönste Geotope ausgewiesen. Größtes Naturschutzgebiet sind die Allgäuer Hochalpen, kleinstes ist der Drabafelsen.
Siehe auch:
- Liste der Naturschutzgebiete in Bayern
- Liste der Landschaftsschutzgebiete in Bayern
- Liste der FFH-Gebiete in Bayern
- Liste der EU-Vogelschutzgebiete in Bayern
- Liste der Naturwaldreservate in Bayern
- Liste der Geotope in Bayern
- Naturparks in Bayern

### Ausdehnung und Flächennutzung
Mit 70.541,57 Quadratkilometern ist Bayern das flächenmäßig größte deutsche Bundesland und hat damit knapp 22.000 Quadratkilometer mehr Fläche als Niedersachsen. Der Freistaat entspricht etwa 19 Prozent der deutschen Staatsfläche. Die Fläche Bayerns ist größer als die vieler Staaten Europas, etwa die der Niederlande oder Irlands.
Das Staatsgebiet Bayerns erstreckt sich von 47° 16′ bis zu 50° 34′ nördlicher Breite und von 8° 58′ bis 13° 50′ östlicher Länge. Bayern erstreckt sich in west-östlicher Richtung über maximal 260, in nord-südlicher über 366 Kilometer. Der südlichst gelegene Ort in Bayern ist Einödsbach, der westlichste Großwelzheim, der nördlichste Weimarschmieden und der östlichste Breitenberg. Die südlichste Stelle Bayerns und ganz Deutschlands ist das Haldenwanger Eck.
Etwa 86,1 Prozent der Fläche werden land- und forstwirtschaftlich genutzt. 12,0 Prozent sind Siedlungs- und Verkehrsflächen.

### Klima

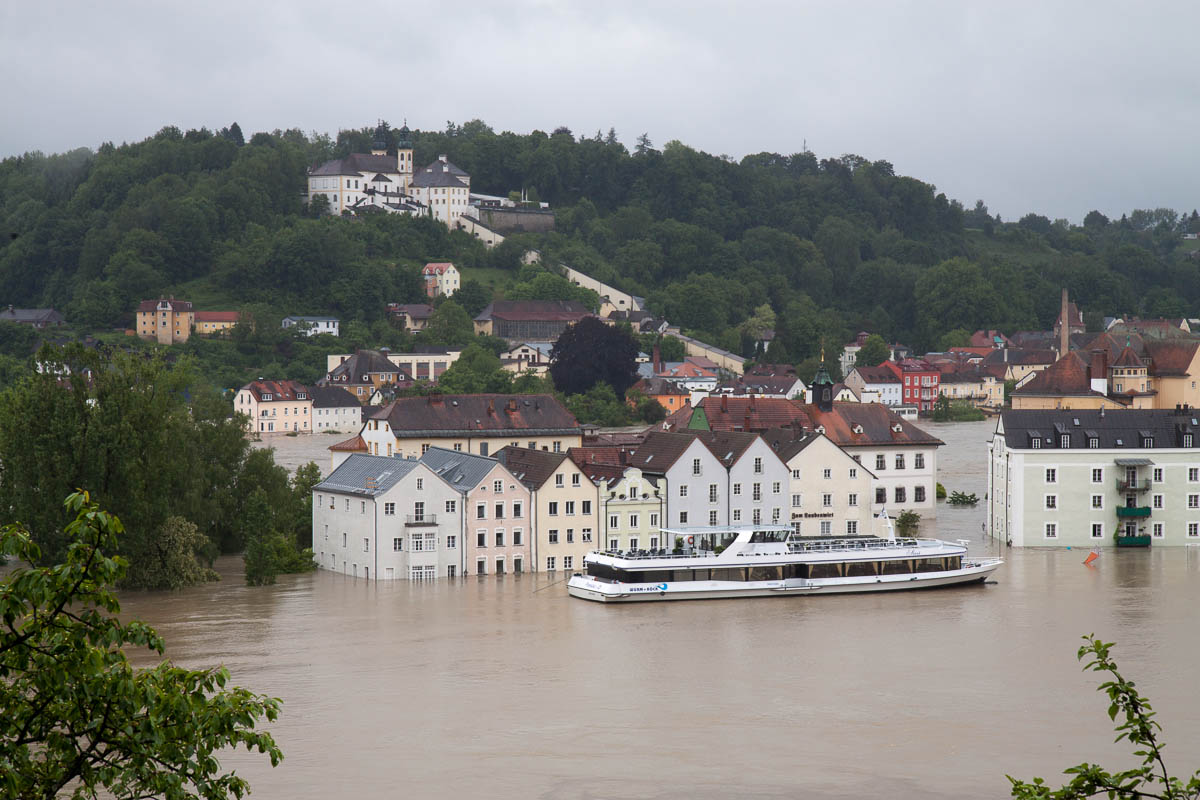
Passau bei Hochwasser (2013)

Das Klima geht vom Nordwesten (relativ ausgeglichen) nach Osten vom Seeklima (Cfb) ins Kontinentalklima (Dfb) über. An etwa 100 Tagen sind die Temperaturen unter null Grad Celsius, die Westwinde bringen durchschnittlich 700 mm Niederschlag, im Nordstau der Alpen lokal bis 1800 mm pro Jahr. Die mittlere jährliche Sonnenscheindauer beträgt 1600 bis 1900 Stunden. Der wärmste Monat ist meist der Juli, kältester der Januar. Der Föhn beeinflusst das Wetter im gesamten Alpenvorland und kann stellenweise bis an die Fränkische Alb reichen. Der Norden Bayerns ist trockener und wärmer als der Süden; die Region um Würzburg hat die meisten Sonnentage Süddeutschlands.
Die Auswirkungen der globalen Erwärmung zeigen sich auch in Bayern. Die Sommermonate werden dabei tendenziell heißer und trockener. Zuletzt war der Juni 2019 der wärmste Juni in Bayern seit Beginn der Beobachtungen und der Winter 2019/2020 lag bayernweit drei Grad Celsius über dem langjährigen Mittel. Am 20. Dezember 2019 wurde in Piding eine Rekordtemperatur von 20,2 °C gemessen. Die Wintermonate werden tendenziell niederschlagsreicher, wobei der Niederschlag vermehrt in Form von Regen statt Schnee fällt. Extreme Wetterlagen, wie etwa das Hochwasser in Mitteleuropa 2013 oder das Starkschneeereignis im Januar 2019, nehmen zu. Eine Folge der Erwärmung ist u. a. die fortschreitende Schmelze aller bayerischer Alpengletscher: Von den vier bayerischen Gletschern wird mit dem Höllentalferner mittelfristig nur einer bestehen. Beispielsweise ist seit den 1980er-Jahren der Südliche Schneeferner, von Überresten abgesehen, bereits vollständig verschwunden.

### Flora

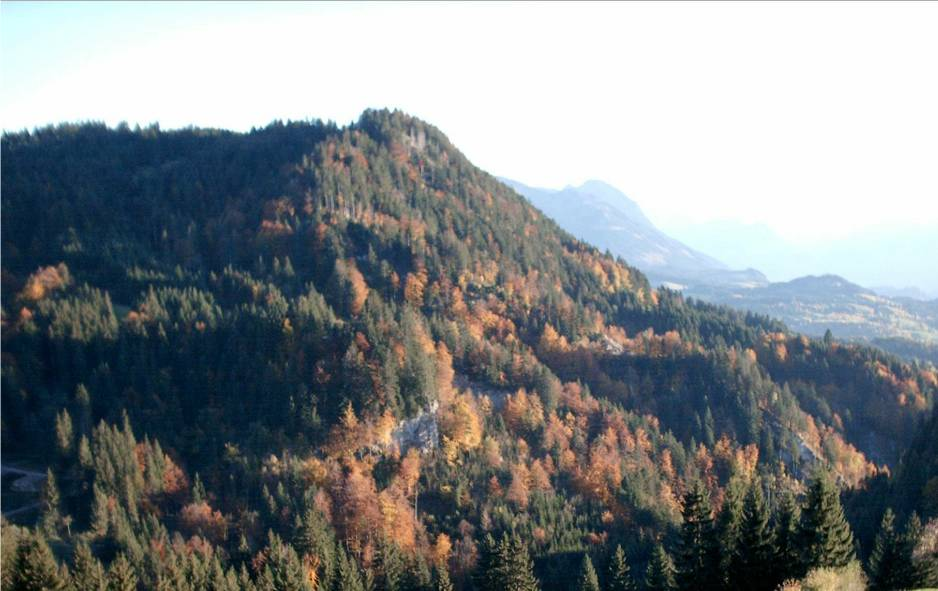
Bergmischwald im Herbst bei Burgberg, Lkr. Oberallgäu

Bayern wäre von Natur aus hauptsächlich von Wäldern bedeckt. Im Flach- und Hügelland würden buchendominierte Mischwälder vorherrschen, in den Gebirgen in Bergmischwälder übergehend. In den höheren Gebirgslagen kämen Fichtenwälder vor und die Flüsse würden von ausgedehnten Auwäldern begleitet werden. Nur die Gewässer und die Gebirgslagen oberhalb der Waldgrenze sowie Sonderstandorte wie Hochmoore wären natürlicherweise nicht bewaldet.
Durch umfangreiche Rodungen für landwirtschaftliche Flächen und Siedlungen hat der Mensch bereits im Mittelalter die Waldfläche in Bayern zurückgedrängt. Aktuell sind mit 2,6 Millionen Hektar 36,9 Prozent der bayerischen Landesfläche bewaldet. Damit befindet sich rund ein Viertel der deutschen Wälder in Bayern. Die Baumartenzusammensetzung der Wälder in Bayern ist stark von der forstwirtschaftlichen Nutzung geprägt. Die häufigste Baumart in Bayerns Wäldern ist die Gemeine Fichte mit 41,8 Prozent Flächenanteil, gefolgt von der Waldkiefer mit 17,9 Prozent, der Rotbuche mit 13,9 Prozent und den Eichen mit 6,8 Prozent Anteil. Besonders große Waldgebiete befinden sich noch in den Mittelgebirgen in Nord- und Ostbayern, wie zum Beispiel im Spessart, im Fichtelgebirge, im Steigerwald und im Bayerischen Wald, sowie in den Bayerischen Alpen.
Dagegen sind insbesondere die Gegenden mit fruchtbaren Böden im Voralpenland, im Hügelland und in den Flussniederungen von überwiegend landwirtschaftlich genutzten Offenlandschaften mit Wiesen, Äckern und nur wenigen Einzelbäumen und kleineren Wäldern geprägt. Franken weist gebietsweise für Süddeutschland einzigartige Sandlebensräume auf, die als Sandachse Franken geschützt sind. In den Flusstälern entlang von Main und Tauber wurde die Landschaft für den Weinanbau umgestaltet. Weit verbreitet sind Magerrasen, ein extensiv genutztes Grünland an besonders nährstoffarmen, „mageren“ Standorten. Besonders die Südliche Frankenalb mit dem Altmühltal ist gekennzeichnet von solchen Magerrasen. Viele dieser Gebiete sind als Schutzgebiet ausgewiesen.

### Fauna

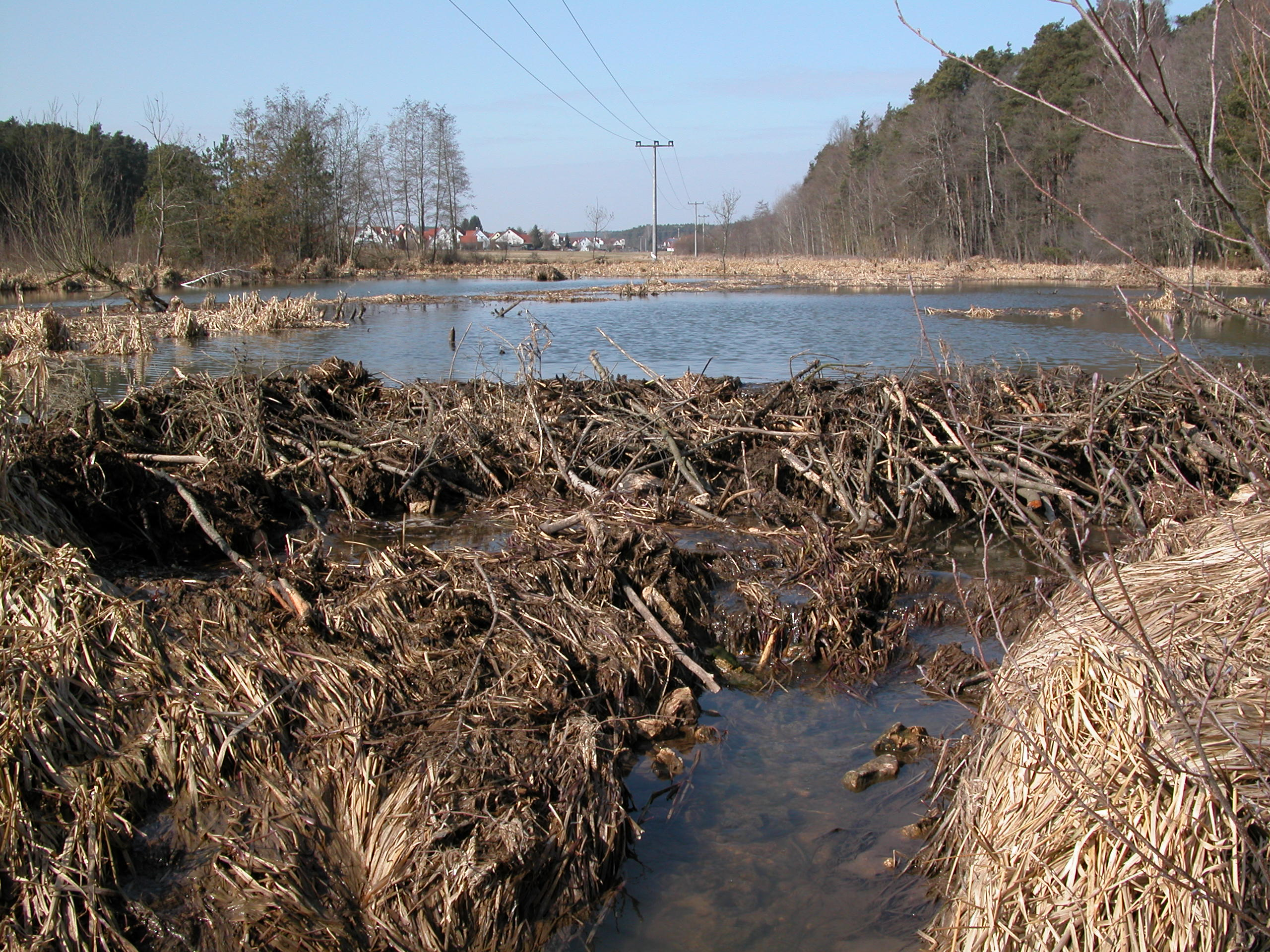
Biberdamm am Buxbach bei Veitserlbach

In den Wäldern Bayerns leben, wie in anderen Teilen Deutschlands, nur noch relativ wenige Großtierarten. Es gibt unter anderem verschiedene Marderarten, Dam- und Rothirsche, Rehe sowie Wildschweine und Füchse. In naturnahen Gebieten, wie dem Fichtelgebirge, leben Luchse und Auerhähne, aber auch Biber und Fischotter verbreiten sich wieder. Vereinzelt gibt es Sichtungen von seit längerem in Mitteleuropa ausgerotteten Tieren in Bayern, beispielsweise vom Wolf. In hochalpinen Regionen leben der wieder eingebürgerte Alpensteinbock und das Alpenmurmeltier. Seltener ist die Gämse in einigen Mittelgebirgen, wie der Fränkischen Alb, beheimatet. In den Bayerischen Alpen kommt der Steinadler vor. Es wurden 19 verschiedene Amphibienarten nachgewiesen.

## Geschichte

Großes Wappen des Königreichs Bayern

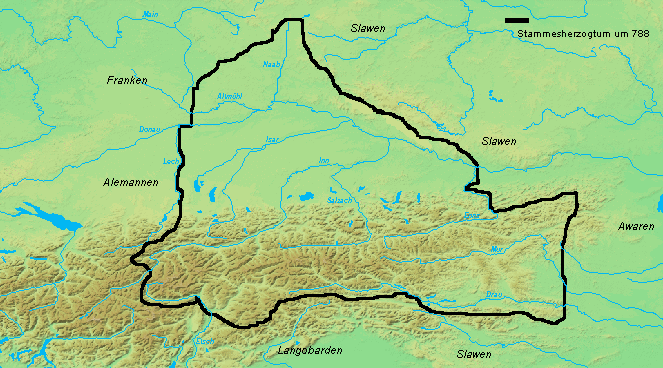
Das bairische Stammesherzogtum im 8. Jahrhundert

### Antike
Ab dem 3. Jahrhundert v. Chr. gründeten keltische Stämme im Alpenvorland erste befestigte, stadtähnliche Siedlungen. In dem Oppidum von Manching lebten damals bereits etwa 5.000 bis 10.000 Kelten innerhalb einer Stadtbefestigung. Zur Zeit des Kaisers Augustus wurde das keltisch besiedelte Gebiet Altbayerns südlich der Donau Teil des Römischen Reiches und seiner Provinzen Raetia und Noricum. Nach Zusammenbruch der römischen Herrschaft bildete sich das Volk der Bajuwaren. Vermutlich haben sich die Bajuwaren aus verschiedenen Volksgruppen gebildet:
- aus Resten der keltischen Bevölkerung (Vindeliker, Boier),
- aus einheimischen Römern,
- aus alemannischen, fränkischen bzw. thüringischen, ostgotischen und langobardischen Volkssplittern,
- aus germanischen Söldnern der römischen Grenztruppen.

Es wird von einer Stammesbildung der Bajuwaren im eigenen Land, also dem Land zwischen Donau und Alpen, ausgegangen.

### Älteres Stammesherzogtum
Für das Jahr 555 n. Chr. ist die Existenz eines bairischen Stammesherzogtums mit Sitz in Freising und Regensburg unter den Agilolfingern belegt, das unter den Merowingern Teil des fränkischen Herrschaftsbereichs Austrasien wurde. Mit der Lex Baiuvariorum entstand das erste kodifizierte bairische Stammesrecht (um 741/743). Der Sieg Karls des Großen über den Bayernherzog Tassilo III. 788 markiert das Ende des sogenannten älteren Stammesherzogtums. Seit 788 bis zum Beginn des 10. Jahrhunderts gab es keinen baierischen Herzog. Die Karolinger regierten als baierische Könige oder Unterkönige und setzten zur Herrschaftsausübung bisweilen Statthalter (Präfekten) ein.

### Jüngeres Stammesherzogtum
Der Niedergang der Karolinger ermöglichte ein Wiederaufleben der Eigenständigkeit der baierischen Herzöge im sogenannten jüngeren Stammesherzogtum. Nach Ende der Herrschaftsperiode der Karolinger kam es erneut dazu, dass die Eigenständigkeit der einzelnen Gebiete allmählich erstarkte. Unterstützt wurde dies durch die Bedrohung von außen durch die Ungarneinfälle ab etwa 862. Markgraf Luitpold von Bayern fiel 907 in der Schlacht von Pressburg in einer Niederlage gegen die Ungarn, jedoch wird das Datum durch den Antritt seines Sohns Arnulf I. als Herzog von Bayern gleichzeitig als Beginn des jüngeren baierischen Stammesherzogtums gesehen. Nach dem Sieg in der Schlacht auf dem Lechfeld erfolgte eine zweite Welle baierischer Ostsiedlung mit Gewinn von Gebieten im heutigen Niederösterreich, Istrien und der Krain. Der Streit mit den Ottonen führte wieder zu einer starken Abhängigkeit vom deutschen Königtum. 976 wurde der Südosten Bayerns als Teil eines neu geschaffenen Herzogtums Kärnten abgetrennt. Zusätzlich regierte das Geschlecht der Babenberger in der Marcha Orientalis (Ostarrichi) zunehmend unabhängiger vom bayerischen Herzog. 1014 wurde Herzog Heinrich IV. aus der baierischen Linie der Ottonen als Heinrich II. römisch-deutscher Kaiser.
Ab 1070 kam es unter den Welfen zu einem Wiedererstarken der Macht der baierischen Herzöge. 1156 wurde die Mark Österreich losgelöst und unter den Babenbergern, die zuvor nach dem Sturz des Welfen Heinrichs des Stolzen kurzzeitig ganz Bayern regiert hatten, selbst zum Herzogtum erhoben. 1180 stürzte Friedrich I. Barbarossa auf Betreiben der Fürsten den Welfen Heinrich den Löwen, den Herzog von Bayern und Sachsen. Das Herzogtum Baiern wurde durch die Abtrennung der Steiermark und der andechsischen Markgrafschaft Istrien weiter verkleinert. Auch die Grafen von Tirol agierten zunehmend unabhängiger vom baierischen Herzog und profitierten später wie die Wittelsbacher vom Aussterben der Grafen von Andechs, die zuletzt auch das von Bayern abgetrennte Herzogtum Meranien
besessen hatten.

### Territorialherzogtum
Ab 1180 wurde das verkleinerte Bayern als Territorialherzogtum von den Wittelsbachern regiert, die bis zum Ende der Monarchie 1918 an der Macht blieben. 1214 fiel auch die Pfalz von den Welfen an die Wittelsbacher. Der herzogliche Vorort hatte sich in dieser Zeit mehrfach verschoben, zunächst von Regensburg bis 1231 nach Kelheim und dann bis 1255 nach Landshut.
Bayern erlebte von 1255 bis 1503 eine Periode zahlreicher Teilungen in Einzelherzogtümer. Kurz vor der ersten Wiedervereinigung erlangte Ludwig IV. 1328 als erster Wittelsbacher die Kaiserwürde, was für Bayern einen neuen Höhepunkt der Macht bedeutete. Gleichzeitig löste sich jedoch das Erzstift Salzburg endgültig vom Mutterland Bayern. Im Hausvertrag von Pavia von 1329 teilte Ludwig den Besitz in eine pfälzische Linie mit der Rheinpfalz und der später sogenannten Oberpfalz und in eine altbayerische Linie auf. Die von ihm neu hinzugewonnenen Gebiete Brandenburg, Tirol, die niederländischen Provinzen Holland, Seeland und Friesland sowie der Hennegau gingen unter seinen Nachfolgern sehr bald wieder verloren. Tirol fiel 1363 an die Habsburger, Brandenburg 1373 an die Luxemburger. Mit der Goldenen Bulle 1356 ging die Kurwürde für die altbayerische Linie an die der Pfalz verloren.
1429 wurde nach dem Aussterben der Linie Straubing-Holland das Herzogtum Bayern-Straubing unter den Linien München, Ingolstadt und Landshut aufgeteilt. 1447 fiel Bayern-Ingolstadt an Bayern-Landshut, das seinerseits im Landshuter Erbfolgekrieg von Bayern-München gewonnen wurde. Mit dem Kölner Schiedsspruch, der den Krieg beendete, verlor Bayern 1505 das Gebiet um Kufstein, Kitzbühel und Rattenberg sowie das Zillertal und das Mondseeland an die Habsburger. Auch entstand damals aus weiteren Landshuter Gebieten mit Pfalz-Neuburg ein unabhängiges Fürstentum. Durch das Primogeniturgesetz von Herzog Albrecht IV. von 1506 fanden die Landesteilungen ein Ende.
Das Herzogtum Bayern öffnete sich unter der Herrschaft von Wilhelm IV. und Albrecht V. der Renaissance und wurde zu einem Hort der Gegenreformation. Die an Bayern angrenzenden Freien Reichsstädte Nürnberg und Augsburg waren vom Beginn der Neuzeit bis zum Ende der Renaissance bedeutende Handels- und Wirtschaftszentren, was in Augsburg vor allem auf den Einfluss der Kaufmannsfamilien Fugger und Welser zurückging. In dieser Zeit zählten beide Orte zusammen mit Köln und Prag und zu den vier größten Städten des Heiligen Römischen Reiches und hatten Regensburg eingeholt, das ebenfalls Freie Reichsstadt war.
Seit 1580 ist der Hl. Benno der Schutzpatron Bayerns und Münchens.
Herzog Wilhelm V. beteiligte sich 1583 erfolgreich am Krieg gegen den protestantisch gewordenen Erzbischof von Köln, für fast 200 Jahre stellten seither bayerische Prinzen den Kölner Kurfürsten und regierten zahlreiche weitere Bistümer in Nordwestdeutschland.

### Kurfürstentum

Churpfalz-Baiern 1789 in Flächenfarbe und spätere Entwicklung ab 1816

In der Gegenreformation nahm Bayern weiterhin eine führende Stellung ein und ging aus dem Dreißigjährigen Krieg mit Gebietsgewinnen und dem Aufstieg zum Kurfürstentum hervor: 1620 besiegten die Truppen der Katholischen Liga unter Führung des bayerischen Feldherrn Tilly in der Schlacht am Weißen Berge bei Prag die Protestanten. Anschließend ließ Tilly die Pfalz besetzen. Zum Dank erhielt Maximilian I. 1623 die Kurwürde und 1628 die von ihm besetzten kurpfälzischen Teile der Oberpfalz als Kriegsentschädigung.
Durch verschiedene Reformen sanierte Maximilian das Land finanziell und machte es wirtschaftlich leistungsfähig. Durch die Ausschaltung der ständischen Mitwirkungsrechte wurde er der eigentliche Begründer der absolutistischen Herrschaft in Bayern. Er schuf eine wirksame Landesverwaltung, eine neue Gesetzessammlung (Codex Maximilianeus) und war in merkantilistischen Maßnahmen seiner Zeit bereits voraus. Auch für die Kunstpolitik und das fürstliche Mäzenatentum entstanden neue finanzielle Spielräume. Nach dem Krieg widmete sich auch der Nachfolger Kurfürst Ferdinand Maria dem Wiederaufbau des verwüsteten Landes und verfolgte eine vorsichtige Neutralitätspolitik. Sowohl in Altbayern als auch besonders in den fränkischen Hochstiften Würzburg und Bamberg begann eine glanzvolle Zeit der barocken Kunst. Ab 1663 wandelte sich der Reichstag zu einem permanenten Gesandtenkongress (Immerwährender Reichstag), der in Regensburg tagte.
Während des Spanischen und Österreichischen Erbfolgekrieges und im Zuge der Großmachtpolitik Maximilian II. Emanuels und später seines Sohnes Karl Albrecht wurde das absolutistische Bayern mehrfach vorübergehend von Österreich besetzt. 1705 erhob sich das bayerische Volk gegen die kaiserliche Besatzung. Die bayerische Volkserhebung umfasste weite Gebiete Niederbayerns, das Innviertel und das östliche Oberbayern. Ein Landesdefensionskongress tagte im Dezember 1705 im damals noch bayerischen Braunau am Inn. Erst die Schlacht von Aidenbach am 8. Januar 1706 endete mit der völligen Niederlage der Volkserhebung. Nach der Kaiserkrönung Karl Albrechts wurden weite Teile des Kurfürstentums bis 1744 erneut besetzt. Karl Albrechts Sohn Maximilian III. Joseph beendete 1745 endgültig die Großmachtpolitik seiner Vorgänger und widmete sich inneren Reformen.
Nach dem Aussterben der altbayerischen Linie der Wittelsbacher entstand Ende 1777 das Doppel-Kurfürstentum Kurpfalz-Bayern (zeitgenössisch Churpfalz-Baiern oder Pfalz-Baiern), zu dem auch die Herzogtümer Jülich und Berg gehörten, unter der Regentschaft des Kurfürsten Karl Theodor aus der pfälzischen Linie der Wittelsbacher. Im Bayerischen Erbfolgekrieg und mit dem Fürstenbund verhinderte Preußen den Anschluss Bayerns an Österreich und konnte sich dafür im Gegenzug für das an Österreich gefallene bayerische Innviertel die Ansprüche auf die beiden hohenzollernschen Markgraftümer Ansbach und Bayreuth sichern, die später dann an Bayern fielen. Graf Rumford begann unter Karl Theodor mit weiteren Reformen, unter anderem auch bei der Bayerischen Armee. Ab 1794 war auch Kurpfalz-Bayern in die Koalitionskriege gegen das revolutionäre Frankreich verwickelt.

### Königreich

Königreich Bayern 1816 nach dem Vertrag von München

Zur Zeit Napoleons stand Bayern anfangs auf der Seite Frankreichs und konnte durch Säkularisation und Mediatisierung große Gebietsgewinne verzeichnen. So fielen Tirol, Vorarlberg sowie das 1779 verlorene Innviertel an Bayern, später auch Salzburg. Im Frieden von Pressburg, der am 26. Dezember 1805 zwischen Frankreich und dem deutschen Kaiser Franz II. abgeschlossen wurde, wurde das mit Napoleon verbündete Bayern zum Königreich proklamiert. König Max I. Josephs Minister Maximilian Graf von Montgelas gilt dabei als Schöpfer des modernen bayerischen Staates. Das neue Königreich beseitigte alle Relikte der Leibeigenschaft, die das alte Reich hinterlassen hatte. Durch das Religionsedikt von 1803 wurden alle drei christlichen Bekenntnisse gleichberechtigt – Katholiken, Reformierte und Lutheraner. 1807 wurden die ständischen Steuerprivilegien abgeschafft. 1805 wurden alle erblichen und käuflichen Ämter durch die große Dienstespragmatik abgeschafft. Das Münchner Regulativ von 1805 und das Juden-Edikt von 1813 gewährte den Israeliten im neuen Bayern erste Freiheiten. Am 27. August 1807 führte Bayern als erstes Land der Welt eine Pockenimpfung ein. 1812 wurde die bayerische Gendarmerie gegründet. Durch ein neues Strafgesetzbuch, das Anselm von Feuerbach entworfen hatte, wurde 1813 die Folter abgeschafft. Das Fürstentum Ansbach fiel 1806 durch einen von Napoleon erzwungenen Gebietstausch an das Königreich Bayern, das protestantische Fürstentum Bayreuth wurde 1810 von Napoleon an Bayern verkauft. Durch den rechtzeitigen Wechsel auf die Seite der Gegner Napoleons im Vertrag von Ried konnte Bayern auf dem Wiener Kongress 1814 als Siegermacht einen Teil der Gebietsgewinne behalten. Für den Verlust Tirols und der rechtsrheinischen Pfalz wurde es durch wirtschaftlich weiter entwickelte Gebiete um Würzburg und Aschaffenburg entschädigt. Der neugeschaffene linksrheinische Rheinkreis kam im Tausch gegen Salzburg 1816 durch den Vertrag von München zu Bayern und war ab 1837 die bayerische Rheinpfalz.
König Ludwig I., der seit 1825 regierte, baute die bayerische Hauptstadt München zur Kunst- und Universitätsstadt aus. In seine Regierungszeit fiel die Hinwendung Bayerns zu Griechenland sowie die Einrichtung zahlreicher Kunstsammlungen und klassizistischer Bauten. Er führte ab 1830 die Zensur wieder ein und beseitigte die Pressefreiheit. Das Hambacher Fest 1832 in der Pfalz auf dem Hambacher Schloss bei Neustadt an der Weinstraße hatte seine Wurzeln in der Unzufriedenheit der pfälzischen Bevölkerung mit der bayerischen Verwaltung.
Am 7. Dezember 1835 begann mit einer Fahrt der Dampflokomotive Adler von Nürnberg nach Fürth die Geschichte der Eisenbahn in Deutschland.
Ludwig I. musste 1848 im Zuge der Märzunruhen wegen einer Affäre mit der Tänzerin Lola Montez abdanken.
Unter seinem Sohn und Nachfolger Max II. Joseph kam es zu einer schrittweisen Liberalisierung, aber auch zum Pfälzer Aufstand. Der König war ein Anhänger der Trias-Politik, die vorsah, die deutschen Mittelstaaten unter Führung Bayerns zur dritten Kraft neben den beiden Großmächten Preußen und Österreich zu entwickeln. 1861 erfolgte im Inneren mit der Abschaffung der alten Landgerichte die Trennung von Justiz und Verwaltung; bereits zuvor war die Ministerverantwortlichkeit eingeführt worden. Trotz der Erweiterung der Rechte des Landtags konnte Maximilian als letzter König von Bayern die entscheidende politische Initiative für die Krone noch behaupten.

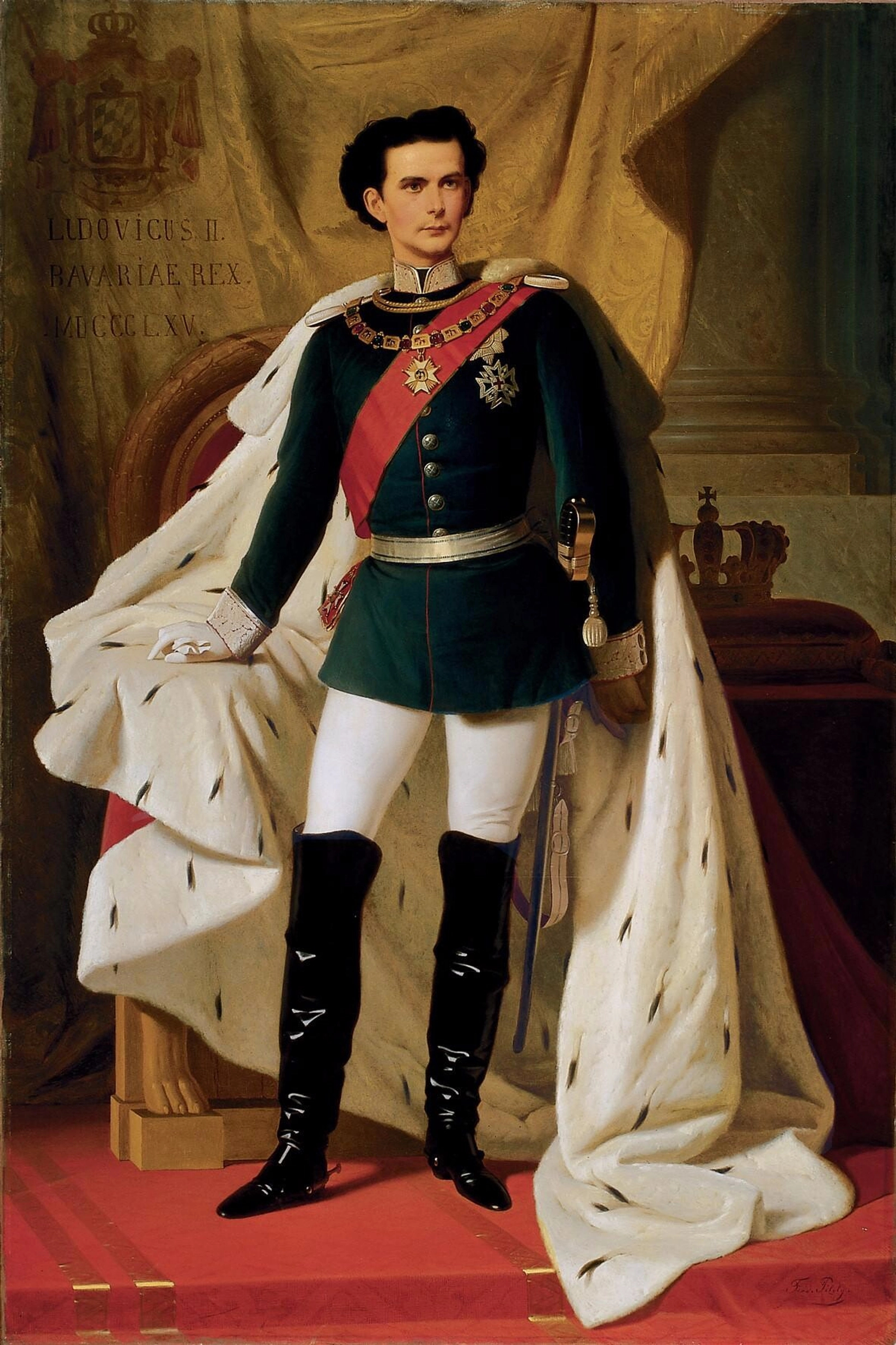
König Ludwig II. in Generalsuniform mit dem Krönungsmantel

Im März 1864 wurde Ludwig II. zum König von Bayern proklamiert. Er ging wegen des Baues von Neuschwanstein und anderer Schlösser als Märchenkönig in die Geschichte ein. Im Deutschen Krieg 1866 erlitt Bayern an der Seite Österreichs eine Niederlage gegen Preußen. 1868 erfolgte die Gründung der konservativen, großdeutschen Patriotenpartei (1887 umbenannt in Bayerisches Zentrum). Bereits 1863 war mit der linksliberalen Fortschrittspartei auch die erste politische Partei in Bayern gebildet worden, der es aber in der Folge nicht gelang die wachsende Arbeiterschaft für sich zu gewinnen. Gegen die ultramontane Kammermehrheit wurde sie jedoch zu einer Stütze des Königs und des Ministerrats, an den unter König Ludwig die Führung des Landes nun faktisch überging. In den späten 1860er Jahren begann der Bayerische Kulturkampf zwischen der katholischen Kirche und der Regierung.
1871 wurde Bayern Teil des neu gegründeten Deutschen Reiches, erhielt dabei sogenannte Reservatrechte (eigenes Post-, Eisenbahn- und Heereswesen sowie eigene Diplomatie). 1886 übernahm Prinzregent Luitpold die Regentschaft. Die „Prinzregentenzeit“, wie die Epoche Prinz Luitpolds häufig bezeichnet wird, gilt aufgrund der politischen Passivität Luitpolds als Ära der allmählichen Rückstellung bayerischer Interessen hinter die des Reichs. 1893 zog die SPD erstmals in den bayerischen Landtag ein, 1906 wurde das Landtagswahlgesetz an das Reichswahlrecht angeglichen. Die erstmalige Beauftragung eines Vertreters der Mehrheitsfraktion im Landtag mit dem Amt des Regierungschefs 1912 deutete auf eine beginnende Parlamentarisierung Bayerns hin. 1913 wurde Ludwig III. König, im Jahr darauf brach der Erste Weltkrieg aus. Am 2. November 1918 kam es zu einer Wahlrechts- und Parlamentsreform. Ludwig III. wurde im Rahmen der Novemberrevolution am 8. November 1918 abgesetzt und Kurt Eisner proklamierte den Freistaat Bayern.

### Freistaat (Bamberger Verfassung)

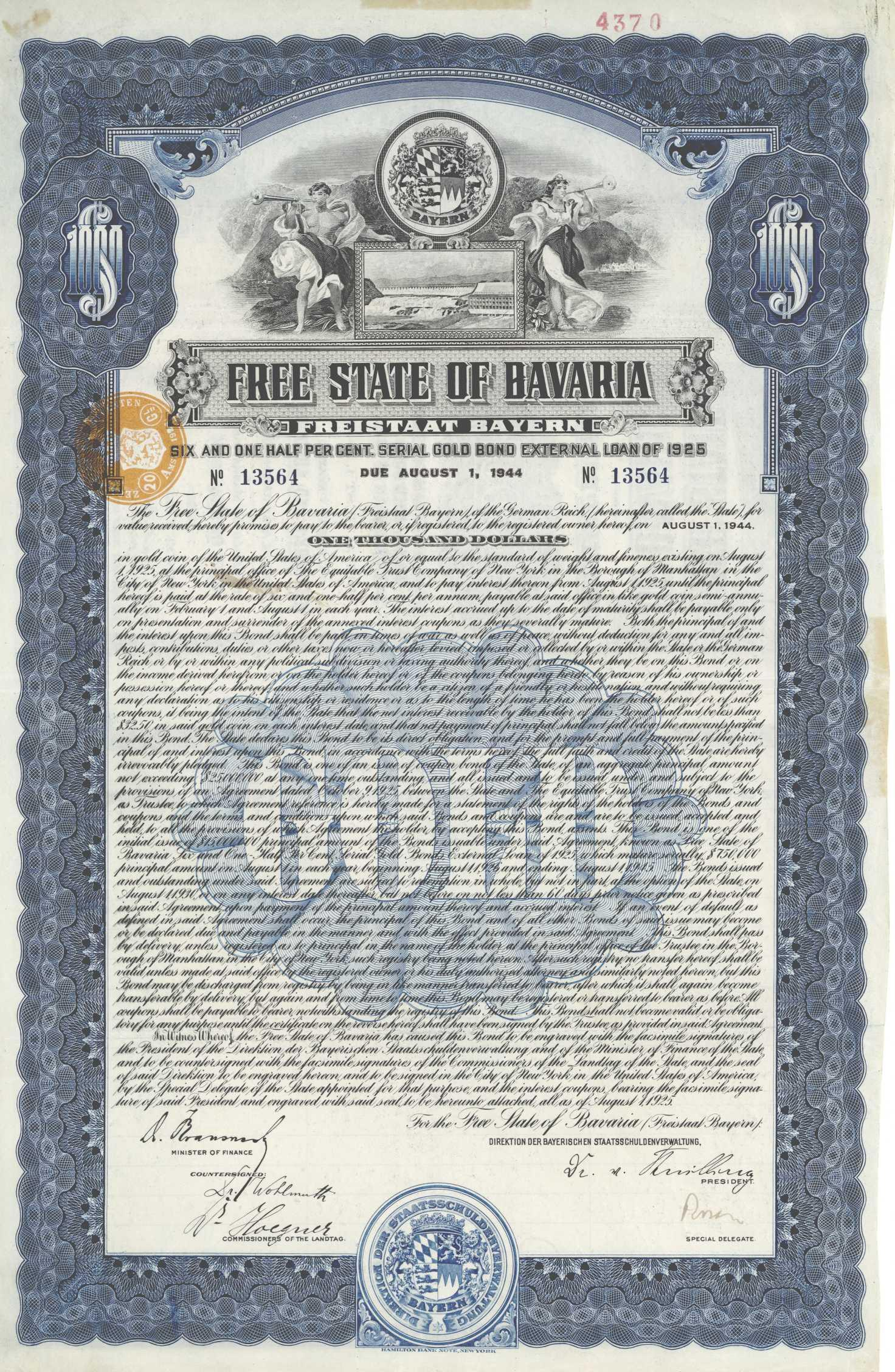
Auslandsanleihe des Freistaates Bayern vom 1. August 1925

Im Verlauf der Novemberrevolution rief am 8. November 1918 Kurt Eisner, Schriftsteller und Journalist, Gründungsmitglied der USPD, Bayern als Volksstaat bzw. Freistaat aus, den Freien Volksstaat Bayern. Nach dem Staatsgrundgesetz der Republik Bayern vom 4. Januar 1919 wurde die Bamberger Verfassung vom 14. August 1919 zur ersten demokratischen Verfassung Bayerns und beendete das 1806 gegründete Königreich Bayern. (Zwischenzeitlich vermochten jedoch noch ab dem 7. April 1919 sozialistische Gruppen für vier Wochen die „Münchner Räterepublik“ zu installieren.) Die Wirren um die Niederschlagung der Räterepublik und ihrer unter Rudolf Egelhofer aufgebauten „Roten Armee“ bewogen die neue Regierung Bayerns dazu, in der Bamberger Verfassung auf die bayerische Wehrhoheit zu verzichten.
Durch eine Volksabstimmung kam am 1. Juli 1920 der Freistaat Coburg zu Bayern (→ Landkreis Coburg). Durch die Bestimmungen des Versailler Vertrags mussten am 10. Januar 1920 das Bezirksamt St. Ingbert sowie Teile der Bezirksämter Homburg und Zweibrücken an das neu geschaffene, unter Völkerbundsverwaltung stehende Saargebiet abgetreten werden. Weiterhin wurde die Pfalz durch die Alliierte Rheinlandbesetzung besetzt. Erst 1930 erfolgte der Abzug der Besatzung der Franzosen und die Rückgliederung dieser Teile der Pfalz an Bayern. Die zum Saargebiet zugeschlagenen Gebiete kamen 1935 nach einem Plebiszit zurück an Deutschland, als die deutschen Länder – und auch Bayern – von den Nationalsozialisten bereits aufgelöst worden waren.
Stärkste Partei war die Bayerische Volkspartei, die meist auch den Ministerpräsidenten stellte. Ministerpräsident Held vertrat einen entschiedenen Föderalismus. 1924 schloss die Regierung für den Freistaat Bayern ein Konkordat mit dem Heiligen Stuhl. 1925 folgte ein Staatsvertrag mit der evangelischen Landeskirche. Die Bayerische Volkspartei wandte sich auch gegen den aufkommenden Nationalsozialismus. Nach der Niederschlagung der „Münchner Räterepublik“ war Bayern zur Hochburg ultra-konservativer sowie reaktionärer Kräfte geworden und wurde in den ersten Jahren der Weimarer Republik als „Ordnungszelle“ bezeichnet. Am 8. und 9. November 1923 wurde Bayern Schauplatz des Hitlerputsches, der aber von der bayerischen Landespolizei niedergeschlagen werden konnte. Nach einer Abstimmungsniederlage im Landtag 1930 blieb Held bis 1933 nur noch geschäftsführend im Amt.

### Nationalsozialismus und Zweiter Weltkrieg
Als Verwaltungseinheit bestand Bayern auch während der Zeit des Nationalsozialismus (1933 bis 1945), war aber weitgehend bedeutungslos. Die Stadt München, in der Adolf Hitler seit 1913 gelebt und seinen politischen Aufstieg begonnen hatte, wurde von den Nationalsozialisten allerdings propagandistisch zur Hauptstadt der Bewegung stilisiert. Mit dem KZ Dachau errichtete das NS-Regime nur wenige Wochen nach der sogenannten Machtergreifung das erste durchgehend betriebene Konzentrationslager. Im fränkischen Nürnberg hielt die NSDAP von 1933 bis 1938 auf dem Reichsparteitagsgelände ihre Reichsparteitage und andere Propagandaveranstaltungen ab; 1935 wurden hier die Nürnberger Gesetze bekanntgegeben. Auf dem Obersalzberg nahe Berchtesgaden ließ Hitler den Berghof errichten, der ihm als zweiter Regierungssitz diente und sich zu einem zentralen Ort der Macht im nationalsozialistischen Deutschen Reich entwickelte. 1939 wurde der Regierungsbezirk Niederbayern-Oberpfalz um ein bis zum Münchner Abkommen 1938 zur Tschechoslowakei gehörendes Gebiet, die Landkreise Bergreichenstein, Markt Eisenstein und Prachatitz, erweitert, das 1945 wieder abgetrennt wurde.
Im Zweiten Weltkrieg erlitten bayerische Städte wie Aschaffenburg, Augsburg, München, Nürnberg und Würzburg starke Zerstörungen (siehe Luftangriffe auf Aschaffenburg, Augsburg, München, Nürnberg und Würzburg).

### Teil der amerikanischen Besatzungszone
Die Besatzungsmächte leiteten Vertriebene aus Schlesien und dem Sudetenland gezielt in das dünn besiedelte Bayern. Dadurch wuchs die Bevölkerung bis 1949 um ein Viertel. Es entstanden mehrere Vertriebenenstädte.
General Eisenhower stellte mit der Proklamation Nummer 2 vom 28. September 1945 Bayern offiziell als Staat wieder her; die Exekutive lag zwischen 1945 und 1952 in den Händen von US-amerikanischen Militärgouverneuren. Nach der Besetzung durch US-Truppen wurde Bayern Bestandteil der amerikanischen Besatzungszone, während im Jahr 1946 die in der französischen Besatzungszone gelegene stark industrialisierte Rheinpfalz dem neugebildeten Land Rheinland-Pfalz eingegliedert wurde. Andererseits fiel 1945 Ostheim vor der Rhön an Bayern.
Da die US-Militärregierung entschieden gegen die Wiederherstellung einer Monarchie eingestellt war, verbot sie 1946 die wiedergegründete Bayerische Heimat- und Königspartei. 1949 war es der Partei dann jedoch wieder gestattet, sich neuzukonstituieren.
Ab dem 30. Juni 1946 tagte in München eine Verfassungsgebende Versammlung. Eine neue, republikanische Verfassung des Freistaates Bayern wurde 1946 mit großer Mehrheit durch das Volk angenommen (Näheres im Artikel Bayerische Verfassungsgeschichte).

### Land innerhalb der Bundesrepublik Deutschland
1948 entschied der Landtag auf Antrag der Staatsregierung, das Grundgesetz abzulehnen, es jedoch in dem Fall als verbindlich anzuerkennen, wenn zwei Drittel der Bundesländer es annehmen würden. 1949 wurde Bayern auf dieser Basis als Land Teil der Bundesrepublik Deutschland. Die Rückgliederung des Landkreises Lindau nach Bayern erfolgte am 1. September 1955.
Der langanhaltende Wirtschaftsaufschwung („Wirtschaftswunder“) trug dazu bei, dass ein tiefer Strukturwandel Bayerns folgte. In den 1960- und 1970er-Jahren wurden Bildung, Infrastruktur und Industrie modernisiert: Neue Gymnasien und Universitäten wurden eröffnet; auf dem Land wurden viele Straßen asphaltiert, zukunftsträchtig erscheinende Branchen wie Fahrzeug- und Maschinenbau, Luft- und Raumfahrt-, sowie Atomindustrie wurden gefördert. Damit wurde das von der Agrarwirtschaft geprägte Bayern zu einem führenden Industriestandort innerhalb der Bundesrepublik Deutschland; 1971 begann die Gebietsreform in Bayern. Von 1962 bis 2008 sowie von 2013 bis 2018 hatte die CSU die absolute Mehrheit in Bayern inne. Bayern wechselte 1987 erstmals im Länderfinanzausgleich vom Nehmerland zum Geberland und ist seit 2008 ununterbrochen das größte Geberland.

## Bevölkerung

### Demografie

Einwohnerentwicklung Bayerns von 1840 bis 2018 nach nebenstehender Tabelle

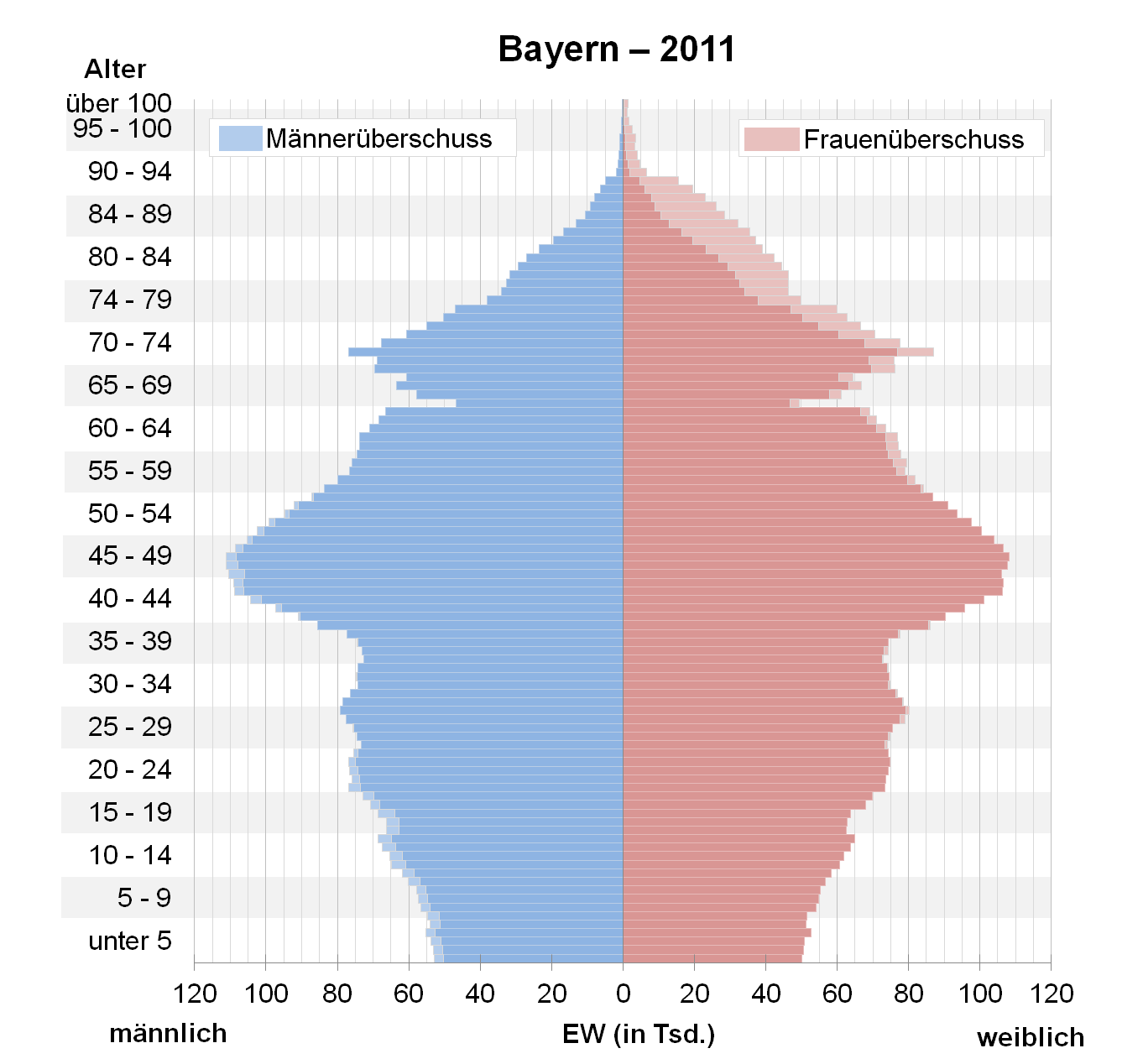
Altersstruktur in Bayern (Datenquelle: Zensus 2011)

Rund 13 Millionen Einwohner oder 16 Prozent der deutschen Bevölkerung leben im Freistaat Bayern. Nach Nordrhein-Westfalen ist Bayern die bevölkerungsreichste subnationale Entität der Europäischen Union und einer der bevölkerungsreicheren Gliedstaaten in der westlichen Welt.
Seit 1840 hat sich die Einwohnerzahl Bayerns mehr als verdreifacht. Zur Volkszählung 1970 wurden erstmals mehr als zehn Millionen Einwohner gezählt. Zum 31. Dezember 2016 belief sich der Bevölkerungsstand auf 12.930.751 Personen, davon waren rund 50,5 % weiblich. Obwohl im Freistaat mehr Menschen sterben als geboren werden, erhöht sich aufgrund einer deutlich höheren Zuwanderung im Vergleich zur Abwanderung die Bevölkerungszahl seit 2012 kontinuierlich um insgesamt mehr als 400.000. Ende 2012 entsprach der Ausländeranteil 9,6 Prozent. Bayern hatte mit 1,55 Kinder pro Frau im Jahr 2017 eine zusammengefasste Fruchtbarkeitsziffer, die leicht unter dem Bundesdurchschnitt von 1,57 lag.
| Jahr       | Bevölkerung | Einwohner je km² |
| ---------- | ----------- | ---------------- |
| 1840       | 03.802.515  | 054              |
| 1871       | 04.292.484  | 061              |
| 1900       | 05.414.831  | 077              |
| 1925       | 06.451.380  | 091              |
| 1939       | 07.084.086  | 100              |
| 1950       | 09.184.466  | 130              |
| 1961       | 09.515.479  | 135              |
| 1970       | 10.479.386  | 149              |
| 1987       | 10.902.643  | 155              |
| 31.12.2007 | 12.520.332  | 177              |
| 31.12.2008 | 12.519.728  | 177              |
| 31.12.2009 | 12.510.331  | 177              |
| 31.12.2010 | 12.538.696  | 178              |
| 31.12.2011 | 12.443.372  | 176              |
| 31.12.2012 | 12.519.571  | 177              |
| 31.12.2013 | 12.604.244  | 179              |
| 31.12.2014 | 12.691.568  | 180              |
| 31.12.2015 | 12.843.514  | 182              |
| 31.12.2016 | 12.930.751  | 183              |
| 31.12.2017 | 12.997.204  | 184              |
| 31.12.2018 | 13.076.721  | 185              |
| 31.12.2019 | 13.124.737  | 186              |
| 31.12.2020 | 13.140.183  | 186              |
| 31.12.2021 | 13.176.989  | 187              |
| 31.12.2022 | 13.369.393  | 190              |
| 31.12.2023 | 13.435.062  | 190              |

Wie in ganz (West-)Deutschland kam es ab den 1950er Jahren vor dem Hintergrund des deutschen Wirtschaftswunders zu Zuwanderung insbesondere aus der Türkei, dem damaligen Jugoslawien und Italien und verstärkt um 1990 nach dem Ende des Kalten Krieges aus ostmitteleuropäischen und osteuropäischen Ländern.

### „Vier Stämme Bayerns“

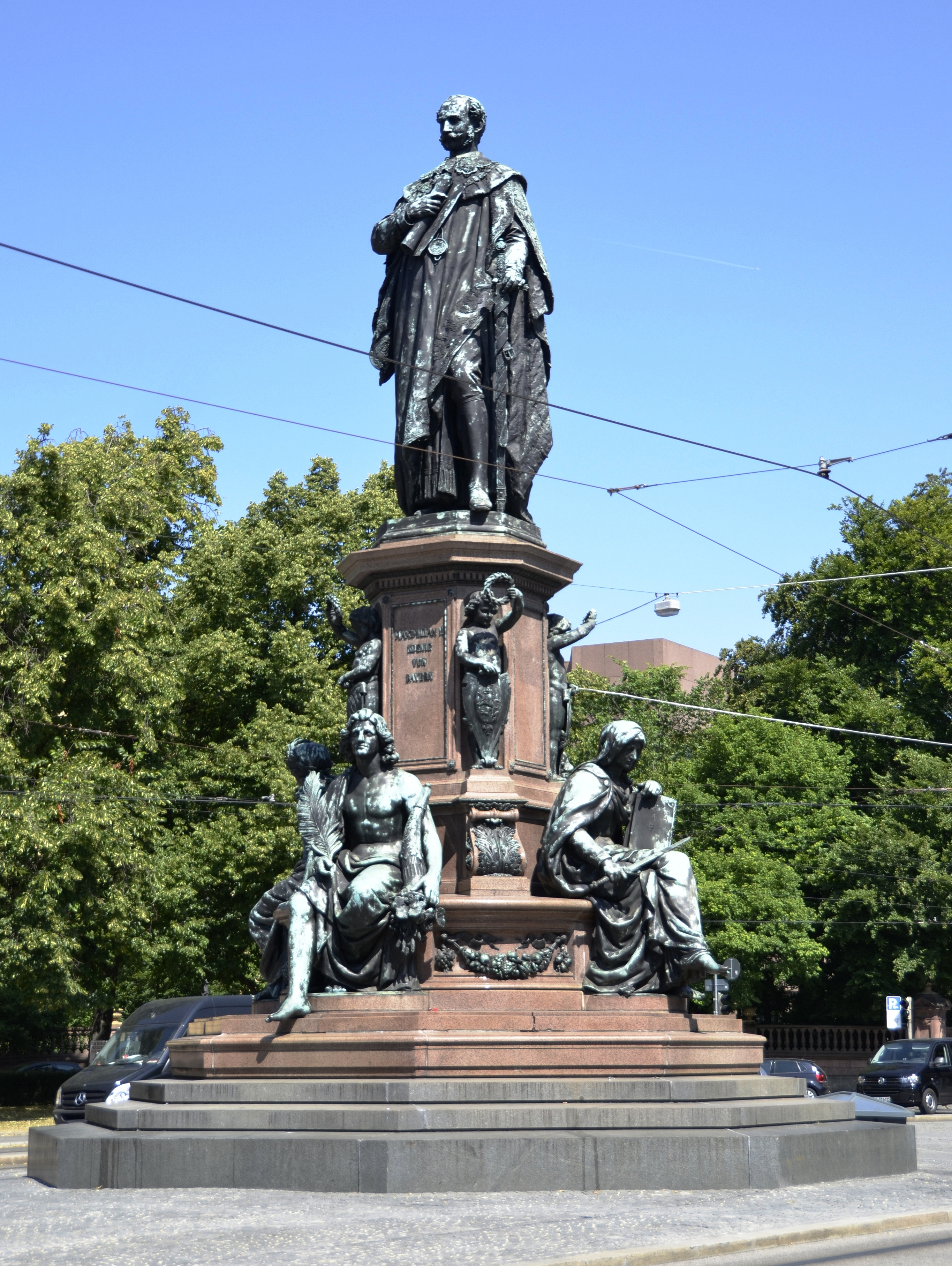
Maxmonument in München; die Putten zu Füßen König Maximilians II. halten Schilde mit den Wappen der Landesteile Altbayern, Pfalz, Franken und Schwaben.

Anfang 1778 wurden das Kurfürstentum Bayern und die Kurpfalz durch Erbfolge der Wittelsbacher wiedervereinigt. Während in napoleonischer Zeit die rechtsrheinische Pfalz an Baden kam, fielen große Teile der linksrheinischen Pfalz 1816 als Rheinkreis an Bayern zurück. Gleichzeitig kamen durch Napoleon weitere schwäbische Gebiete und große Teile Frankens an das Königreich Bayern. Bis zum Zweiten Weltkrieg verstand man unter den vier Stämmen Bayerns die Altbayern, Franken, Schwaben und Pfälzer. Zahlreiche Monumente aus dieser Zeit betonen diesen Sachverhalt.
Nach 1945 gelangten über zwei Millionen Flüchtlinge und Heimatvertriebene, vor allem die als Sudetendeutsche bezeichneten Deutschböhmen, Deutschmährer und Sudetenschlesier, nach Bayern. Die Sudetendeutschen wurden von Franz Josef Strauß als „vierter Stamm“ bezeichnet, wobei die deutschböhmische, -mährische und sudetenschlesische Bevölkerung aus unterschiedlichen Dialekt- und Kulturräumen des deutschen Sprachraumes innerhalb der damaligen Tschechoslowakei stammte und somit heterogen ist. Sinti und Jenische haben ebenfalls eine staatlich bisher nicht anerkannte lange Tradition in Bayern.
Seit dem Ende des Zweiten Weltkriegs und dem endgültigen Verlust der Rheinpfalz 1946 werden nun die ursprünglich ansässige Bevölkerung und die nach dem Zweiten Weltkrieg aus Böhmen, Mähren und Sudetenschlesien vertriebenen Sudetendeutschen in „Vier Stämme“ (siehe Deutsche Stämme für die Wortherkunft) untergliedert. Diese setzen sich zusammen aus den drei traditionell ansässigen Stämmen, den Franken, den Schwaben und den für den Freistaat namensgebenden Altbayern sowie als viertem Stamm den Sudetendeutschen, für die Bayern 1954 die „Schirmherrschaft“ übernahm.
Unterscheidungsmerkmale der drei ursprünglich ansässigen Stämme sind etwa eigene Dialekte (bairisch, ostfränkisch, alemannisch), eigene Küchen (bayerisch, fränkisch, schwäbisch), eigene Traditionen, Trachten und teilweise Architekturstile. Es werden gelegentlich den einzelnen Stämmen sogar unterschiedliche Mentalitäten zugeschrieben, so etwa sind laut Bayerischer Staatsregierung die Altbayern weltoffen, beharrlich und musisch begabt, Franken hingegen zeichnen ein ausgeprägter „Gemeinschaftssinn, Organisationstalent, Heiterkeit und ein schnelles Auffassungsvermögen“ aus, während man Schwaben als sparsame Menschen sieht, die einen „Hang zur Untertreibung“ haben. Bei Kabinettsbildungen werden aus Proporzgründen die Ämter nach den Stämmen verteilt. Auch die drei CSU-Ministerposten des Bundeskabinetts Merkel III waren auf die drei Stämme Franken, Baiern und Schwaben verteilt.
Bekannt ist vor allem der lange Streit zwischen den Franken und den Altbayern um die angebliche Ungleichbehandlung der Franken durch die Bayern. Franken sei einigen Organisationen gemäß in den Parteistrukturen unterrepräsentiert und bekomme weniger Steuermittel. Auch werde sich generell weniger um Belange und Probleme der fränkischen Regierungsbezirke gekümmert. Gelegentlich wird auch die Rückgabe von sogenannter Beutekunst, Kunstwerke aus fränkischen Städten und Schatzkammern, die vom Königreich Bayern im 19. Jahrhundert konfisziert und nach München gebracht wurden, gefordert. Viele derartige Beschwerden gelten allerdings als gegenstandslos. So sind beispielsweise fränkische Politiker in den Strukturen der großen Parteien nicht unterrepräsentiert. Auch ist die Forderung der Rückgabe von Kunstschätzen problematisch, da etwa der Hofer Altar in München und einige Dürer-Gemälde in der Alten Pinakothek nicht geraubt, sondern freiwillig abgegeben wurden.

### Religion und Weltanschauung
|                                         | 1840 a) | 1900 a) | 1933 a) | 1950 | 1970 | 2011 | 2020 | 2022 | 2023 | 2024 |
| --------------------------------------- | ------- | ------- | ------- | ---- | ---- | ---- | ---- | ---- | ---- | ---- |
| römisch-katholisch                      | 71,1    | 70,5    | 70,0    | 71,9 | 70,4 | 53,9 | 46,9 | 43,5 | 42,2 | 41,7 |
| evangelisch                             | 27,4    | 28,3    | 28,7    | 26,5 | 25,2 | 20,3 | 17,2 | 16,1 | 15,6 | 15,3 |
| muslimisch                              | –       | –       | –       | –    | 00,9 | –    | –    | –    | –    | –    |
| jüdisch                                 | 01,4    | 00,9    | 00,5    | 00,1 | 00,1 | –    | –    | –    | –    | –    |
| andere Konfessionen und Konfessionslose | 00,1    | 00,3    | 00,8    | 01,5 | 03,4 | 25,8 | 35,9 | 40,4 | 42,2 | 42,9 |

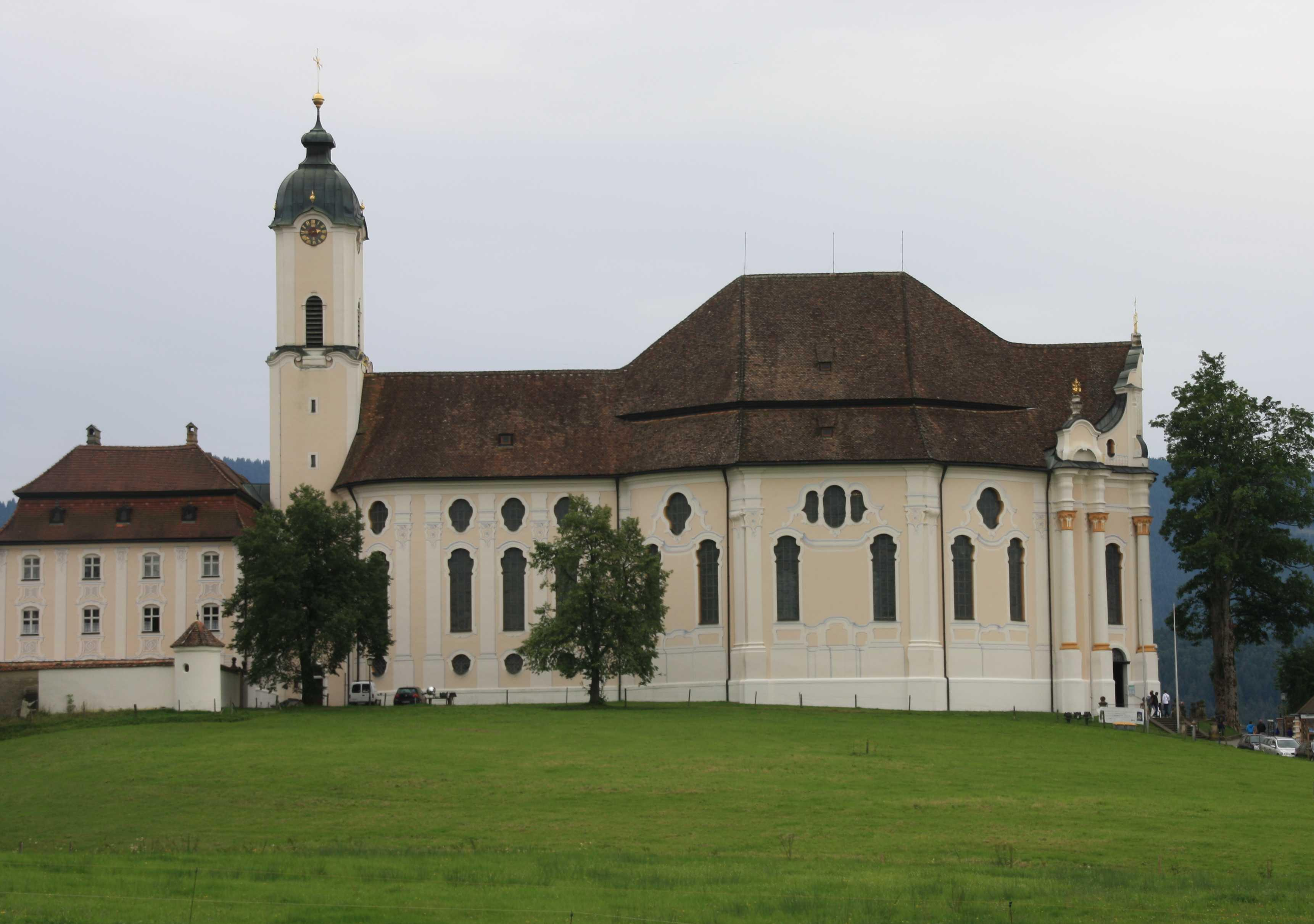
Wieskirche in Oberbayern

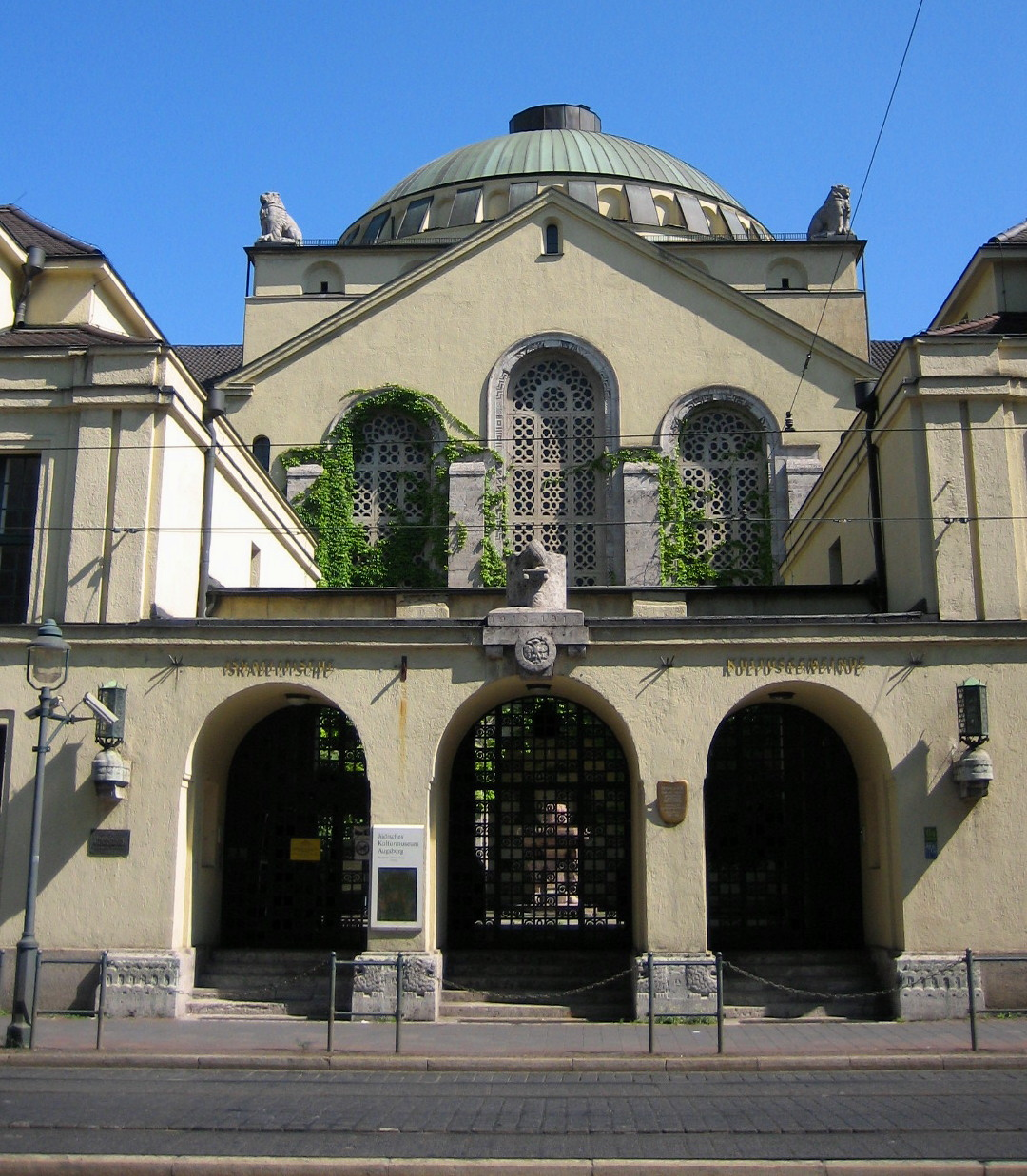
Eingang zur Augsburger Synagoge

Die Zahl der Katholiken und Protestanten hat sich seit 1970 deutlich verringert. Bayern ist mit 41,7 % (Stand: 2024) nach dem Saarland das Bundesland mit dem höchsten römisch-katholischen Bevölkerungsanteil in Deutschland.
Siehe auch: Liste von Pfarrhäusern in Bayern
Der bayerische Staat zahlt der römisch-katholischen Kirche jährlich 65 Millionen Euro und der evangelischen Kirche 21 Millionen Euro Staatsdotationen aus dem allgemeinen Haushalt. Die katholischen Pfarreien gehören dem Bistum Würzburg, dem Bistum Eichstätt und dem Erzbistum Bamberg in der Kirchenprovinz Bamberg sowie dem Bistum Regensburg, dem Bistum Passau, dem Bistum Augsburg und dem Erzbistum München und Freising in der Kirchenprovinz München und Freising an. Weitere katholische Gemeinden unterstehen der Jurisdiktion katholischer Ostkirchen.
Die Evangelisch-Lutherische Kirche in Bayern ist eine Gliedkirche der Evangelischen Kirche in Deutschland (EKD), 15,3 % der Bevölkerung sind Mitglied der evangelisch-lutherische Kirche (Stand 2024). Die größte nach Einwohnerzahl, noch mehrheitlich evangelische deutsche Stadt ist Bayreuth.
Jüdische Gemeinden gab es bis zum 19. Jahrhundert vor allem in ländlichen Gebieten Frankens und Schwabens sowie den freien Reichsstädten wie etwa in Nürnberg (Ansiedlungsverbot 1499 bis 1850) und Regensburg. Im wittelsbachischen Altbayern gab es so gut wie keine Juden, seit der Judenemanzipation aber zunehmend in bayerischen Städten. Von fast 200 jüdischen Gemeinden vor dem Holocaust existieren in Bayern noch oder wieder 13 Gemeinden. Sie sind in der IKG München und Oberbayern sowie im Landesverband der Israelitischen Kultusgemeinden in Bayern organisiert.
Von wachsender Bedeutung ist insbesondere in Großstädten der Islam. Viele Moscheegemeinden versuchen, ihre bisherigen Hinterhofmoscheen durch repräsentative Neubauten zu ersetzen. Eine Studie des Bundesministeriums des Innern beziffert den Anteil der Muslime an der bayerischen Gesamtbevölkerung im Jahr 2008 auf ungefähr 4 Prozent (etwa 13 Prozent der in Deutschland wohnhaften Muslime).
Wie in vielen Gegenden Deutschlands wächst auch in Bayern der Anteil konfessionell ungebundener Einwohner. Die Humanistische Vereinigung versteht sich als Weltanschauungsgemeinschaft und Interessenvertretung nichtreligiöser Menschen. Der Verband, der im März 2019 rund 2100 Mitgliedern ausgewiesen hatte, ist in Bayern unter anderem Träger des Humanistischen Lebenskundeunterrichts, er betreibt seit 2008 eine Grundschule in freier Trägerschaft sowie über ein Dutzend Kindertagesstätten. Er unterhält ein eigenes Sozialwerk und den Turm der Sinne in Nürnberg.
In Ballungszentren gibt es kleinere buddhistische, alevitische, hinduistische und Bahai-Gemeinden, Königreichssäle der Zeugen Jehovas und Gemeinden kleinerer christlicher Kirchen wie der Siebenten-Tags-Adventisten. Seit 1966 hat Bayern auch eine mittlerweile große assyrisch-aramäische Gemeinde, die größtenteils der Syrisch-Orthodoxen Kirche von Antiochien angehört. Die meisten dieser Suryoye kommen aus dem Kalksteingebirge Tur Abdin im Südosten der Türkei.

### Bevölkerungsreichste Städte

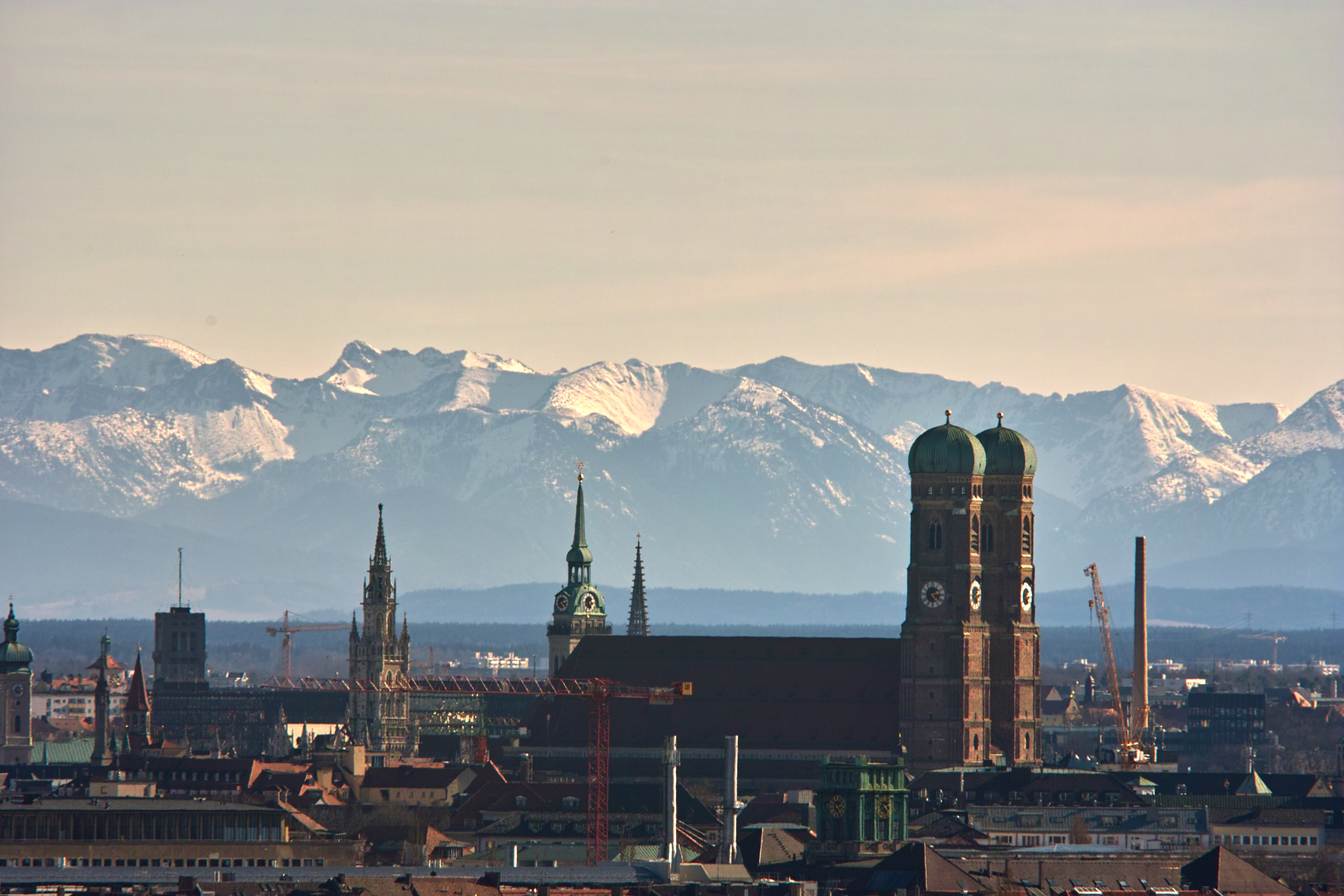
München
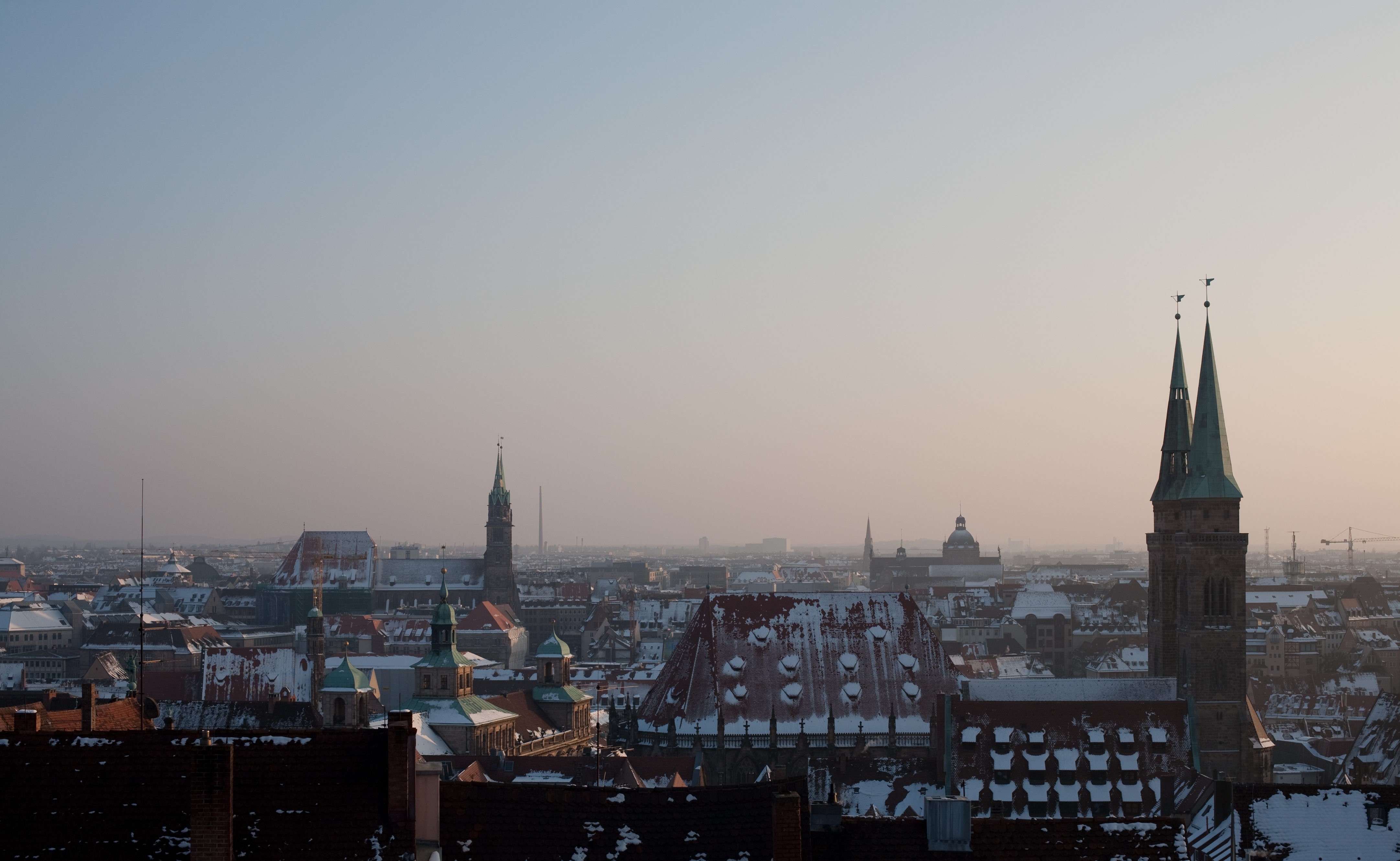
Nürnberg
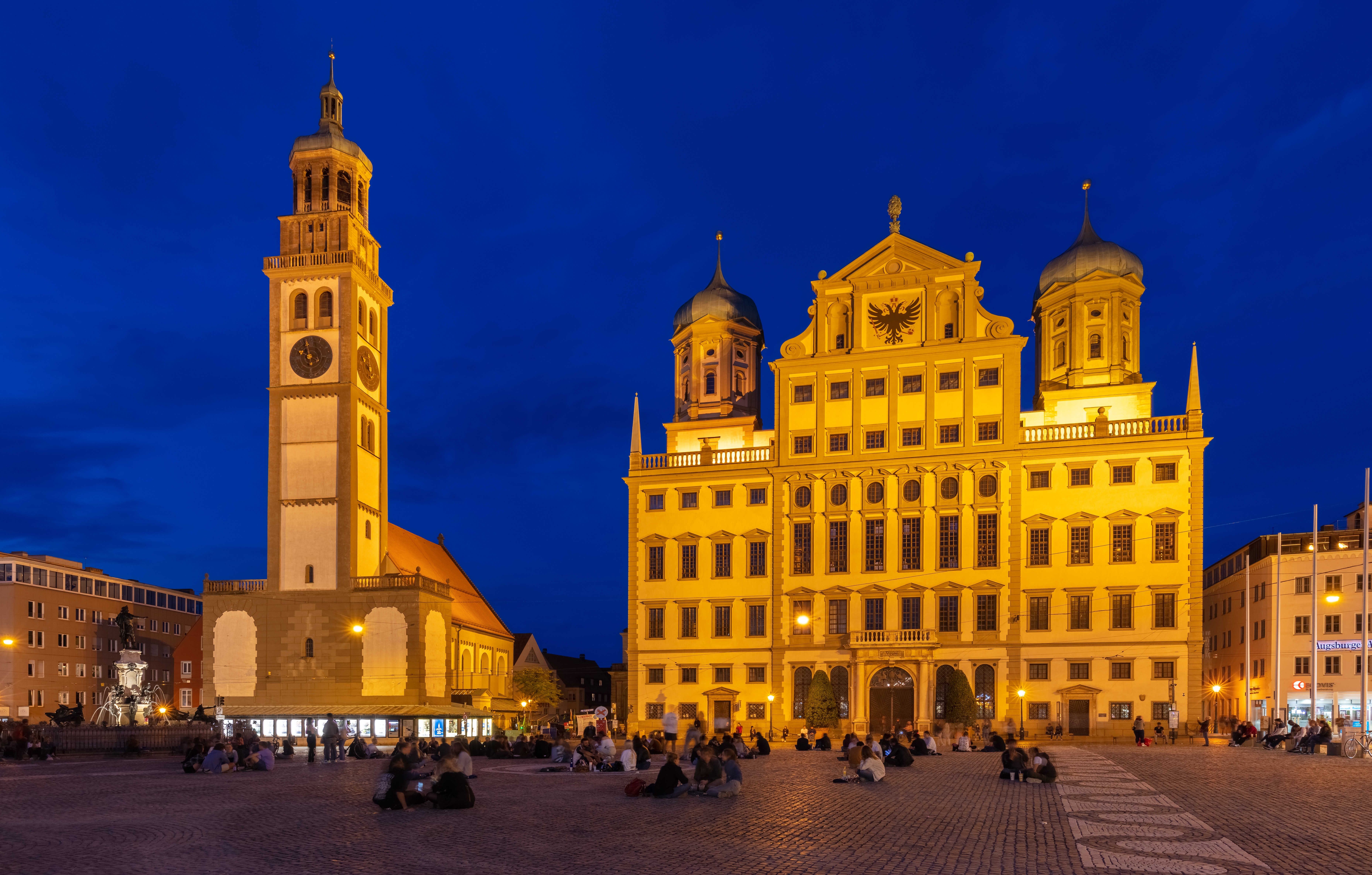
Augsburg

Bevölkerungsreichste Stadt sowie einzige Millionenstadt Bayerns ist die Landeshauptstadt München mit rund 1,5 Millionen Einwohnern (31. Dezember 2024). Sie ist deutschlandweit die drittgrößte Stadt und die elftgrößte Stadt der Europäischen Union und zählt zu den Weltstädten der Kategorie Beta+. Sie ist die größte Stadt Deutschlands, die kein Stadtstaat ist. Zudem ist München mit 4844 Einwohnern je Quadratkilometer (31. Dezember 2024) die am dichtesten bevölkerte Gemeinde Deutschlands sowie mit 519 m ü. NHN dessen höchstgelegene Großstadt. Nürnberg ist mit seinen 529.508 Einwohnern (31. Dezember 2024) landesweit die zweitgrößte Stadt, belegt bundesweit den 13. sowie in der Europäischen Union den 51. Platz und zählt zu den Weltstädten der Kategorie Gamma−. Augsburg ist mit 301.105 Einwohnern (31. Dezember 2024) landesweit die drittgrößte Stadt und belegt bundesweit den 23. Platz. In Bayern gibt es insgesamt acht Großstädte. Jüngste Großstadt (mindestens 100.000 Einwohner) Bayerns ist Fürth (seit 1990), das zuvor bereits von 1951 bis 1956 und von 1972 bis 1976 eine Großstadt war. Nürnberg bildet zusammen mit Erlangen, Fürth und Schwabach ein ausgeprägtes Städteband mit über 800.000 Einwohnern. Metropolregionen in Bayern stellen die Metropolregion München und die Metropolregion Nürnberg dar. Des Weiteren sind Teile zum Rhein-Main-Gebiet zugehörig.

### Gesundheitswesen
In Bayern gibt es über 400 Krankenhäuser, davon sechs Universitätskliniken. Sie verfügen insgesamt über rund 73.000 Betten und rund 4,000 teilstationäre. Etwa 60 Prozent der Krankenhäuser befinden sich in öffentlicher Trägerschaft. In Bayern gibt es zudem über 3.200 Apotheken und rund 60.000 Ärzte. Die Arztdichte beträgt 208 Einwohner je Arzt, damit hat Bayern nach dem Saarland einen Spitzenwert unter den Flächenländern. Dennoch wird vor den Folgen eines Ärztemangels in Bayern, vor allem auf dem Land und unter Fachärzten, gewarnt. Die meisten Bewohner Bayerns sind bei der AOK Bayern krankenversichert.
Die durchschnittliche Lebenserwartung lag im Zeitraum 2017/19 bei 79,5 Jahren für Männer und bei 83,9 Jahren für Frauen. Die Männer belegen damit unter den deutschen Bundesländern Rang 2, während Frauen Rang 3 belegen. Regional hatten 2013/15 Starnberg (Erwartung der Gesamtbevölkerung: 83,39 Jahre), München (Stadt) (83,02) und der Landkreis München (82,97) die höchste, sowie Amberg (79,04), Straubing (78,80) und Hof (Saale) (78,75) die niedrigste Lebenserwartung.

### Sprache und Dialekt

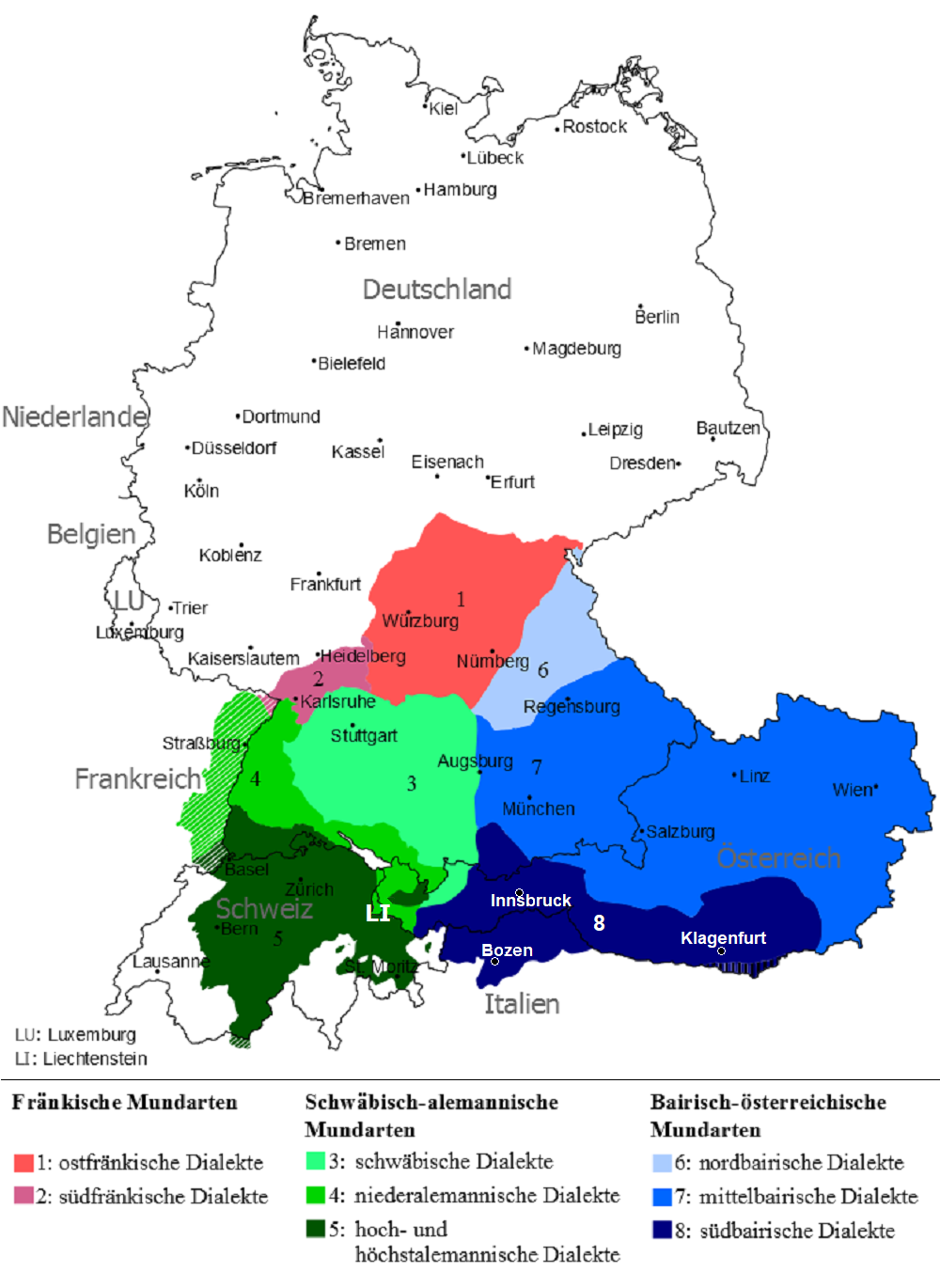
Oberdeutscher Sprachraum nach 1945: blau: bairisch-österreichische Dialekte

Amts- und Verkehrssprache ist Deutsch. Zahlreiche weitere Sprachen werden von jenen gesprochen, die aus anderen Sprachregionen kommen bzw. den entsprechenden Migrationshintergrund haben.
In Bayern dominieren Dialekte der oberdeutschen Dialektfamilie. Daneben werden räumlich eng begrenzt besonders im westlichen Unterfranken mitteldeutsche Mundarten gesprochen.
Die Dialekte in Bayern lassen sich folgenden Dialektgruppen zuordnen (von Nord nach Süd):
Mitteldeutsche Dialekte:
- Rheinfränkisch als Südhessisch um Aschaffenburg (Unterfranken)
- Thüringisch-Obersächsisch als Südostthüringisch in Ludwigsstadt (Landkreis Kronach, Oberfranken)

Oberdeutsche Dialekte:
- Ostfränkisch als Mainfränkisch und Oberfränkisch vor allem in den fränkischen Regierungsbezirken
- Bairisch als Nord- und Mittelbairisch, am Rand zu Tirol Südbairisch, vor allem in Altbayern
- Alemannisch als Schwäbisch und Niederalemannisch vor allem im Regierungsbezirk Schwaben

Zwischen diesen Mundarträumen bestehen nicht zu unterschätzende Übergangsgebiete, die sich nicht ohne Bruch einem dieser Gebiete zuordnen lassen. Es existieren bairisch-fränkische (etwa Nürnberg und Umgebung), bairisch-schwäbische (unter anderem Lechrain) und schwäbisch-fränkische (Gebiet um Dinkelsbühl und Hesselberggebiet) Übergangsgebiete, in manchen Orten sogar bairisch-schwäbisch-fränkische Mischdialekte (zum Beispiel Treuchtlingen, Eichstätt).
Die Dialekte sind bei den Einheimischen, besonders außerhalb der großen Städte, sehr verbreitet, wobei in Ballungsgebieten wie München ein Rückgang, tendenziell ein Aussterben der Dialekte zu beobachten ist.
Lexikographisch erfasst werden die bairischen Dialekte durch das Bayerische Wörterbuch, die schwäbischen durch das Schwäbische Wörterbuch und die ostfränkischen durch das Fränkische Wörterbuch, wozu noch zahlreiche Wörterbücher über Orts- und Regionalmundarten kommen. Areallinguistisch werden die Dialekte Bayerns vom Sprachatlas von Bayerisch-Schwaben, dem Sprachatlas von Mittelfranken, dem Sprachatlas von Niederbayern, dem Sprachatlas von Nordostbayern, dem Sprachatlas von Oberbayern und dem Sprachatlas von Unterfranken aufgearbeitet.
Zahlreiche weitere deutsche und nichtdeutsche Dialekte werden von jenen gesprochen, die aus anderen Dialekt- oder Sprachregionen kommen.

## Politik

### Staatsaufbau

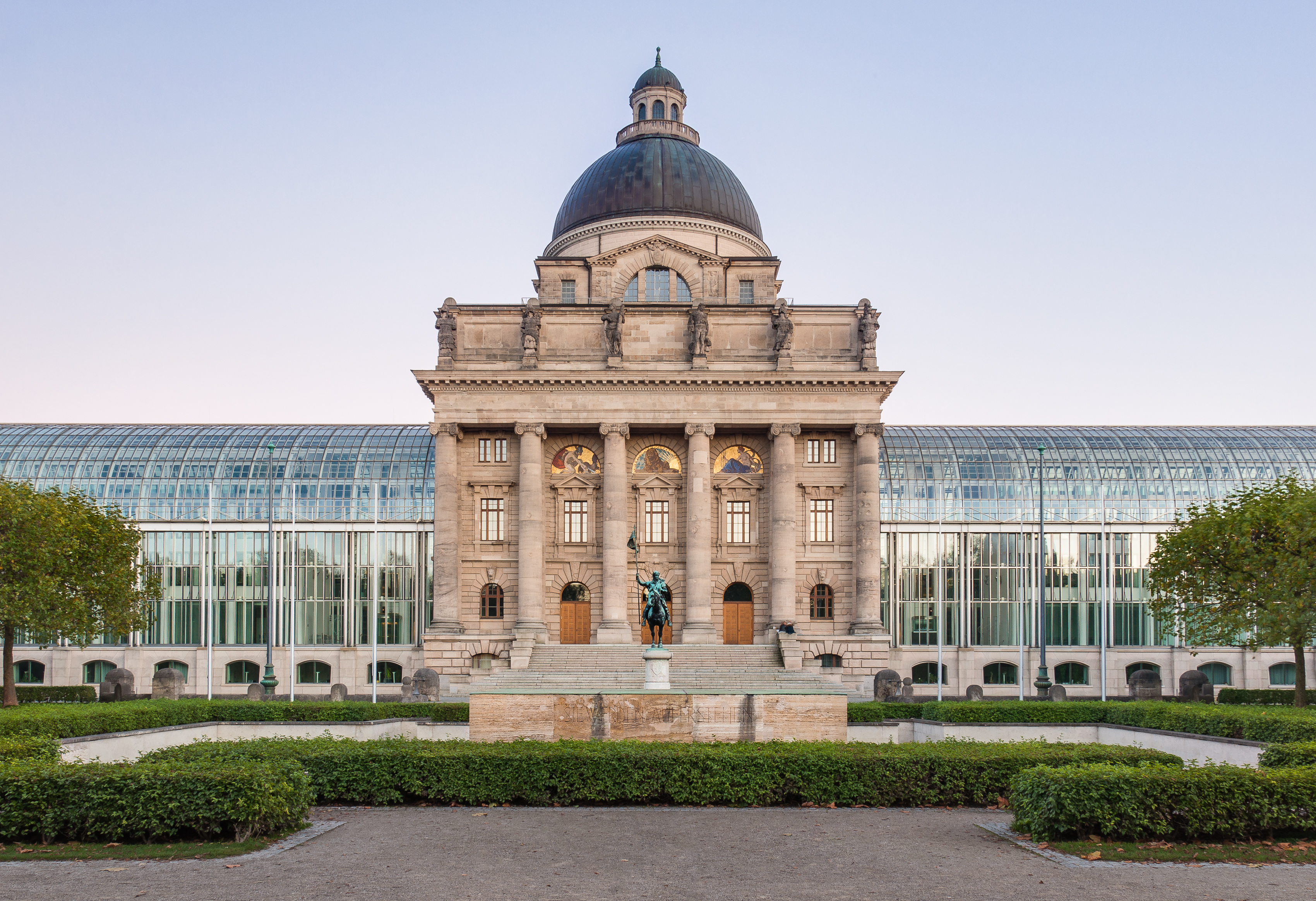
Bayerische Staatskanzlei in München (ehemaliges Armeemuseum)

Grundlage der Politik in Bayern ist die durch Volksabstimmung am 1. Dezember 1946 angenommene Verfassung des Freistaates Bayern. Die Verfassung trat am 8. Dezember 1946 in Kraft. Bayern ist demnach Freistaat (Republik) und Volksstaat (Demokratie). Seit dem 1. Januar 2000 existiert nach der Abschaffung des Senats ein parlamentarisches Einkammersystem.
Die gesetzgebende Gewalt liegt beim Bayerischen Landtag, dessen Abgeordnete alle fünf Jahre gewählt werden (bis 1998: alle vier Jahre gewählt wurden). Bis Ende 1999 existierte mit dem Senat eine zweite Kammer, mit der Vertreter sozialer und wirtschaftlicher Interessenverbände ein politisches Gegengewicht zum Landtag schaffen sollten. In einem Volksentscheid wurde am 8. Februar 1998 die Abschaffung dieser Kammer beschlossen. Bis dahin war Bayern das einzige deutsche Land mit einer zweiten Kammer. Sie hatte jedoch nur bedingten Einfluss, weil sie keine Gesetze einbringen durfte, sondern nur das Recht der Mitwirkung besaß.
Die Staatsregierung wird vom Bayerischen Ministerpräsidenten geführt. Er leitet die Geschäfte, bestimmt die Richtlinien der Politik, vertritt Bayern nach außen und ernennt die Staatsminister und -sekretäre.
Außer vom Landtag können in Bayern Gesetze und Verfassungsänderungen durch Volksbegehren und Volksentscheid beschlossen werden. Zwingend notwendig ist ein Volksentscheid bei jeder Änderung der Bayerischen Verfassung.

### Legislative
- SPD: 17
- Grüne: 32
- FW: 37
- CSU: 85
- AfD: 32

Der Bayerische Landtag ist das Landesparlament des Freistaates Bayern. Sein Sitz ist das Maximilianeum in München. Eine Legislaturperiode dauert fünf Jahre. Die aktuelle Legislaturperiode dauert von 2023 bis 2028. Im Bayerischen Landtag sind momentan fünf Parteien vertreten. Nach der Wahl vom 8. Oktober 2023 ergaben sich folgende Sitzverteilung und Stimmenanteile (insgesamt 203 Sitze):
| Partei                                  | Abk.  | Stimmenanteil in Prozent | Sitze | Veränderung gegenüber 2018 in Prozent |
| --------------------------------------- | ----- | ------------------------ | ----- | ------------------------------------- |
| Christlich-Soziale Union in Bayern      | CSU   | 37,0                     | 85    | 0−0,2                                 |
| Freie Wähler                            | FW    | 15,8                     | 37    | 0+3,3                                 |
| Alternative für Deutschland             | AfD   | 14,6                     | 32    | 0+4,4                                 |
| Bündnis 90/Die Grünen                   | Grüne | 14,4                     | 32    | 0−3,2                                 |
| Sozialdemokratische Partei Deutschlands | SPD   | 08,4                     | 17    | 0−1,3                                 |
| Freie Demokratische Partei              | FDP   | 03,0                     | −     | 0−2,1                                 |
| Ökologisch-Demokratische Partei         | ÖDP   | 01,8                     | –     | 0+0,2                                 |
| Die Linke                               | Linke | 01,5                     | –     | 0−1,8                                 |
| Andere                                  | –     | 03,4                     | –     | 0−0,3                                 |

### Exekutive

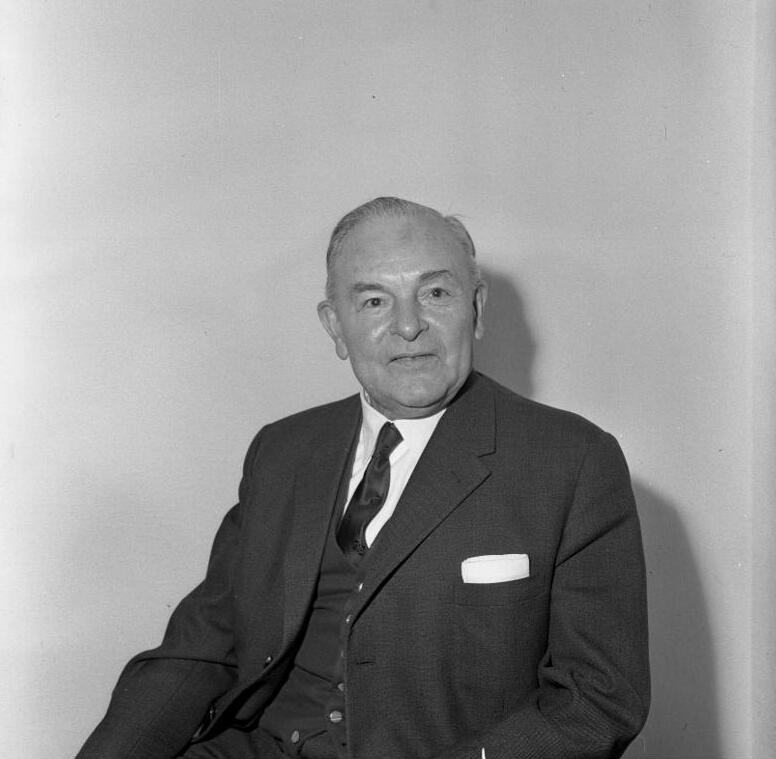
Hans Ehard, erster gewählter Ministerpräsident Bayerns nach dem Zweiten Weltkrieg

Die Staatsregierung ist die oberste Behörde des Freistaates Bayern. Der vom Landtag gewählte Ministerpräsident beruft und entlässt die Staatsminister und die Staatssekretäre mit Zustimmung des Landtags. Er weist den Staatsministern einen Geschäftsbereich oder eine Sonderaufgabe zu, den diese nach dem Ressortprinzip und den vom Ministerpräsidenten bestimmten Richtlinien der Politik (Richtlinienkompetenz) eigenverantwortlich verwalten. Die Staatssekretäre sind gegenüber ihren Staatsministern weisungsgebunden. Die Bayerische Staatskanzlei unterstützt den Ministerpräsidenten und die Staatsregierung in ihren verfassungsmäßigen Aufgaben. Die verfassungsrechtliche Höchstgrenze der 18 Mitglieder im Kabinett der Staatsregierung wird meist voll ausgeschöpft.

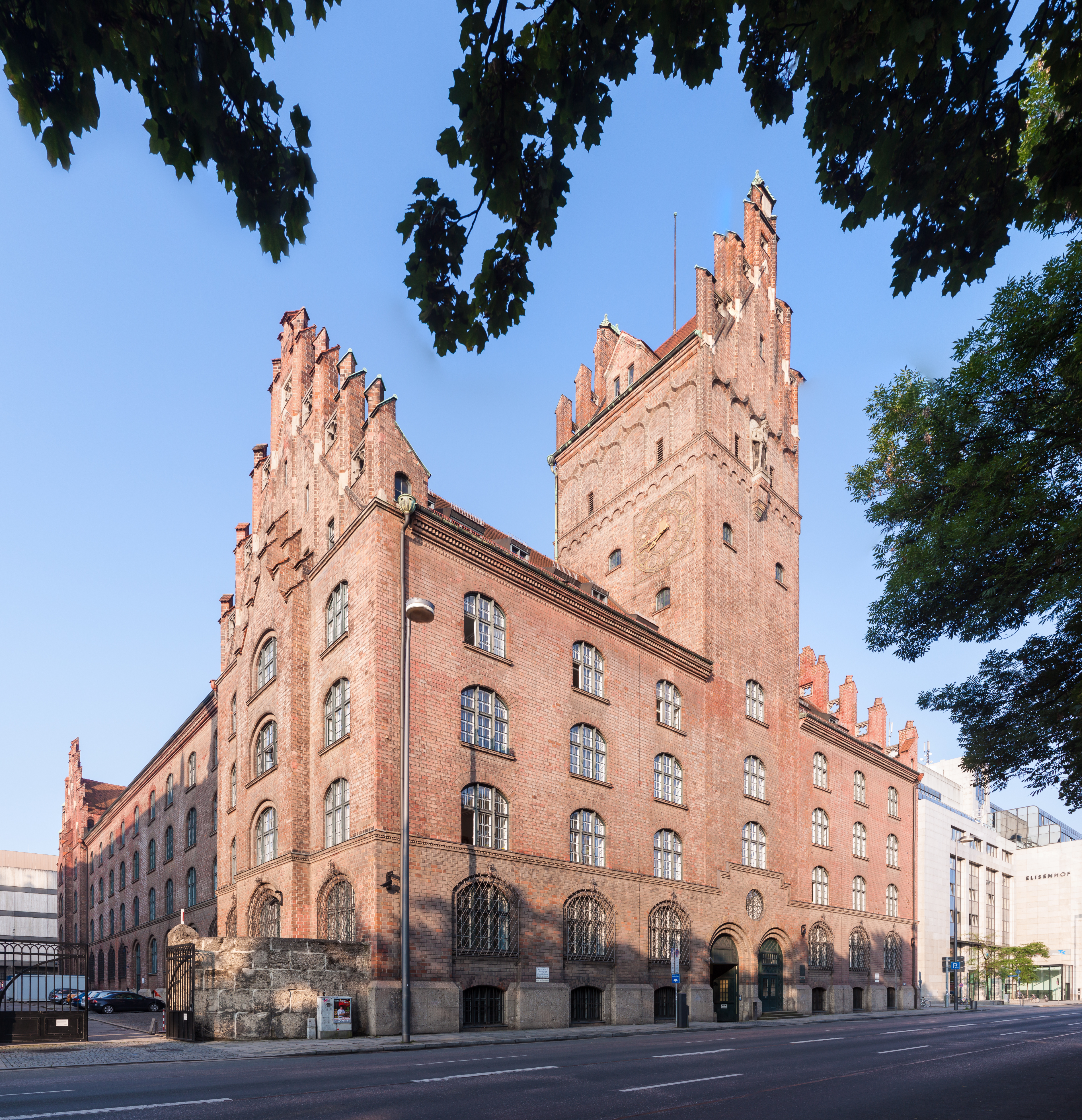
Der Bayerische Verfassungsgerichtshof ist im Neuen Justizgebäude in München untergebracht

### Judikative
Das oberste bayerische Gericht ist der Bayerische Verfassungsgerichtshof. Des Weiteren gibt es diverse obere Landesgerichte, darunter drei Oberlandesgerichte in München, Nürnberg und Bamberg, den Bayerischen Verwaltungsgerichtshof, zwei Landesarbeitsgerichte (München und Nürnberg), das Bayerische Landessozialgericht sowie die restliche Judikative. Das Bayerische Oberste Landesgericht als oberstes bayerisches Gericht der ordentlichen Gerichtsbarkeit wurde mit Wirkung zum 1. Juli 2006 aufgelöst, zum 15. September 2018 wiedererrichtet, jedoch mit weniger Kompetenzen.

### Haushalt
Gemäß dem Gesetz über die Feststellung des Haushaltsplans des Freistaates Bayern für das Haushaltsjahr 2023 (Kurzbezeichnung: Haushaltsgesetz 2023 – HG 2023) vom 21. April 2023 sind im Haushaltsplan des Freistaates Bayern für das Haushaltsjahr 2023 Erträge (Einnahmen) und Aufwendungen (Ausgaben) in Höhe von 71.424.666.800 Euro veranschlagt. Die Einnahmen decken die Ausgaben (vgl. Gesamtdeckungsprinzip und Haushaltsgrundsätze).

### Wahlrecht

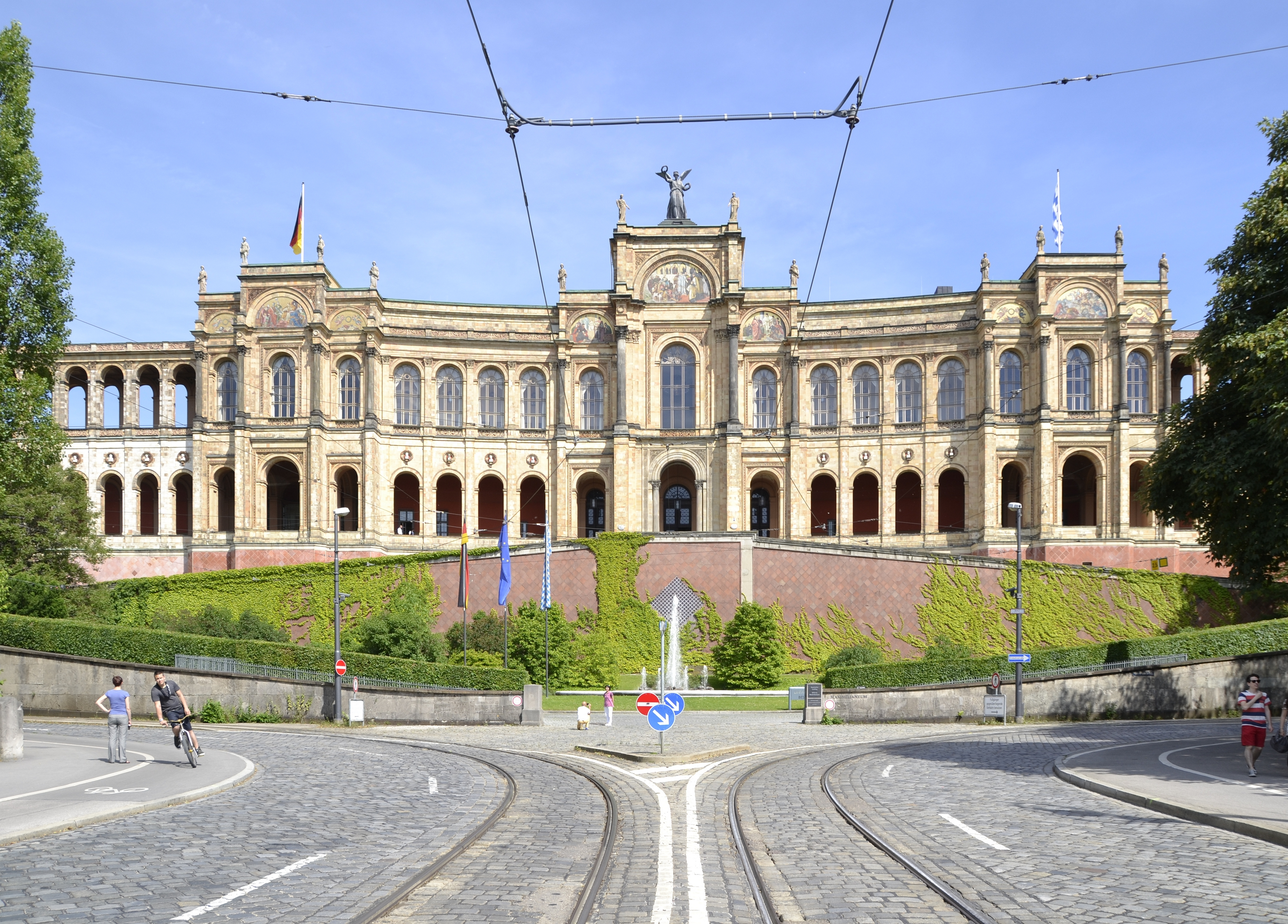
Das bayerische Landtagsgebäude (Maximilianeum) in München

Im Vergleich zu Wahlen auf Bundesebene weist das bayerische Wahlrecht mehrere Besonderheiten auf: Direktkandidaten, die in ihrem Wahlbezirk (Stimmkreis) die Wahl gewonnen haben, können nur in den Landtag einziehen, wenn auch ihre Partei die Hürde von fünf Prozent erreicht hat.
Darüber hinaus ergibt sich die Sitzverteilung im Landtag aus der Summe der Erst- und Zweitstimmen. In anderen Bundesländern und bei Bundestagswahlen entscheidet die Erststimme über die Wahl des Direktkandidaten im Wahlbezirk und allein die Zweitstimme bestimmt die Zahl der Sitze im Parlament, was üblicherweise dazu führt, dass Erststimmen häufiger den großen Parteien mit aussichtsreichen Direktkandidaten gegeben werden. Wer bei einer bayerischen Landtagswahl eine kleinere Partei mit beiden Stimmen wählt, verschenkt seine Erststimme also nicht, da beide Stimmen dieser Partei zugutekommen, selbst wenn der entsprechende Stimmkreiskandidat den Einzug in den Landtag nicht schaffen sollte. Zudem besteht bei der Zweitstimme die Möglichkeit, diese einem bestimmten Kandidaten einer Partei zu geben, sodass sich die Reihung der Bewerber gegenüber den von den Parteien aufgestellten Listen ändern kann.
Eine weitere Besonderheit findet sich im Kommunalwahlrecht. Es besteht die Möglichkeit des Kumulierens („Häufeln“, bis zu drei Stimmen können für einen Kandidaten abgegeben werden) und des Panaschierens (Stimmen können auf Kandidaten verschiedener Listen verteilt werden).

### Direkte Demokratie

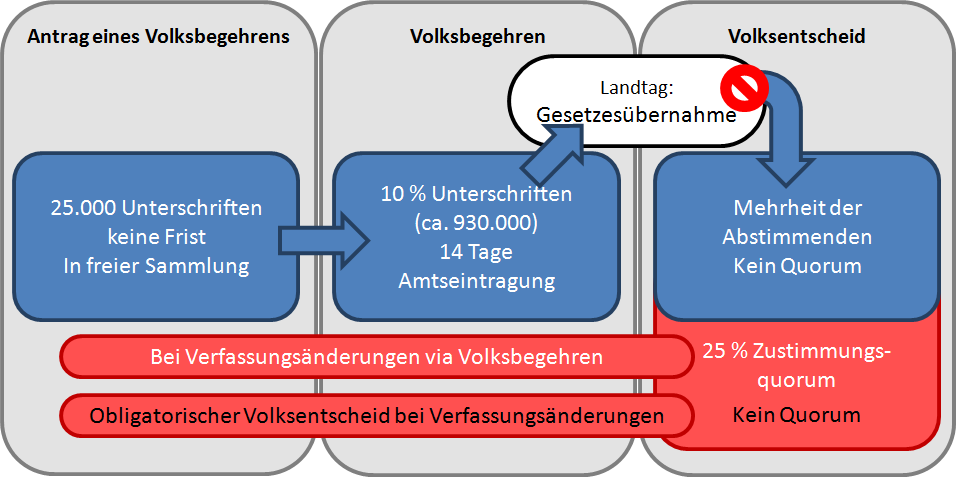
Aufbau des dreistufigen Volksgesetzgebungsverfahrens im Land Bayern

In Bayern gibt es zahlreiche direktdemokratische Elemente. Neben Volksbegehren und Volksentscheid auf Landesebene, die schon durch die Verfassung von 1946 eingeführt worden waren, wurde am 1. Oktober 1995 durch einen Volksentscheid auch die direkte Demokratie auf Kommunalebene eingeführt. Das bayerische Verfassungsgericht hat die Regelungen 1997 zwar verschärft (unter anderem durch Einführung eines Abstimmungsquorums), dennoch initiieren die Bayern jährlich rund 100 Bürgerentscheide.

### Landräte und Bürgermeister
Bei den Kommunalwahlen sind die drei größten Kräfte meist CSU, SPD und Freie Wähler. Von den 71 Landräten werden 50 von der CSU, 6 von der SPD, 13 von den Freien Wählern und zwei von den Grünen gestellt; fünf Landräte sind weiblich. Von den Oberbürgermeistern der 25 kreisfreien Städte werden elf von der CSU und elf von der SPD, darunter in Nürnberg (Marcus König) und München (Dieter Reiter) gestellt. Ferner sind je ein CDU-Mitglied, eine Parteilose und ein Kandidat der Wählervereinigung Bayreuther Gemeinschaft ins Amt gewählt worden. Die letzte Bayerische Kommunalwahl fand am 15. März 2020 statt.

### Parteienlandschaft
Die Parteienlandschaft im Freistaat Bayern weist Merkmale auf, die in der übrigen Bundesrepublik nicht vorhanden sind: die CDU als Volkspartei ist mit keinem eigenen Landesverband vertreten und nimmt nicht an Wahlen teil. Stattdessen überlässt sie der CSU als Schwesterpartei den Vortritt. Ungewöhnlich für ein deutsches Flächenland ist auch, dass die CSU seit 1957 ununterbrochen den Ministerpräsidenten stellt; des Öfteren in Verbindung mit einer absoluten Mehrheit im Landtag.
Die SPD hat in Bayern mit den geringsten Zuspruch aller SPD-Landesverbände. Sie war die größte Oppositionspartei mit einem Fünftel bis zu einem Drittel der Stimmen bei Landtagswahlen bis zur Landtagswahl in Bayern 2018. Bei dieser Wahl erreichte sie nur noch knapp 10 % und wurde damit nach CSU, Grünen (17,5 %), den Freien Wählern und der AfD fünftstärkste Partei. Hingegen zogen in der Vergangenheit die bayerischen Grünen stets mit etwas unter zehn Prozent der Stimmen ins Parlament ein. Bei der letzten Landtagswahl erhielten sie erstmals sechs Direktmandate. Im Gegensatz zu anderen Bundesländern und zur Bundesebene ziehen in Bayern die Freien Wähler regelmäßig ins Landesparlament ein, während Die Linke, die Piratenpartei und die FDP politisch kaum eine Rolle spielen und nur selten bzw. noch nie in den Landtag gewählt wurden. Der AfD gelang es 2018, als sie das erste Mal zur Wahl antrat, in den neuen bayerischen Landtag einzuziehen.
In Bayern sind mehrere Regionalparteien aktiv. Die Bayernpartei z. B. setzt sich für die Möglichkeit einer Volksabstimmung über den Austritt Bayerns aus dem deutschen Staatsverband ein. Während sie in den 1950er und 1960er Jahren in den Landtag und Bundestag einzog und sich von 1962 bis 1966 an der Staatsregierung beteiligte, verlor diese Partei nach ihrem Ausscheiden aus dem Landtag vollkommen an Bedeutung. 2009 gründete sich in Bamberg die Partei für Franken, eine regionale Kleinpartei, die sich unter anderem für eine bessere wirtschaftliche Gleichstellung Frankens innerhalb des Freistaates einsetzt. Außer bei den Kommunalwahlen 2014 konnte diese Partei bisher keine besonderen Wahlerfolge vorweisen.

### Partner- und Patenschaften
Am 5. Juni 1954 übernahmen der Freistaat Bayern und die Bayerische Staatsregierung unter Hans Ehard die Patenschaft für die sudetendeutsche Volksgruppe, die nach der Vertreibung der Deutschen aus der Tschechoslowakei in die Bundesrepublik zogen.
Mit folgenden Partnerregionen pflegt der Freistaat Bayern Kontakte:
- seit 1987:  Shandong, Volksrepublik China
- seit 1989:  Québec, Kanada
- seit 1995:  Westkap, Südafrika
- seit 1995:  Gauteng, Südafrika
- seit 1997:  São Paulo, Brasilien
- seit 2004:  Guangdong, Volksrepublik China
- seit 2007:  Karnataka, Indien
- seit 2007:  Georgia, Vereinigte Staaten

### Staatsverschuldung
Die Staatsverschuldung des Freistaates Bayern erhöhte sich wie auf Bundesebene und in anderen Bundesländern langfristig. Seit 2011 werden jährlich Schulden getilgt. 1992 lagen die Schulden noch bei rund 15 Milliarden, 2010 wurde ein Höchststand von 29 Milliarden erreicht. 2016 waren es 19 Milliarden Euro Schulden, Ende 2018 15 Milliarden Euro und Ende 2019 13 Milliarden Euro. Zum 31. März 2024 betrug der Schuldenstand von Bayern 16,9 Milliarden Euro. Die Staatsregierung beabsichtigt mittelfristig bis 2030 alle Schulden zu tilgen.

### Innere Sicherheit
Die bayerische Polizei ist der größte Polizeiverband der Bundesrepublik. Im Jahr 2007 wurden in Bayern 666.807 Straftaten statistisch erfasst. 428.766 Fälle (64,3 Prozent) konnten aufgeklärt, 305.711 Tatverdächtige ermittelt werden. Dies stellt die höchste Aufklärungsquote im Bundesgebiet dar. Die bayerische Polizei unterhält mit der Polizeihubschrauberstaffel Bayern außerdem die größte Polizeihubschrauberstaffel einer Landespolizei.

### Militär

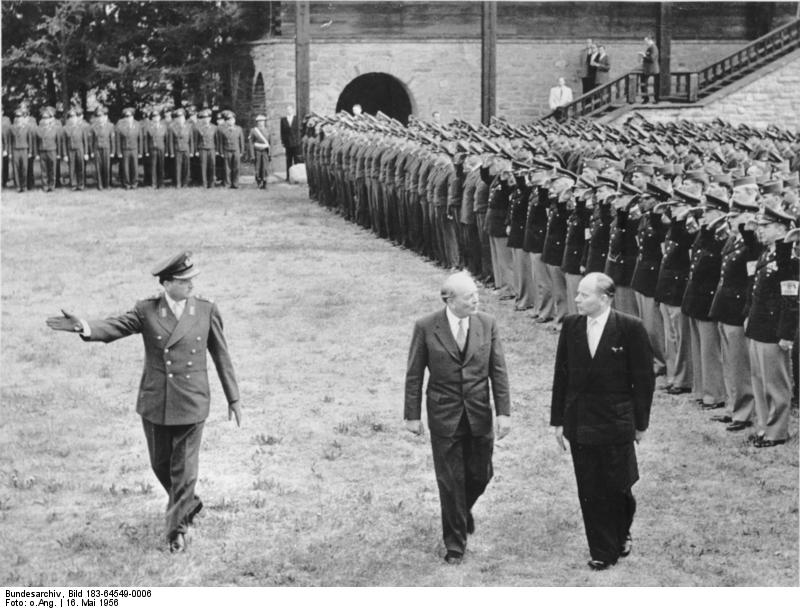
Wilhelm Hoegner und Theodor Blank beim Besuch eines Offizierslehrgangs in Sonthofen am 15. Mai 1956

Eine Bayerische Armee existierte als stehendes Heer von 1682 bis zu seiner Auflösung im Jahre 1919. Über eine gewisse Eigenständigkeit verfügte bis 1924 die Bayerische Reichswehr. In der Gegenwart hat die Bundeswehr rund 60 Standorte in Bayern mit insgesamt 50.700 Dienstposten, im Zuge der Neuausrichtung der Bundeswehr schließen in Bayern drei Standorte und die Anzahl an Dienstposten sinkt auf 31.000. Größte Kaserne Bayerns ist die Hochstaufen-Kaserne in Bad Reichenhall.
In München und Würzburg befinden sich Bundeswehrfachschulen. Die aus der Division Süd entstandene 10. Panzerdivision der Bundeswehr sitzt in Veitshöchheim. In München haben die Sanitätsakademie der Bundeswehr, das Truppendienstgericht Süd und die Universität der Bundeswehr, in Erding das Wehrwissenschaftliches Institut für Werk- und Betriebsstoffe ihren Sitz. Oberste Kommandobehörde Bayerns ist das Landeskommando Bayern. Im Freistaat gibt es über 150.000 verbandlich organisierte Reservisten.
In Bayern gibt es mehrere US-amerikanische Militärbasen. Drittgrößter Truppenübungsplatz Europas ist der Truppenübungsplatz Grafenwöhr.
Die einst für die Landesverteidigung zuständigen Gebirgsschützen nehmen heute in der Regel nur noch repräsentative Aufgaben war, so bilden sie beispielsweise auf Bitte der Staatsregierung bei offiziellen Besuchen ausländischer Staatsoberhäupter in Bayern eine Ehrenformation.

### Bayern in Europa

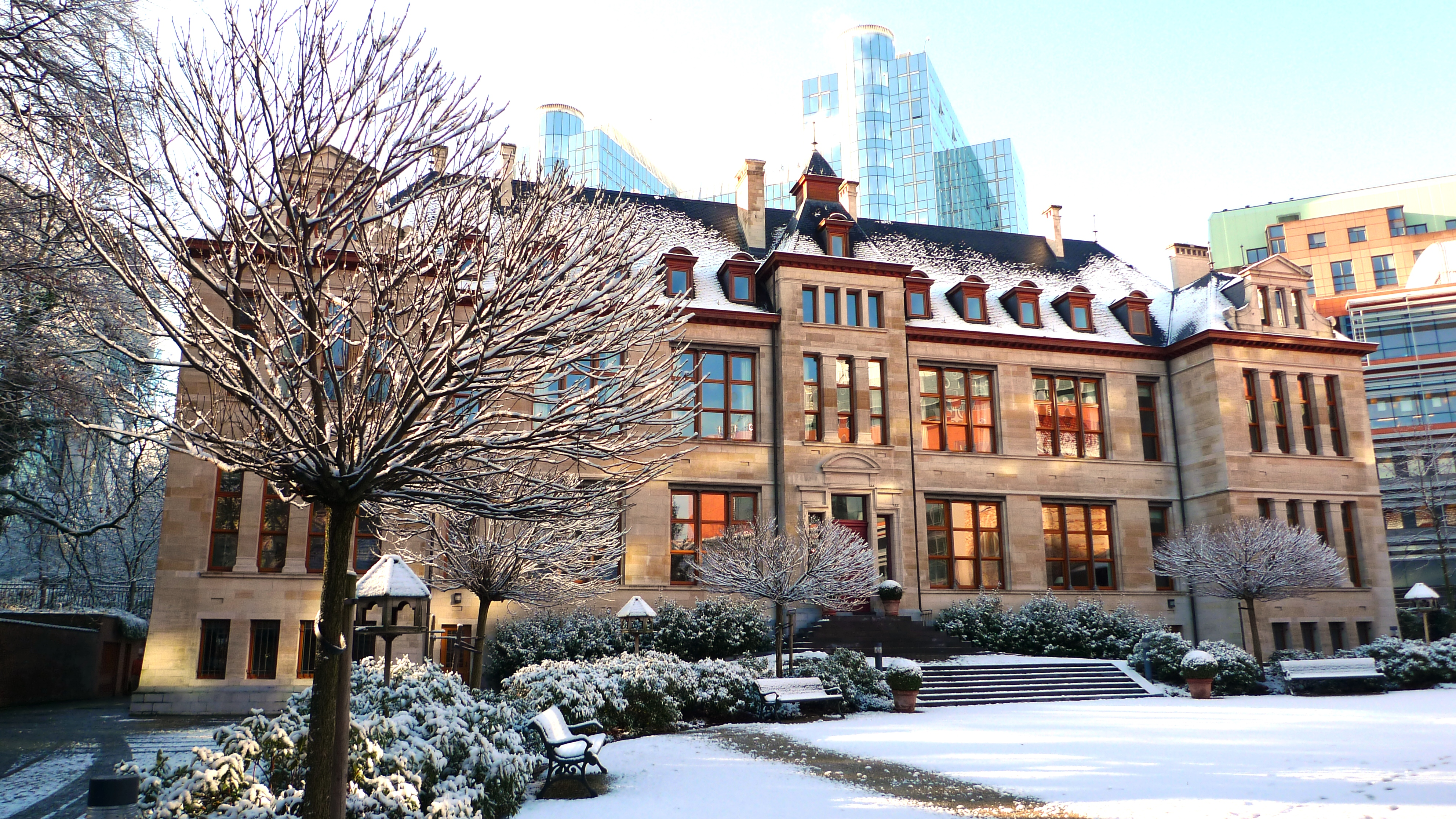
Institutsgebäude der Bayerischen Vertretung bei der EU (2010)

Mit der Verbindung zur Europäischen Politik und Verwaltung ist der Staatsminister für Europaangelegenheiten und Internationales Eric Beißwenger betraut. Die Bayerische Staatskanzlei besitzt eine Vertretung bei der Europäischen Union in Brüssel.
Bayern hat viele Beziehungen und Kooperationen zu den europäischen Nachbarstaaten, unter anderem zur Koordinierung der Alpen- und Donaupolitik. Der Freistaat Bayern wird durch Politiker im Ausschuss der Regionen vertreten. Dem Europäischen Parlament gehören zwölf Abgeordnete aus Bayern an: fünf von der CSU, drei von der SPD jeweils einer von Bündnis 90/Die Grünen, Freie Wähler, ÖDP und Linkspartei.
Der Freistaat Bayern erhält zahlreiche Förderungen von der Europäischen Union, etwa 495 Millionen Euro aus dem Europäischen Fonds für Regionale Entwicklung (EFRE) und knapp 300 Millionen Euro aus dem Europäischen Sozialfonds (ESF), jeweils in der Förderperiode 2014 bis 2020.

### Bayern im Bund

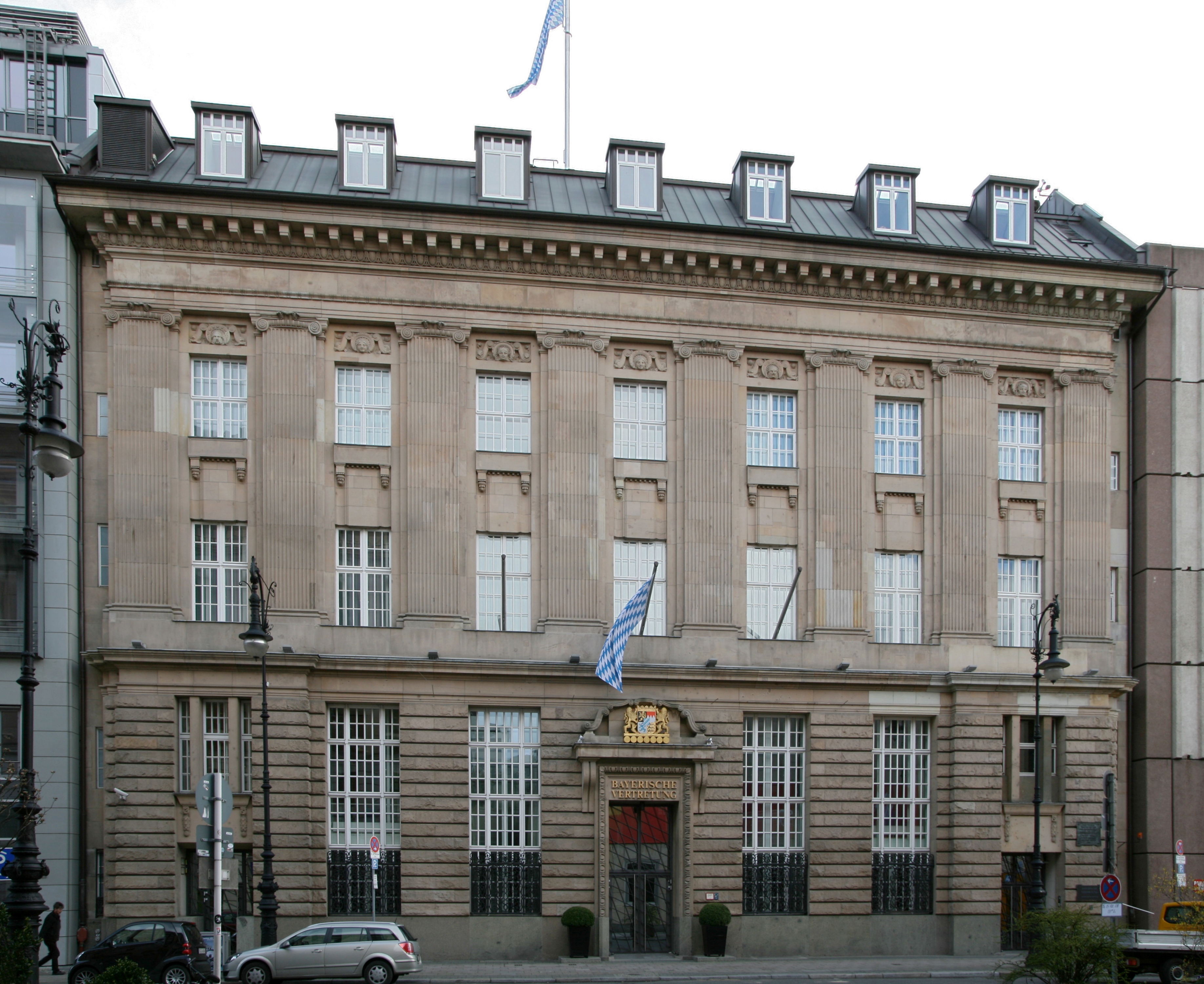
Bayerische Vertretung in Berlin

Im Bundesrat hat Bayern ebenso wie Niedersachsen, Baden-Württemberg und Nordrhein-Westfalen die höchstmögliche Anzahl von sechs Stimmen. Vertreten wird Bayern durch den Ministerpräsidenten Markus Söder sowie Hubert Aiwanger, Ulrike Scharf, Florian Herrmann, Thorsten Glauber, Georg Eisenreich. Die Arbeit im Bundesrat wird von der Vertretung des Freistaates Bayern beim Bund koordiniert. Für Bundesangelegenheiten zuständig ist im bayerischen Kabinett Florian Herrmann als Staatsminister für Bundesangelegenheiten und Medien.

### Konsulate
Die wirtschaftliche Bedeutung Bayerns für den Außenhandel der Bundesrepublik Deutschland sowie die Bedeutung als wichtiges Zentrum von Industrie, Handel und Logistik, als Sitz von ausländischen Unternehmen und mit einer Bevölkerung, in der zahlreiche verschiedene Staatsangehörigkeiten vertreten sind, hat dazu geführt, dass auf dem Gebiet des Freistaats Bayern 127 Staaten mit ihren Konsulaten vertreten sind. Darunter sind 45 berufs- sowie 82 honorarkonsularische Vertretungen (Stand 2022). Die meisten Vertretungen befinden sich in München und seinem Umland. Ferner sind ausländische Vertretungen in Nürnberg, Fürth und Regensburg vorhanden. Doyen des bayerischen Corps Consulaire ist der ungarische Generalkonsul Gábor Tordai-Lejkó.

### Auszeichnungen

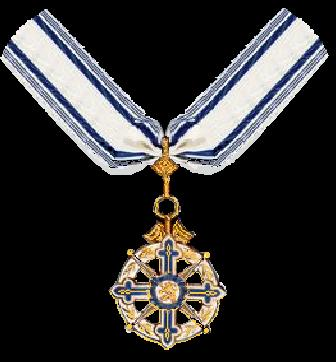
Der Maximiliansorden

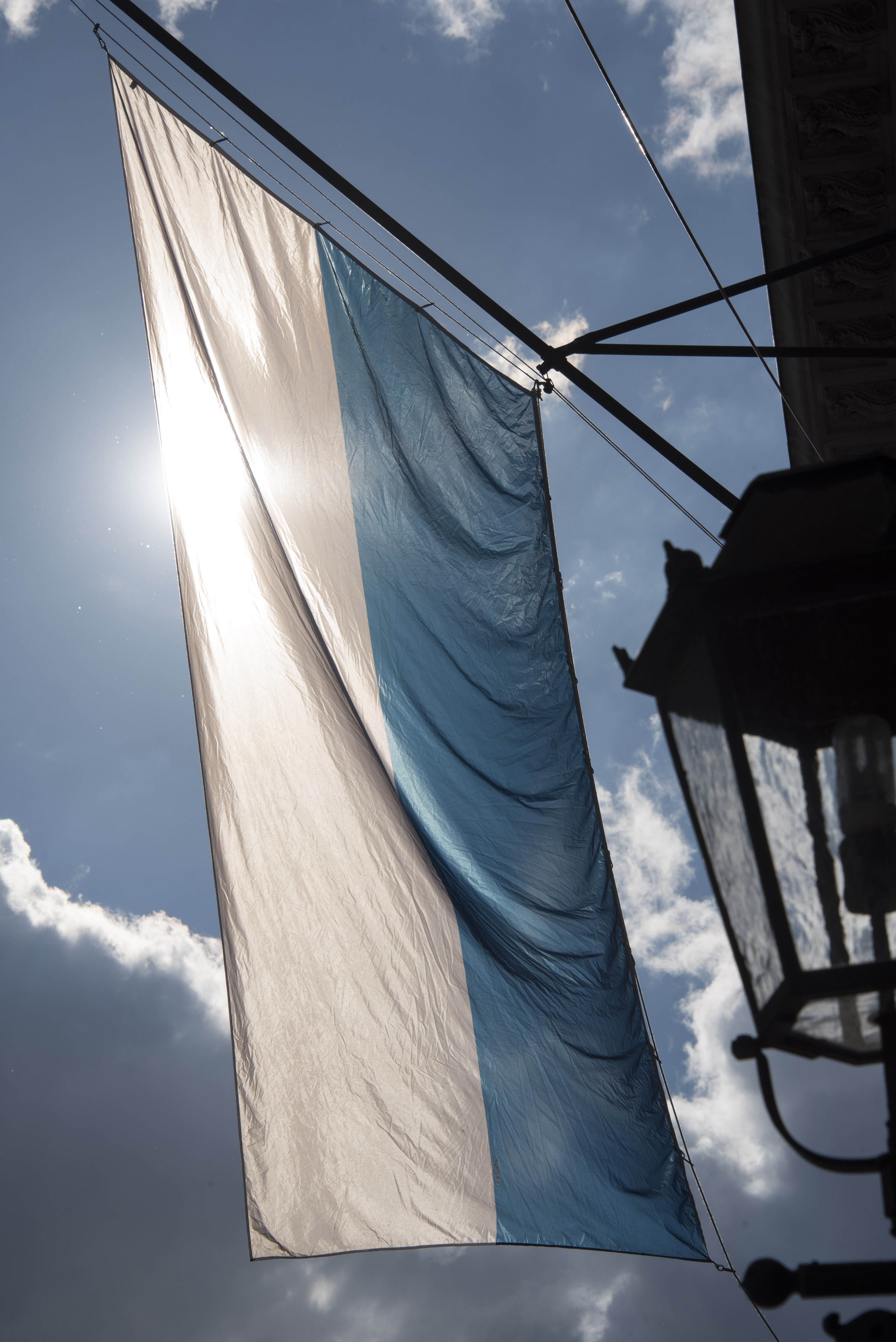
Die bayerische Fahne an der Bayerischen Staatsoper in München

Die höchste Auszeichnung, die der Freistaat Bayern verleiht, ist der 1853 gestiftete Bayerische Maximiliansorden für Wissenschaft und Kunst. Zur Anerkennung für hervorragende Verdienste werden etwa der Bayerische Verdienstorden, die Bayerische Verfassungsmedaille und zahlreiche weitere Orden, Medaillen und Ehrenzeichen verliehen. Auf Vorschlag von Jurys verleiht der Freistaat zahlreiche Auszeichnungen wie etwa den Bayerischen Filmpreis oder den Bayerischen Printpreis.

## Hoheitszeichen
Das Bayerische Staatswappen besteht aus sechs heraldischen Komponenten: Der goldene Löwe, ursprünglich mit der wittelsbachischen Pfalz am Rhein verbunden, steht für die Oberpfalz, der „fränkische Rechen“ für die drei fränkischen Bezirke, der blaue Panther für die Altbayern und die drei schwarzen Löwen für Schwaben. Der weiß-blaue Herzschild deutet den Gesamtstaat Bayern an, die Volkskrone bezeichnet nach dem Wegfall der Königskrone die Volkssouveränität. Das kleine Staatswappen zeigt die bayerischen Rauten und die Volkskrone. Als Wappenzeichen fungieren die bayerischen Rauten und der fränkische Rechen.
Der Freistaat Bayern besitzt zwei gleichgestellte Staatsflaggen, die weiß-blau gerautete Flagge und die Flagge mit horizontalen Streifen in den Farben Weiß und Blau. Die Rautenflagge hat immer vom Betrachter aus gesehen links oben (heraldisch rechte, obere Ecke) eine angeschnittene, weiße Raute (auch im Wappen) und mindestens 21 (angeschnittene) Rauten. Die gleichen weiß-blauen Rauten sind in vielen Stadt- und Kreiswappen in den Gebieten der historischen Kurpfalz zu finden, da die Wittelsbacher auch in der Pfalz begütert waren. Ein Flaggenstreit besteht um die Frankenfahne.
Die Landeshymne ist das Bayernlied. Der Ursprungstext umfasst drei Strophen und wurde von Michael Öchsner verfasst, die Melodie stammt von Konrad Max Kunz. Dieser historisch-korrekte Text ist auch heute noch die offizielle Version (ersten beiden Strophen), wird in Schulen gelehrt sowie zu offiziellen und staatlichen Veranstaltungen gespielt. Das Bayernlied (Originalfassung) hat seit 1966 Hymnen-Status der Bundesrepublik Deutschland.
Die Bavaria (der latinisierte Ausdruck für Bayern) ist die weibliche Symbolgestalt Bayerns und tritt als personifizierte Allegorie für das Staatsgebilde Bayern in verschiedenen Formen und Ausprägungen auf. Sie stellt damit das säkulare Gegenstück zu Maria als religiöser Patrona Bavariae dar. Der Bayerische Löwe ist Symbolfigur des Freistaats Bayern, unter anderem auf Denkmälern und Auszeichnungen. Die Landesfarben sind weiß-blau.

Großes Staatswappen
Kleines Staatswappen
Staatsflagge (Rautenflagge)
Staatsflagge (Streifenflagge)
Landessymbol „Freistaat Bayern“
Wappen Frankens

## Etymologie und Schreibweise
Die allein verwendete Schreibweise des Landesnamens mit „y“ geht auf eine Anordnung von König Ludwig I. von Bayern vom 20. Oktober 1825 zurück, mit der die seit 1806 geltende Schreibweise „Königreich Baiern“ abgelöst wurde. Diese Anordnung des Königs zur Schreibung mit dem „griechischen“ Ypsilon steht im Zusammenhang mit dessen Philhellenismus. Bis dahin wurde der Landesname oft mit „i“ geschrieben, wenngleich es auch viele ältere Belege der Schreibung mit einem „y“ gibt. Während der Münchner Räterepublik kehrte man vorübergehend zur Schreibweise „Baiern“ zurück.
Auch zur Kaiserzeit war die Schreibweise nicht reichseinheitlich: Der preußische Ministerpräsident Otto von Bismarck verwendete im Briefwechsel mit Ludwig II. um 1880 die alte i-, der Bayernkönig hingegen die y-Schreibweise.
Der Stamm der einheimischen Bevölkerung Altbayerns (ohne Franken und bayerisches Schwaben) wird weiterhin als die Baiern (in anderen Abschnitten auch Altbayern genannt) bezeichnet, ebenso lautet die Bezeichnung für den Dialekt Bairisch (in dieser Schreibung bezeichnet das Wort auch die in Österreich gesprochenen Dialekte).
Der Begriff Bayern bzw. Baiern ist auf das Volk der Bajuwaren zurückzuführen. Der volle Name der Bajuwaren wird hergeleitet aus einem mutmaßlichen germanischen Kompositum *Bajowarjōz (Plural). Überliefert ist dieser Name als althochdeutsch Beiara, Peigira, latinisiert Baiovarii. Es wird angenommen, dass es sich dabei um ein Endonym handelt. Hinter dem Erstglied Baio steckt das Ethnikon des zuvor bewohnenden keltischen Stammes der Boier, der im althochdeutschen Landschaftsnamen Bēheima ‚Böhmen‘ (urgermanisch *Bajohaimaz ‚Heim der Boier‘, spätlateinisch dann Boiohaemum) und im onomastischen Anknüpfungspunkt (Baias, Bainaib usw.) erhalten ist. Das Zweitglied -ware bzw. -varii der Bewohnerbezeichnung Bajuwaren stammt aus urgermanisch *warjaz ‚Bewohner‘ (vgl. altnordisch Rómverjar ‚Römer‘, altenglisch burhware ‚Stadtbewohner‘), das zu wehren (urgermanisch *warjana-) gehört (vgl. auch walisisch gwerin ‚Menschenmenge‘). Der Name ‚Baiern‘ wird deshalb als ‚Bewohner Böhmens‘ gedeutet. Die Namensdeutung ist allerdings weiterhin umstritten.

## Verwaltungsgliederung

### Regierungsbezirke und Bezirke

Die bayerischen Regierungsbezirke, deckungsgleich mit den Bezirken

Das Staatsgebiet des Freistaates Bayern ist für den Bereich der allgemeinen und inneren Verwaltung in Verwaltungssprengel eingeteilt, die Regierungsbezirke (laut Verfassung Kreise) genannt werden. Die Regierungsbezirke werden durch die Regierungen geleitet, denen je ein Regierungspräsident vorsteht, der vom Innenminister ernannt wird. Die Regierungen sind die Mittelbehörden der allgemeinen und inneren Verwaltung und unterstehen dem Staatsministerium des Inneren. Nachstehend sind die Regierungsbezirke sortiert nach dem Amtlichen Gemeindeschlüssel (AGS) und mit den Abkürzungen des Bayerischen Staatsministeriums des Innern.
Geografisch deckungsgleich mit den Regierungsbezirken sind in Bayern die Bezirke gleichen Namens. Anders als die Regierungsbezirke, welche die örtliche Zuständigkeit der Regierungen festlegen, sind die Bezirke kommunale Gebietskörperschaften des öffentlichen Rechts. Der Bezirk ist in Bayern die dritte kommunale Ebene über den Gemeinden (erste Ebene) und Landkreisen (zweite Ebene). Sie sind Selbstverwaltungskörperschaften und haben daher demokratisch gewählte Verwaltungsorgane, den Bezirkstag, der alle fünf Jahre von den Wahlberechtigten des Bezirks direkt gewählt wird, und einen Bezirkstagspräsidenten, der aus der Mitte des Bezirkstags gewählt wird. Sie können anders als die Regierungsbezirke Wappen und Flaggen wie eine Gemeinde oder ein Landkreis führen.
| Regierungsbezirk | Regierung                   | Hauptstadt | AGS | Abk.  | Fläche in km² 1. Januar 2019 | Einwohner 31. Dezember 2024 | Einwohner pro km² |
| ---------------- | --------------------------- | ---------- | --- | ----- | ---------------------------- | --------------------------- | ----------------- |
| Oberbayern       | Regierung von Oberbayern    | München    | 091 | OB    | 17.529,10                    | 4.764.548                   | 272               |
| Niederbayern     | Regierung von Niederbayern  | Landshut   | 092 | NB    | 10.325,93                    | 1.259.204                   | 122               |
| Oberpfalz        | Regierung der Oberpfalz     | Regensburg | 093 | OPf.  | 09.690,12                    | 1.121.379                   | 116               |
| Oberfranken      | Regierung von Oberfranken   | Bayreuth   | 094 | Ofr.  | 07.231,12                    | 1.055.758                   | 146               |
| Mittelfranken    | Regierung von Mittelfranken | Ansbach    | 095 | Mfr.  | 07.243,69                    | 1.795.909                   | 248               |
| Unterfranken     | Regierung von Unterfranken  | Würzburg   | 096 | Ufr.  | 08.530,08                    | 1.318.817                   | 155               |
| Schwaben         | Regierung von Schwaben      | Augsburg   | 097 | Schw. | 09.991,54                    | 1.933.313                   | 193               |
| Freistaat Bayern | Bayerische Staatsregierung  | München    | 090 | BY    | 70.541,57                    | 13.248.9280                 | 188               |

### Planungsregionen
Bayern hat 18 Planungsregionen. Sie sind regionale Planungsräume, in denen nach dem Bayerischen Landesentwicklungsprogramm ausgewogene Lebens- und Wirtschaftsbeziehungen erhalten oder entwickelt werden sollen. Hierzu wird für jede Region ein Regionalplan aufgestellt. Die Region Donau-Iller (15) ist die erste länderübergreifende Planungsregion Deutschlands mit einem östlichen Teil in Bayern und einem westlichen Teil in Baden-Württemberg.

### Landkreise und kreisfreie Städte
Die sieben Regierungsbezirke unterteilen sich in 71 Landkreise und 25 kreisfreie Städte. Die Landkreise und die kreisfreien Städte sind kommunale Gebietskörperschaften mit Selbstverwaltungsrecht. Die Landkreise haben als Verwaltungsorgane den Kreistag und den Landrat. Die kreisfreie Stadt handelt durch den Stadtrat und den Oberbürgermeister. Sowohl der Landrat beziehungsweise der Oberbürgermeister als auch der Kreistag beziehungsweise der Stadtrat werden von den Wahlberechtigten auf die Dauer von sechs Jahren gewählt (süddeutsche Ratsverfassung).
Die Landkreise bilden gleichzeitig Sprengel, welche die örtliche Zuständigkeit der Unterbehörden der allgemeinen und inneren Verwaltung festlegen. Anders als auf der Ebene der Regierungsbezirke hat der Staat hier jedoch keine eigenen inneren Behörden errichtet, sondern bedient sich durch Organleihe des Landrates zur Erfüllung der Aufgaben der staatlichen Verwaltung; der Landrat ist insoweit Kreisverwaltungsbehörde. Bei den kreisfreien Städten ist im Gegensatz dazu eine Vollkommunalisierung gegeben, da ihnen die Aufgaben der unteren staatlichen Verwaltungsbehörde zur selbstständigen Erledigung übertragen werden.
Flächengrößter Landkreis Bayerns ist der Landkreis Ansbach (Mittelfranken). Der Landkreis München (Oberbayern) ist mit 354.396 Einwohnern (31. Dezember 2024) der bevölkerungsreichste Landkreis des Freistaates. Schwabach (Mittelfranken) ist Bayerns bevölkerungsärmste kreisfreie Stadt mit 40.835 Einwohnern (31. Dezember 2024).

### Gemeinden

Karte der bayerischen Kommunen und Landkreise (dunkelgrau: gemeindefreien Gebiete) – Hinweis: Die wenigen dargestellten Seen (aber nicht der Bodensee) sind ebenfalls gemeindefreie Gebiete.

Der Freistaat Bayern besteht aus 2.056 politisch selbständigen Gemeinden (Stand: 31. Januar 2025) sowie 165 gemeindefreien Gebieten, meist Seen und Forste (Stand: 1. Januar 2025). Von den 2031 kreisangehörigen Gemeinden sind 982 Mitgliedsgemeinden in einer der 311 Verwaltungsgemeinschaften (Stand: 1. Juli 2021).
Die Gemeinden verteilen sich (Stand: 31. Januar 2025) auf 25 kreisfreie Städte und 29 Große Kreisstädte. Zum 31. Januar 2025 gab es 264 sonstige Städte, 386 Märkte und 1.352 sonstige Gemeinden. Zusätzlich sind 13 Orte zu leistungsfähigen kreisangehörigen Gemeinden ernannt worden, die bestimmte Aufgaben der Bauaufsicht übernehmen. Während kreisfreie Städte die gleichen Aufgaben wie Landkreise übernehmen, haben große Kreisstädte nur einige Aufgaben, die über die einer „normalen“ kreisangehörigen Gemeinde hinausgehen. Obwohl das Marktrecht heute keine rechtliche Bedeutung hat, können größere kreisangehörige Gemeinden auf deren Antrag auch heute noch von der Bayerischen Staatsregierung offiziell zum „Markt“ erklärt werden. Der Begriff „Marktgemeinde“ ist in Bayern keine offizielle Bezeichnung für eine Kommune. Es kommt dort aber vor, dass der Begriff „Markt“ offizieller Bestandteil des Gemeindenamens ist, zum Beispiel Markt Berolzheim oder Markt Einersheim.
Flächengrößte und einwohnerstärkste Gemeinde Bayerns ist München, flächenkleinste Gemeinde ist Buckenhof im Landkreis Erlangen-Höchstadt, einwohnerärmste Gemeinde ist Chiemsee im Landkreis Rosenheim. Unterhaching ist die einwohnerstärkste Gemeinde Bayerns ohne eigenes Markt- oder Stadtrecht.

### Verwaltungsreformen

Karte der kreisfreien Städte und Landkreise vor der Gebietsreform 1970

Die einzige Kreisreform in Bayern fand mit Wirkung vom 1. Juli 1972 statt. Alle weiteren Änderungen der Kreisgrenzen sind auf kleinere, nicht grundlegende Reformen zurückzuführen, bei denen es sich hauptsächlich um Gemeindegebietsreformen handelte. Manchmal wurden Gemeinden in bestehende Gemeinden eingemeindet, manchmal wurde auch eine neue Gemeinde gebildet. Von 1971 bis 1980 wurden in Folge von Gemeindefusionen die Effizienz der Gemeinden stark vergrößert. Die Zahl der Gemeinden wurde von etwa 7000 auf rund 2050 reduziert, die Zahl der Landkreise sank von 143 auf 71, die Zahl der kreisfreien Städte sank von 48 auf 25. Zugleich wurde die Verwaltungseinheit der Großen Kreisstadt eingeführt.

## Wirtschaft und Verkehr
Bayern gilt als sehr wirtschaftsstarker und reicher Staat, er hat sich in den letzten Jahrzehnten vom Agrar- zum Technologiestandort entwickelt. 2021 betrug der Anteil Bayerns an der deutschen Wirtschaftsleistung 18,5 Prozent. Eine große Bedeutung haben in Bayern die Familienunternehmen. In der Platzierung der 1000 größten Unternehmen dieses Typus liegt Bayern mit 193 Unternehmen im Bundesländervergleich (nach Nordrhein-Westfalen) auf Rang zwei. Die größten Unternehmen in maßgeblichem Unternehmerbesitz sind BMW, Schaeffler und Knauf.
Im Vergleich mit dem Bruttoinlandsprodukt der Europäischen Union, ausgedrückt in Kaufkraftstandards, erreichte Bayern 2014 einen Index von 151 (EU-28: 100; Deutschland: 131). Die Arbeitslosenquote beträgt 3,8 % (Dezember 2024).
Die höchste Arbeitslosenquote Bayerns hatte 2019 die Stadt Schweinfurt.
Bayern – insbesondere der Raum Nürnberg – erfuhr des Öfteren Werkschließungen und die Verlagerung von Arbeitsplätzen. Mitte der 1980er Jahre begann der Niedergang des Büromaschinenherstellers Triumph-Adler; 2003 löste sich die Grundig AG auf. Von 2005 bis 2007 erfolgte die Schließung und Verlagerung des AEG-Stammwerks ins Ausland. Der ehemals weltgrößte Versandhaus-Konzern Quelle GmbH ging im 2009 in Insolvenz und wurde aufgelöst.
International bedeutende Messen befinden sich in München und Nürnberg.
Südbayern

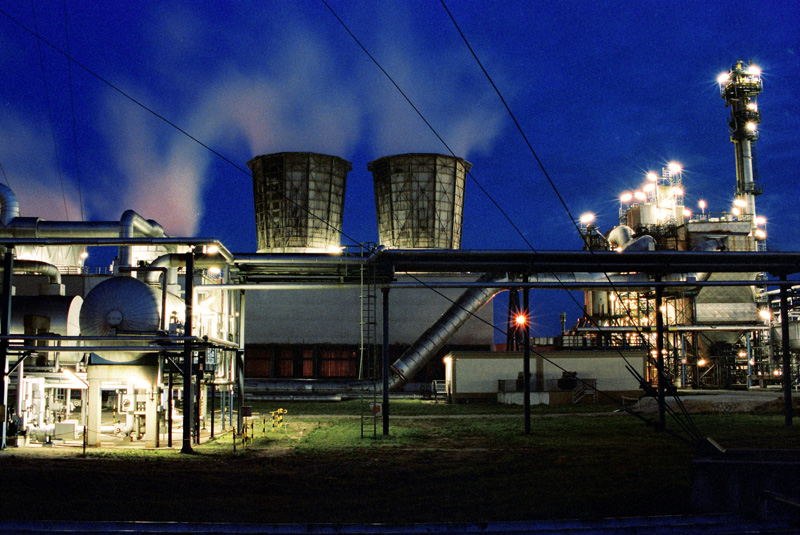
Die Gunvor-Raffinerie in Ingolstadt

Die wirtschaftlich stärkste Region ist der Großraum München mit Automobilindustrie (BMW, Audi, MAN, Knorr-Bremse), IT-Sektor (Siemens, Nokia Networks, Infineon, Microsoft, Nemetschek SE), Medien und Verlagen (ProSiebenSat.1 Media, Vodafone Kabel Deutschland, Hubert Burda Media), Rüstungsindustrie (Airbus, Krauss-Maffei) und Touristik (Museen, Oktoberfest, Kongressen, Messen). Weitere bedeutende Wirtschaftsstandorte in Südbayern sind Augsburg (Airbus, Fujitsu Technology Solutions, MAN, KUKA, UPM-Kymmene, Verlagsgruppe Weltbild), Ingolstadt (Audi, MediaMarktSaturn Retail Group) und das Bayerische Chemiedreieck zwischen Chiemsee, Inn und Salzach.
Nordbayern/Franken

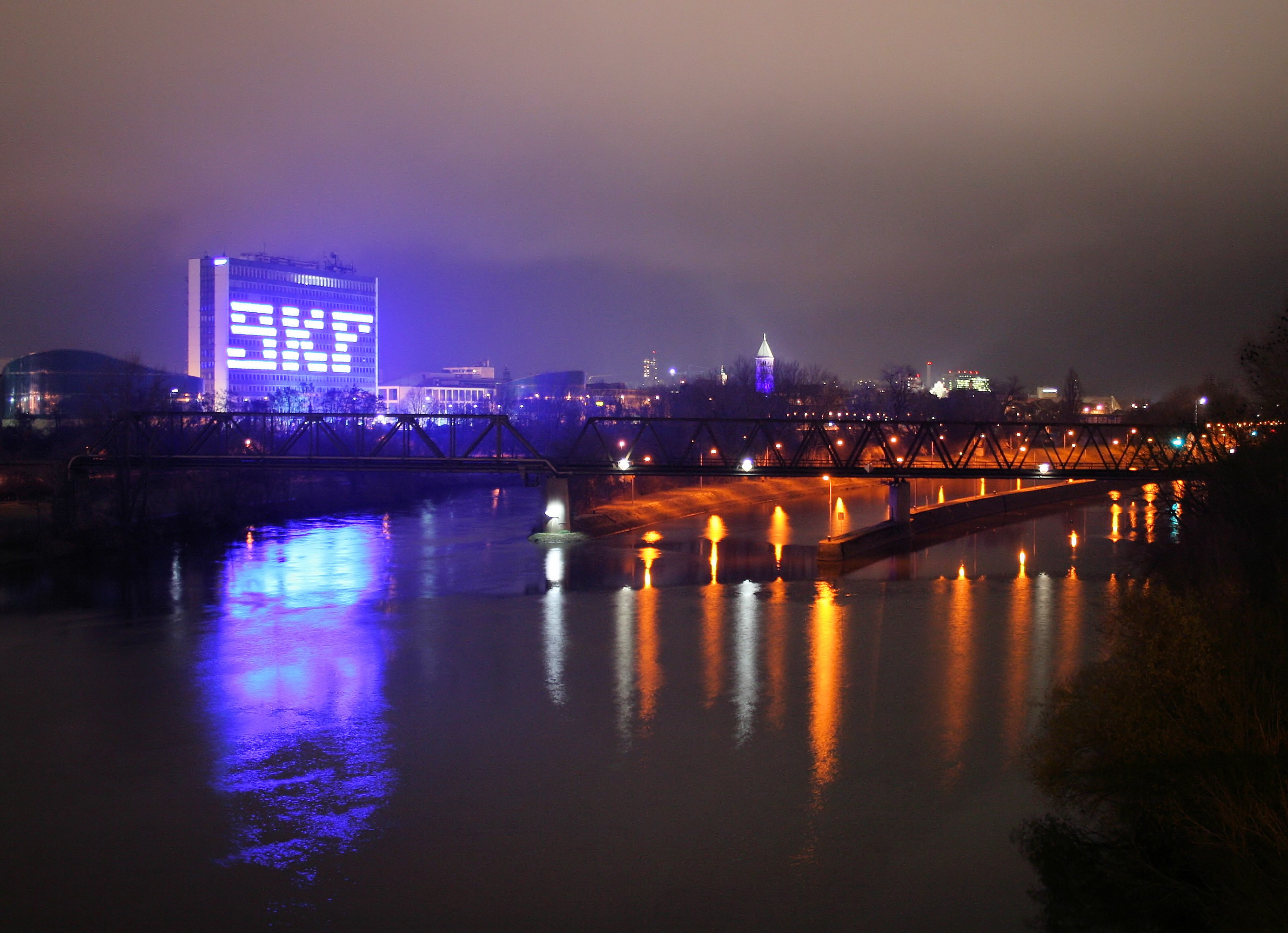
Deutsche Hauptverwaltung des größten Wälzlagerkonzerns der Welt SKF in Schweinfurt

Den mit Abstand zweitgrößten Wirtschaftsstandort stellt der Großraum Nürnberg mit Industrieunternehmen (Dehn, Leistritz Group, Max Bögl, Schmitt + Sohn, Siemens), Sportartikelherstellern (Adidas, Puma, uvex), Spielwarenproduzenten (Playmobil, Simba-Dickie-Group, Trix, NSV, Herpa, Bruder), Schreibwarenherstellern (Faber-Castell, Lyra, Staedtler, Schwan-Stabilo), Automobilindustrie (Alcan/Nüral, Leoni, MAN, Schaeffler), Rüstungsunternehmen (Diehl, RUAG Ammotec, RWS), Dienstleistern (DATEV, Ergo Direkt, GfK, Immowelt, Nürnberger Versicherung, SUSE), Druckereien und Verlagen (Olympia-Verlag, Tessloff Verlag, Verlag Nürnberger Presse) sowie Touristik (Museen, Christkindlesmarkt, Kongressen und Messen) dar.
Daneben kann in Nordbayern der Raum zwischen Aschaffenburg und Würzburg/Schweinfurt sehr gute Wirtschaftsdaten aufweisen, etwa eine Arbeitslosigkeit von durchschnittlich unter sechs Prozent und eine florierende Wirtschaft. Gleiches gilt für Regensburg (Continental Automotive, Maschinenfabrik Reinhausen, BMW, Siemens, Infineon, Osram Opto Semiconductors), das seit Jahren an Wirtschaftskraft zunimmt. Ein weiterer Wirtschaftsraum ist Hochfranken. Vertreten sind dort Nexans, Dennree, Scherdel und Netzsch.
Manche Grenzregionen sind durch Wettbewerbsvorteile in den Nachbarstaaten einesteils und mangelnde Infrastruktur andernteils von Subventionen abhängig. Speziell der Bayerische Wald hatte zu Zeiten des Kalten Krieges durch seine abseitige Lage im Zonenrandgebiet wenig Standortattraktivität besessen. Zwar fiel nach 1990 dort der Eiserne Vorhang zur Tschechoslowakei, gleichzeitig wurde im wiedervereinigten Deutschland die Zonenrandförderung aufgehoben, und zugleich bot das angrenzende Tschechien – ab 2004 Mitglied der Europäischen Union – oft bessere Investitionsanreize.

### Tourismus

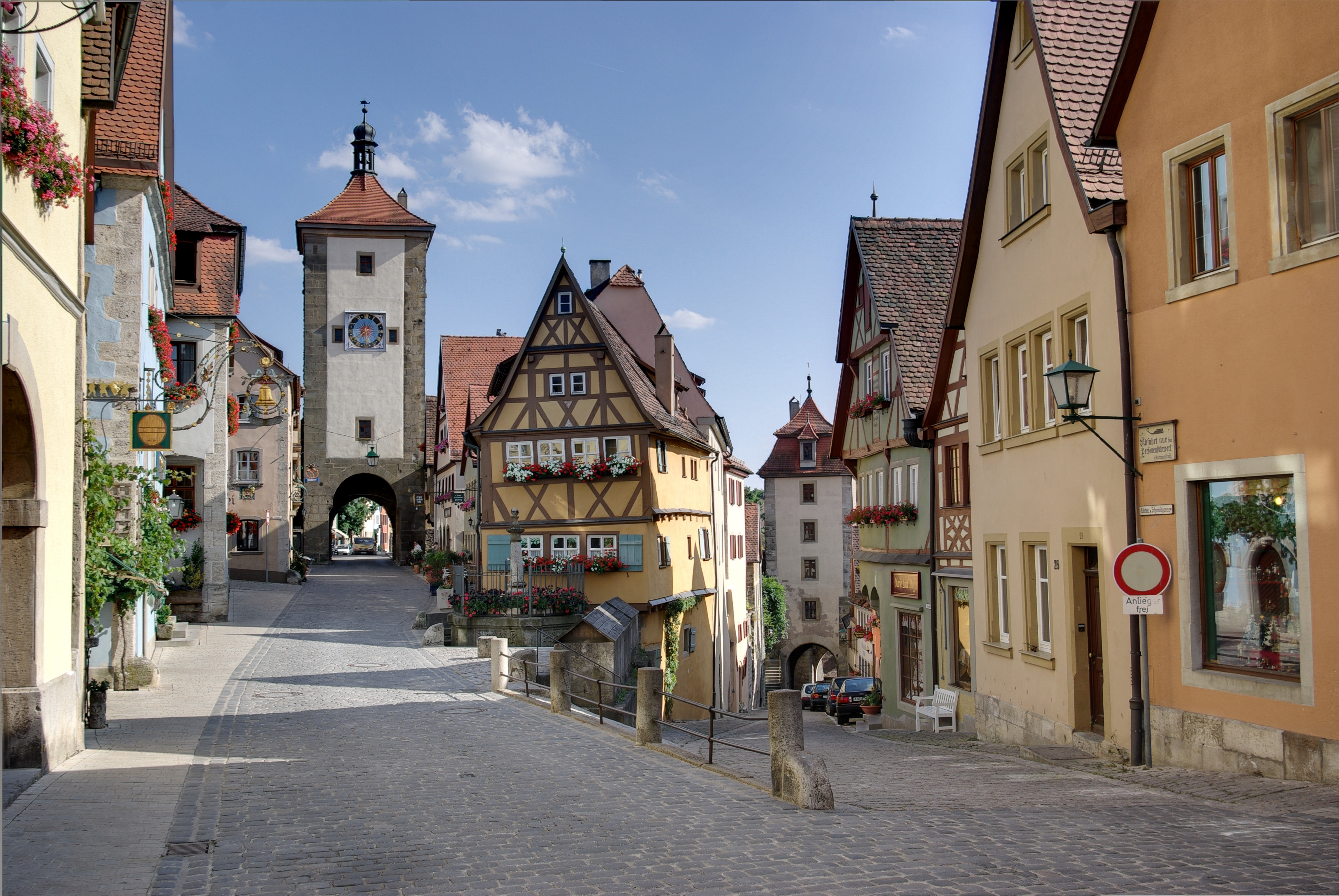
Eine der bekanntesten Touristenattraktionen Bayerns ist Rothenburg ob der Tauber

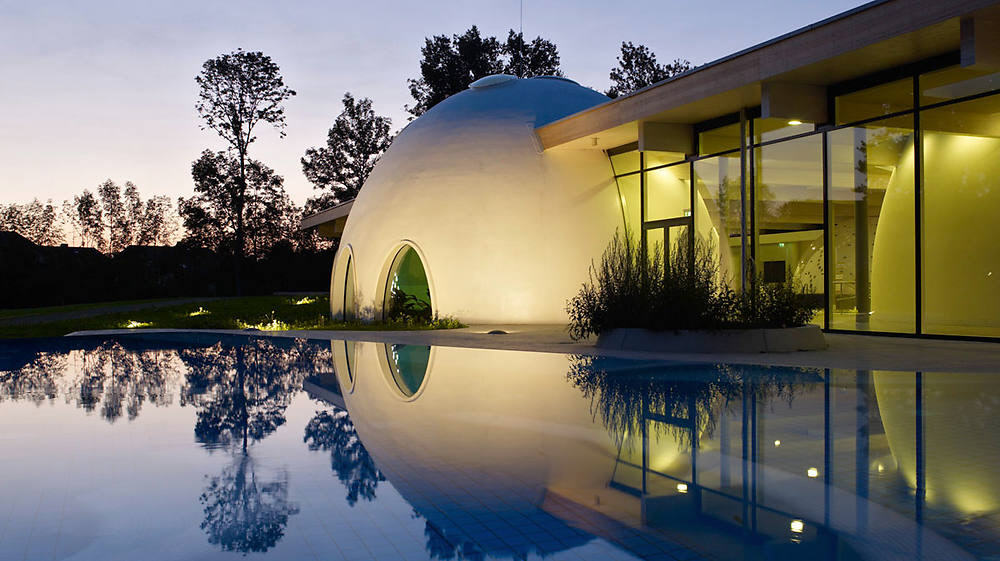
Die Therme in Bad Aibling im Landkreis Rosenheim mit Wellness und Spa

Der Tourismus gilt aufgrund seines hohen Beitrags zur bayerischen Wirtschaft als „Leitökonomie“. So betrug der Bruttoumsatz der Tourismuswirtschaft 2016 fast 24 Milliarden Euro, die Tagesreisen stellten mit 63 Prozent den größten Anteil davon. Die Beherbergungsindustrie spielt in Bayern mit 13.400 Beherbergungsbetrieben mit mindestens neun Betten und 548.000 Gästebetten eine große Rolle. Das bedeutet, dass sich etwa jeder vierte deutsche Beherbergungsbetrieb in Bayern befindet. Nach Mecklenburg-Vorpommern war Bayern im Jahre 2014 das zweitbeliebteste innerdeutsche Urlaubsziel (gemessen an Reisen ab fünf Tagen Dauer). 2018 hat der Tourismus in Bayern mit 39,1 Millionen Ankünften und 98,7 Millionen Übernachtungen den achten Ankunfts- und Übernachtungsrekord in Folge erzielt. Bayern war 2018 das beliebteste Reiseziel ausländischer Gäste in Deutschland.
Touristisch sind neben München besonders die Regionen um die bayerischen Seen und in den Alpen, die kulturhistorisch bedeutenden Städte Nürnberg (mit der historischen Meile, Reichsparteitagsgelände und seinen Museen), Augsburg (mit der Fuggerei, Stadtmauer, Renaissancebauten) sowie Regensburg (mit der historischen Altstadt als UNESCO-Welterbe seit 2007) stark. Oberbayern nimmt mit 38,0 Millionen Übernachtungen einen Spitzenplatz unter den Regierungsbezirken ein, das zweitstärkste Zielgebiet ist Bayerisch Schwaben mit 15,5 Millionen. Die offizielle Marketinggesellschaft der bayerischen Tourismus- und Freizeitwirtschaft ist seit Jahresbeginn 2000 die Bayern Tourismus Marketing GmbH (München). Zuständig für die touristischen Angebote und die zugehörige Qualitätssicherung sind die vier regionalen Tourismusverbände: Tourismusverband Allgäu/Bayerisch Schwaben, Tourismusverband Franken, Tourismusverband Ostbayern und der Tourismus Oberbayern München.

### Energie

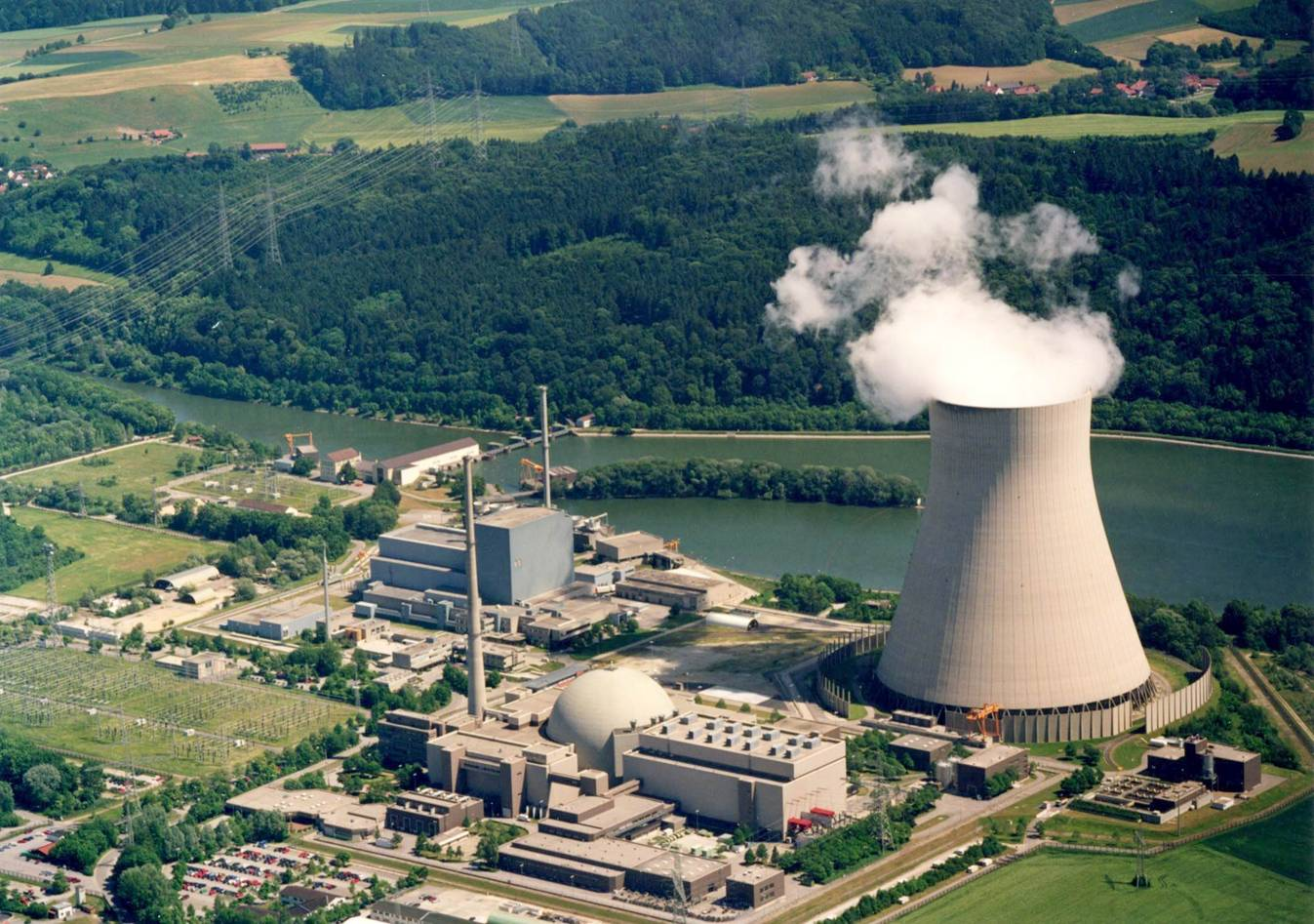
Kernkraftwerk Isar

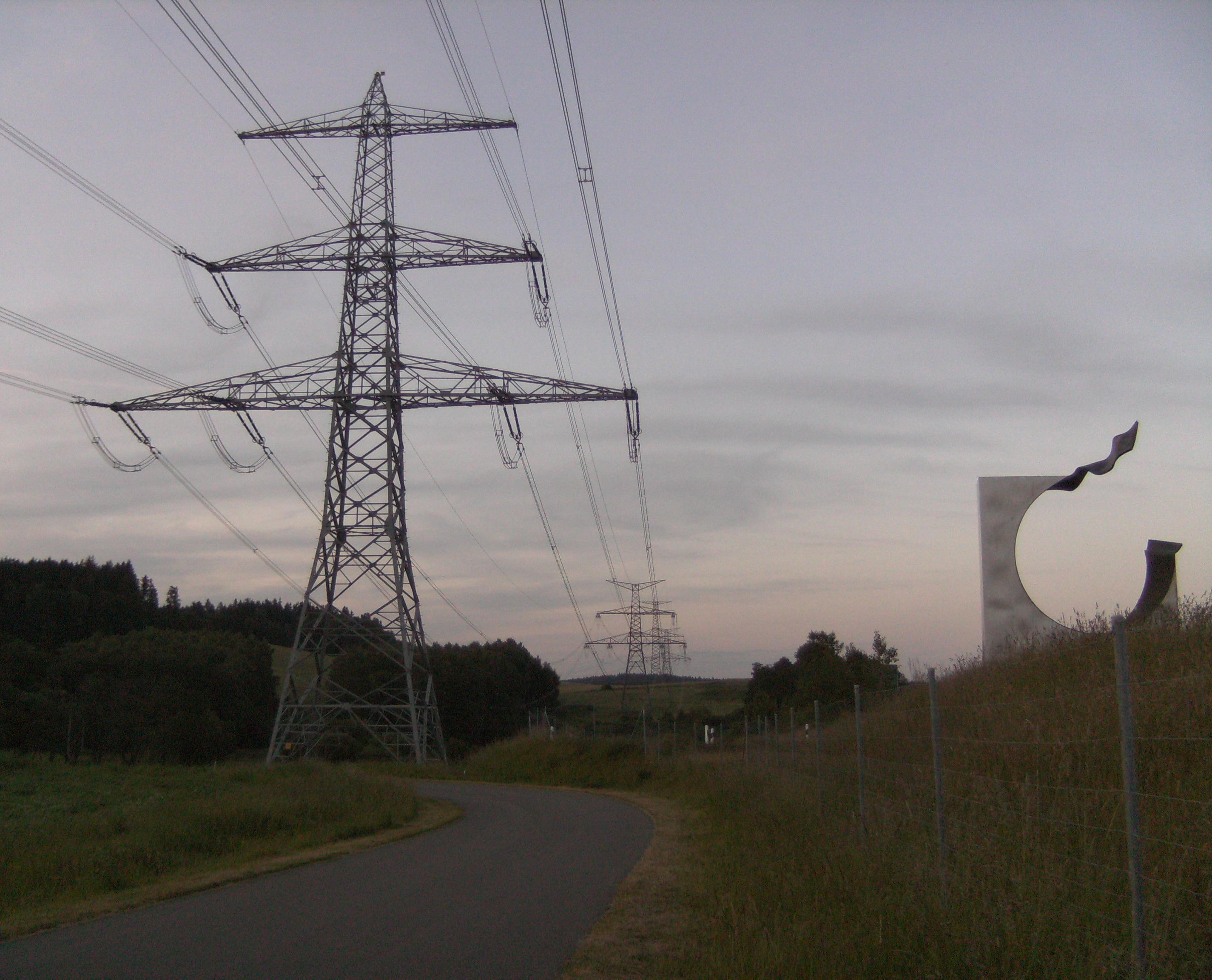
Die 380-kV-Leitung Etzenricht-Hradec überquert die Staatsgrenze zwischen Deutschland und Tschechien. Der Mast im Vordergrund steht in Bayern, der im Hintergrund in Tschechien.

#### Verbrauch
Der Primärenergieverbrauch im Land ist recht konstant und lag im Jahr 2010 bei 578,2 Milliarden Kilowattstunden, nach 556,8 Milliarden Kilowattstunden im Jahr 2009 und 566,6 Milliarden Kilowattstunden im Jahr 2008. Dies kann einer steigenden Energieproduktivität zugeschrieben werden, also einer verbesserten wirtschaftlichen Produktivität im Verhältnis zur eingesetzten Energie. Diese ist seit 1995, das als Basisjahr angelegt wird, fast durchgehend gestiegen. Die Jahre 2008 und 2009 fallen hinter den Bestwert im Jahr 2007 zurück.
Die größten Energieverbraucher im Jahr 2010 waren die Privathaushalte, die 29 Prozent des Endenergieverbrauches ausmachten. Die Bereiche Industrie und Verkehr benötigten gleichermaßen 28 Prozent der Endenergie und damit nur geringfügig weniger als die Haushalte. Etwas abgeschlagen war der Bereich Gewerbe, Handel, Dienstleistungen mit insgesamt 15 Prozent am Endenergieverbrauch.

#### Energieversorger
In Bayern waren im Jahr 2013 ungefähr 420 Energieversorger in einem oder mehreren Bereichen angesiedelt: Circa 350 dieser Versorger engagierten sich in der Stromversorgung, ungefähr 100 wirtschafteten im Bereich der Wärme- und Kälteversorgung, etwa 140 befassten sich mit der Erdgas-Sparte.

#### Strommix
Die Kernenergie hatte bis 2023 den größten Anteil an der Nettostromerzeugung. Der Anteil der erneuerbaren Energien steigt stetig an. Konventionelle Gase tragen mit 15,5 Prozent zur Nettostromerzeugung bei – dieser Anteil liegt nahezu im Bundesdurchschnitt (14 Prozent). Die Stromerzeugung aus Kohlekraftwerken ist relativ unbedeutend, ihr Anteil beträgt 4,1 Prozent (Bundesweiter Durchschnitt von Braun- und Steinkohle insgesamt 42 Prozent). Einen noch geringeren Anteil besitzen mineralische Öle mit 2,6 Prozent, die bundesweit im Schnitt seltener genutzt werden (Heizöl, Pumpspeicher und andere hier insgesamt 5 Prozent) (Stand: jeweils 2011).

#### Kernenergie
An drei Standorten in Bayern befinden sich Kernkraftwerke (KKW Isar, KKG Grafenrheinfeld und KKW Gundremmingen), die mittlerweile im Zuge des Atomausstieges abgeschaltet wurden. In Garching bei München wird ein Forschungsreaktor betrieben (FRM II). Der von Franz Josef Strauß forcierte Bau der Wiederaufarbeitungsanlage Wackersdorf wurde 1989 nach heftigen Protesten und Auseinandersetzungen eingestellt.

#### Erneuerbare Energien

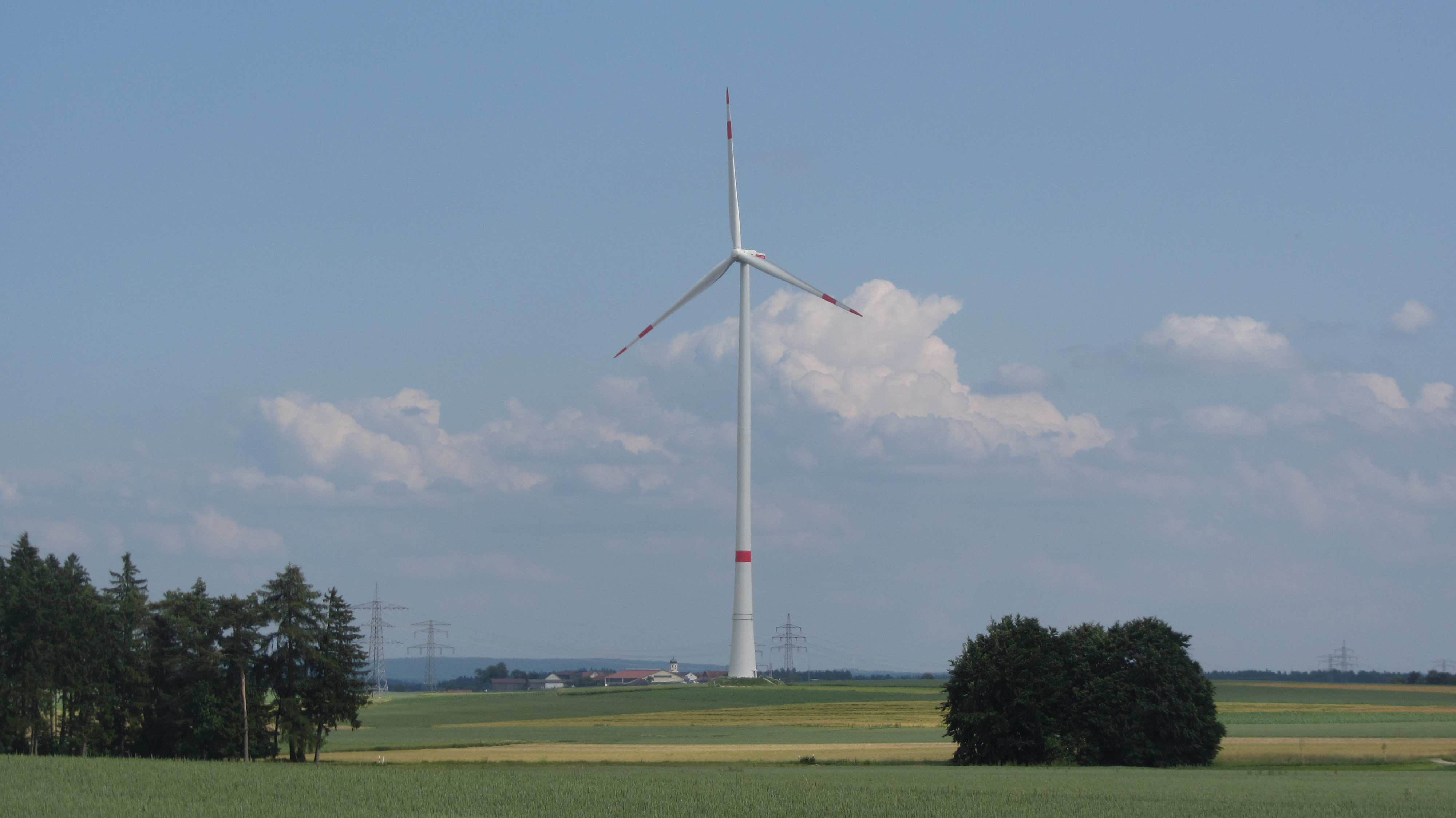
Windkraftanlage des Windparks Berching

Erneuerbare Energien trugen 2023 mit 70, 0 % zur Bruttostromerzeugung bei. Der hohe Anteil erneuerbarer Energien an der Nettostromerzeugung fußt vor allem auf dem bedeutenden Anteil der Photovoltaik mit 37,8 %, die auch weiterhin den stärksten Zuwachs hat. Bereits seit Jahrzehnten genutzt, befindet sich auf Rang 2 mit 27,1 %, die Wasserkraft: Die Stromerzeugung aus speicherbarer Biomasse hatte einen Anteil von 20,0 %. Weiterhin weniger bedeutend ist die Nutzung der Windenergie – der Beitrag beläuft sich auf 13,8 Prozent der erneuerbaren Stromerzeugung (Stand: jeweils 2023). Im Bundesländervergleich „Erneuerbare Energien, installierte Leistung“ belegte Bayern im Jahr 2023 beim Strom den ersten Platz vor Niedersachsen.
Windenergie in Bayern: (Nach dem damaligen Energiekonzept (2011) sollten bis 2021 erneuerbare Energien dem Bayerischen Landtag zufolge einen Anteil von 20 Prozent am Endenergieverbrauch und 50 Prozent am Stromverbrauch erreichen.) Nach diesem Energiekonzept sollte die Windenergie bis 2025 ca. 6 bis 10 Prozent des Strombedarfes decken, was etwa dem Neubau von 1000 bis 1500 zusätzlichen Windkraftanlagen entspricht. Im Widerspruch zu diesem Ziel wurden 2014 deutlich verschärfte restriktive Abstandsregelungen in Form der 10-H-Regelung eingeführt und ein Jahr später das Windenergieausbauziel auf 5 bis 6 Prozent des Strombedarfes reduziert. Daraufhin brachen die Zahl der Baugenehmigungen von 336 im Jahr 2014 auf 25 im Jahr 2015 ein. Bei einer Gesamthöhe von 200 m stehen für die Windenergienutzung theoretisch nur 0,05 % der Landesfläche zur Verfügung; unter Berücksichtigung, dass nur manche Standorte auch genügend Wind aufweisen nur 0,01 %. Im Jahr 2023 waren 1148 Windkraftanlagen (Mitte 2018 waren es 1159) mit einer Gesamtleistung von 2666 MW (Mitte 2018 waren es 2510 MW) installiert. Es wurden 2023 - 5,9 Mrd. kWh Strom erzeugt. Das entspricht der Versorgung von rd. 1,8 Mio. Haushalte (gemittelter Jahresstromverbrauch eines Durchschnitts-Haushalts von 3.200 kWh).

### Medien

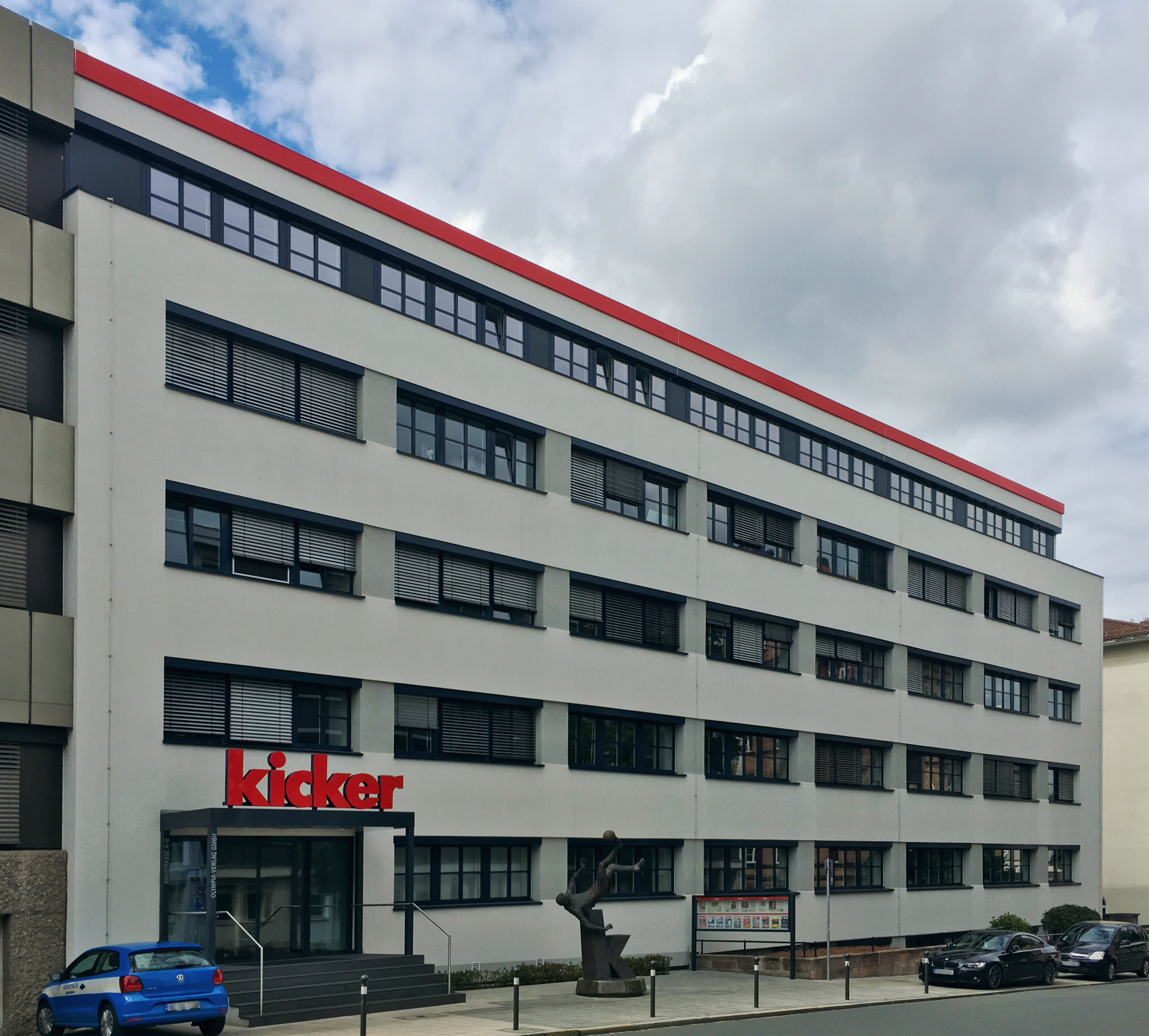
Hauptsitz der Redaktion des Kicker in Nürnberg mit der Kicker-Statue vor dem Haupteingang

Bayern ist Sitz mehrerer bedeutender Medienunternehmen, insbesondere in der Landeshauptstadt München. Dort, beziehungsweise im Umland von München, befinden sich etwa öffentlich-rechtliche Medien wie der Bayerische Rundfunk und die Programmdirektion des ARD-Gemeinschaftsprogramms Das Erste und des ZDF-Landesstudios Bayern sowie private Fernseh- und Hörfunkanbieter wie Antenne Bayern, ProSiebenSat.1 Media, Sport1 oder Sky Deutschland. Des Weiteren sind in München etwa 250 ansässige Verlage und große Zeitungen wie etwa die Süddeutsche Zeitung (SZ) angesiedelt. Nürnberg bildet einen der größten Verlagsstandorte Deutschlands; dort werden beispielsweise das bundesweit erscheinende Sportmagazin Kicker des Nürnberger Olympia-Verlags und die Nürnberger Nachrichten, eine der größten deutschen Tageszeitungen mit einer Auflage von rund 190.000 Exemplaren, herausgegeben.

### BayernWLAN
Der Freistaat Bayern betreibt ein großflächiges Netz von über 40.000 kostenfrei angebotenen BayernWLAN-Hotspots mit der WLAN-SSID @BayernWLAN. Im Bereich des öffentlichen Personennahverkehrs unterstützt der Freistaat Bayern die Kommunen bei der Einrichtung von WLAN-Angeboten finanziell und organisatorisch.

### Verkehr

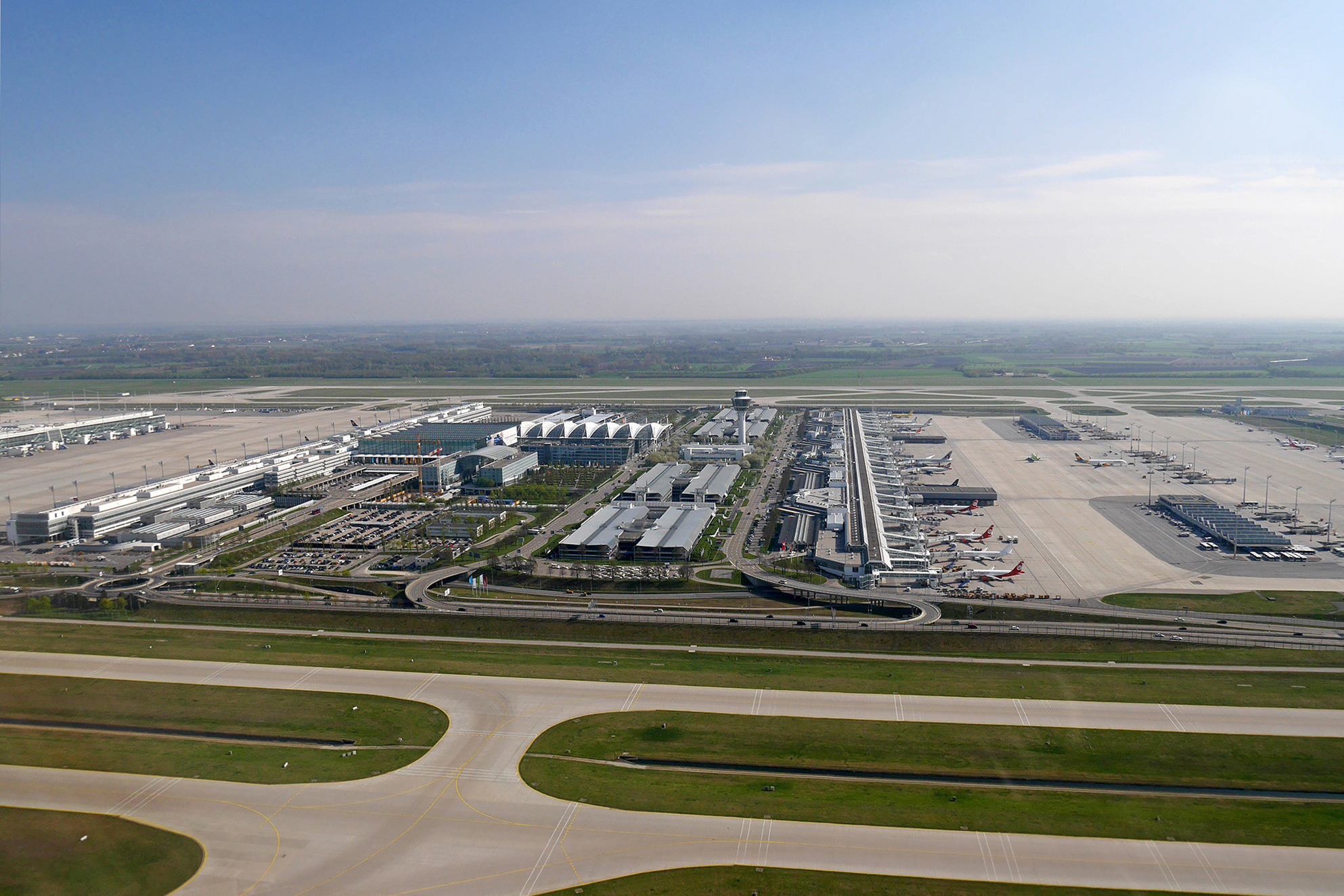
Flughafen München mit Terminal 1, Terminal 2 und München Airport Center

#### Internationaler Verkehr
Im internationalen Straßen- und Bahnverkehr sind die Verbindungen von Deutschland nach Österreich und darüber hinaus nach Italien und Südosteuropa von überragender Bedeutung. Beispielhaft sind hier die Verbindungen von Nürnberg über Regensburg und Passau nach Linz, die Verbindungen von Würzburg bzw. Nürnberg und München über Rosenheim nach Salzburg beziehungsweise Innsbruck sowie die Verbindung von München über Lindau nach Bregenz und Zürich zu erwähnen. Hingegen sind die Verkehrsverbindungen ins benachbarte Tschechien bei weitem nicht von vergleichbarer Relevanz, lediglich die Bundesautobahn 6 wurde nach der politischen Wende in der Tschechischen Republik verwirklicht. Insbesondere die Bahnverbindungen in die Tschechische Republik sind bis heute nicht sehr leistungsfähig. Eine Elektrifizierung wurde bisher auf keiner nach Tschechien führenden Verbindung umgesetzt. Vor dem Zweiten Weltkrieg befand sich in der tschechoslowakischen Stadt Cheb (Eger) ein Bahnknotenpunkt, der mittels Korridorverbindungen im deutschen Binnenverkehr genutzt wurde. Seit seinem Bestehen unterstand er bis zum Ende des Zweiten Weltkrieges bayerischen beziehungsweise deutschen Bahnverwaltungen. Zu Zeiten des Kalten Krieges besaß die Verbindung von Nürnberg über Cheb nach Prag eine vergleichsweise wichtige Bedeutung. Heute bestehen von Nürnberg aus nur noch Umsteigeverbindungen mit Regionalzügen über Cheb und Furth im Wald, während von München aus mit dem Alex eine Direktverbindung über Regensburg (Richtungswechsel), Schwandorf (erneuter Richtungswechsel) und Furth im Wald nach Prag besteht. Für die Zukunft wird im Rahmen des Projektes Donau-Moldau-Bahn eine Elektrifizierung der Verbindung geplant. Für den Fernverkehr von Nürnberg nach Prag bietet die Deutsche Bahn Fernbusse an.

#### Straßen

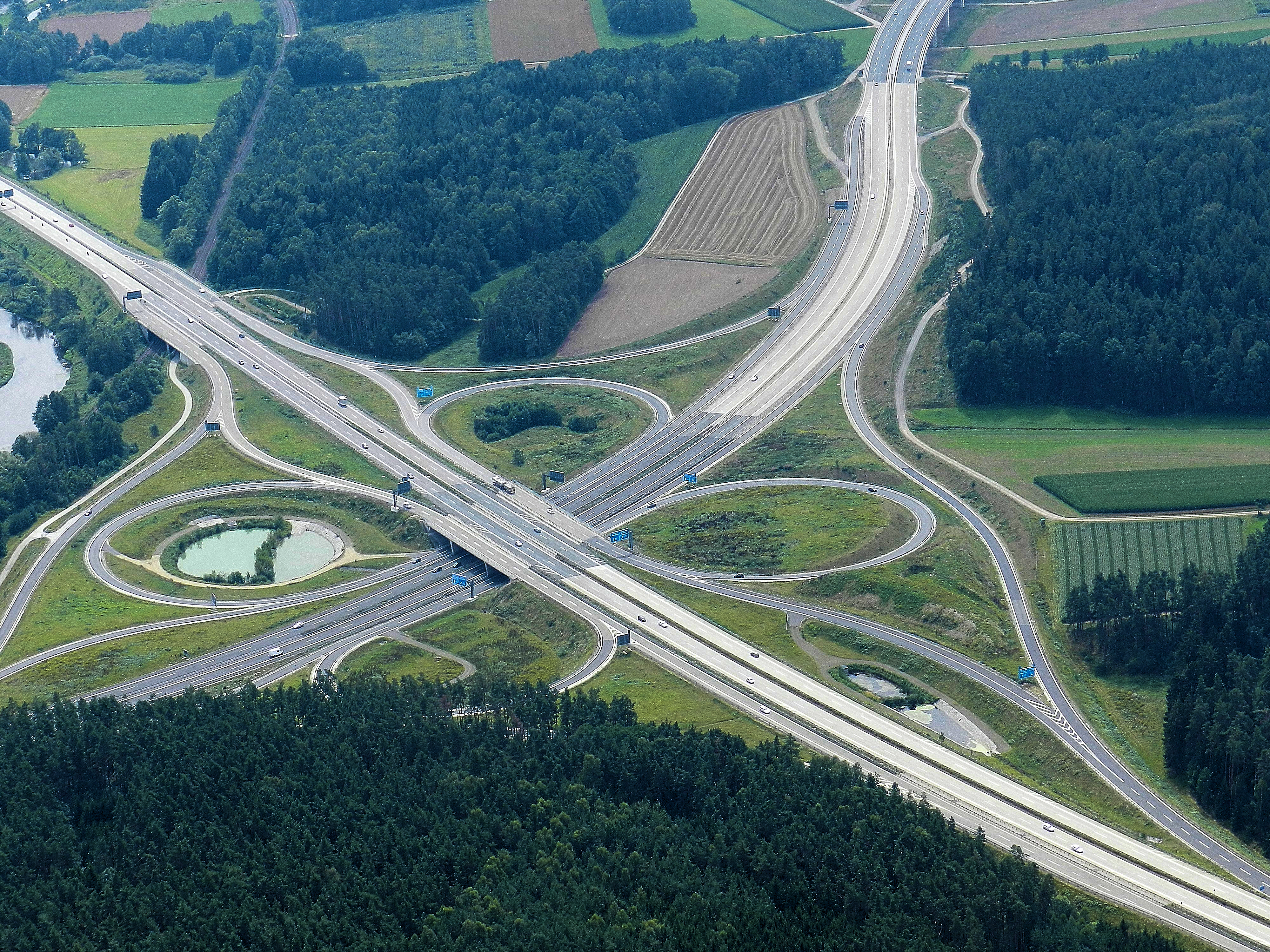
Autobahnkreuz Oberpfälzer Wald (2011)

Durch Bayern führen unter anderem die Autobahnen A 3, 6, 7, 8, 9 und 70 sowie die seit dem Herbst 2005 fertiggestellte A 71 und die im August 2008 fertiggestellte A 73, die Bayern mit Thüringen verbinden. Anbindung an das Bundesland Hessen besteht über die A 3, die A 7 sowie ein kleines Teilstück der A 45. Über die A 72 erhält man Anschluss an den Freistaat Sachsen. Sternförmig von München aus führen die A 95 nach Garmisch-Partenkirchen, die A 96 über Memmingen nach Lindau, die A 93 über Regensburg nach Hof, die A 92 über Landshut nach Deggendorf und die A 94 in Abschnitten nach Passau. Von der A 95 zweigt die A 952 als Verbindung zum Starnberger See ab. Südlich verbindet ein Stück der A 93 die A 8 mit der Brenner Autobahn. Seit den 1970er Jahren geplant, bisher wegen Streitigkeiten um die Trassenführung nur in Abschnitten fertiggestellt ist die A 94 von München über Altötting nach Passau. Daneben führt auch eine große Anzahl an Bundesstraßen durch Bayern. Den Münchner Ring bilden die Autobahnen A 99 mit der Eschenrieder Spange (auch A 99a genannt) und die A 995. Ergänzt werden diese durch Staats-, Kreis- und Gemeindestraßen.
Bayern ist damit straßenverkehrsmäßig gut erschlossen. Dennoch stammen mit 344 Projekten zu Bundesautobahnen und Bundesstraßen 18,5 Prozent der Anmeldungen zum Bundesverkehrswegeplan 2030 aus Bayern.
Bayern bekam vom seit 2009 CSU-geführten Bundesverkehrsministerium im Zeitraum von 2009 bis 2018 vermehrt Investitionen aus Bundesmitteln zugewiesen. Gemessen an Infrastruktur und Einwohnerzahl waren dies überproportional viele Gelder vor allem für Fernstraßen. Von 2014 bis 2019 wurden beispielsweise in Bayern 243 Brücken von insgesamt ca. 4.700 saniert, in Nordrhein-Westfalen 100 von fast 4.400. In die Fernstraßen in Bayern wurden 2 Milliarden Euro investiert, im bevölkerungsreichsten Land Nordrhein-Westfalen 1,4 Milliarden Euro. Bayern erhielt auch über den Gesamtzeitraum die höchste Mittelzuweisung und hatte dabei die größte Aufstockung der Mittel. So konnten in Bayern (bzw. im Vergleich dazu in NRW) von 2011 bis 2018 an neu gebauten Straßenkilometern fertig gestellt werden: für Autobahnen 13 km (24 km) und für Bundesstraßen 120 km (0 km).
Im Süden wird Bayern überdies gerne als Abkürzung im innerösterreichischen Verkehr benutzt, da aufgrund der geographischen Gegebenheiten der Weg durch die Alpen bei weitem länger ist als von Innsbruck über die A 8 oder von Lofer über die B 21 oder B 305 nach Salzburg („Großes“ bzw. „Kleines Deutsches Eck“).

#### Schienen-, Flug- und Schiffsverkehr

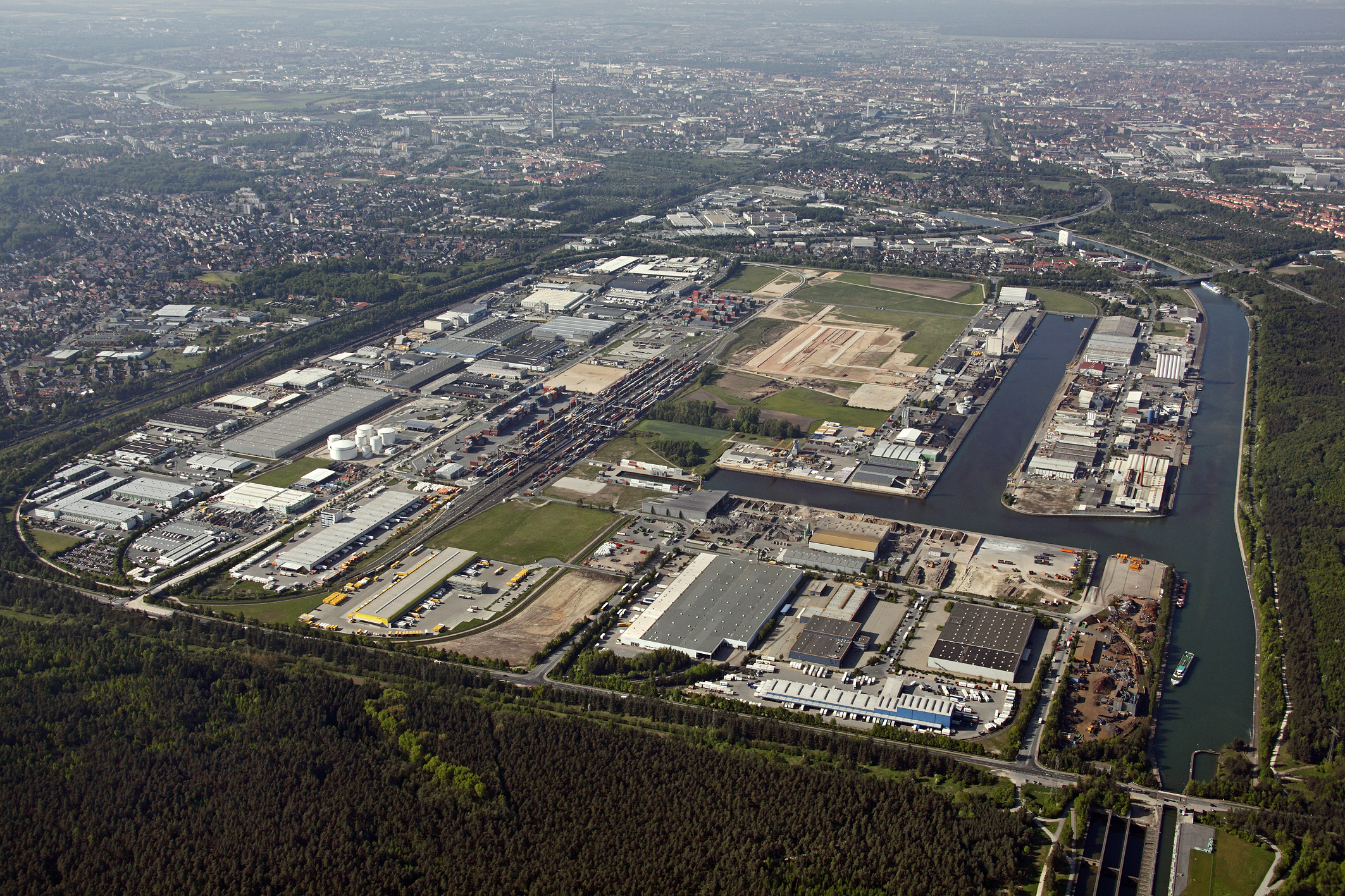
Nürnberger Hafen mit trimodalem Güterverkehrszentrum (2011)

Bayern verfügt über ein dichtes Streckennetz im Eisenbahnverkehr mit zahlreichen Bahnhöfen. Der Münchener und der Nürnberger Hauptbahnhof sind zwei der größten in Deutschland und stellen dabei wichtige Knotenpunkte im transeuropäischen Verkehr dar. Die Städte München und Nürnberg verfügen über U- und S-Bahnen mit einem weiten Einzugsgebiet.
Eines der größten europäischen Drehkreuze für den Flugverkehr ist der Flughafen München „Franz Josef Strauß“. Neben dem internationalen Flughafen Nürnberg „Albrecht Dürer“, gibt es noch den Flughafen Memmingen und zahlreiche Verkehrslandeplätze.
2018 kam es viermal zu einem Treibstoffschnellablass über Bayern. Dabei wurden insgesamt 107 Tonnen Kerosin abgelassen.
Die meisten Binnenschifffahrten finden auf der Donau, dem Main sowie auf dem Main-Donau-Kanal statt. Hierfür gibt es zahlreiche Güterhäfen. Mit einer jährlichen Umschlagleistung von rund 15 Millionen Tonnen ist das trimodale Güterverkehrszentrum am Nürnberger Hafen das größte und bedeutendste multifunktionale Güterverkehrs- und Logistikzentrum Süddeutschlands.

## Kultur

### Theater, Schauspiel und Oper

Nürnberger Opernhaus (2011)

Bayern verfügt über mehrere Staatstheater. Die Bayerische Staatsoper im Nationaltheater München gilt als das national und international renommierteste Haus in Bayern. Des Weiteren spielen in München das Bayerische Staatsschauspiel, das Residenztheater München, das Bayerische Staatsballett und das Staatstheater am Gärtnerplatz. Daneben bestehen das Staatstheater Nürnberg und das Staatstheater Augsburg, die aus den jeweiligen städtischen Bühnen hervorgegangen sind.
Sechzehn Theater werden von bayerischen Kommunen getragen. Mehrspartenhäuser sind hierbei die Theater in Regensburg, Würzburg, Hof und Coburg. Vorwiegend oder ausschließlich Sprechtheater bieten das E.T.A.-Hoffmann-Theater in Bamberg, Das Theater Erlangen, das Stadttheater Fürth und das Stadttheater Ingolstadt sowie in der bayerischen Landeshauptstadt die Münchner Kammerspiele und das Münchner Volkstheater. Die vier Landesbühnen sind in Memmingen, Landshut/Passau/Straubing, Coburg und Dinkelsbühl beheimatet.

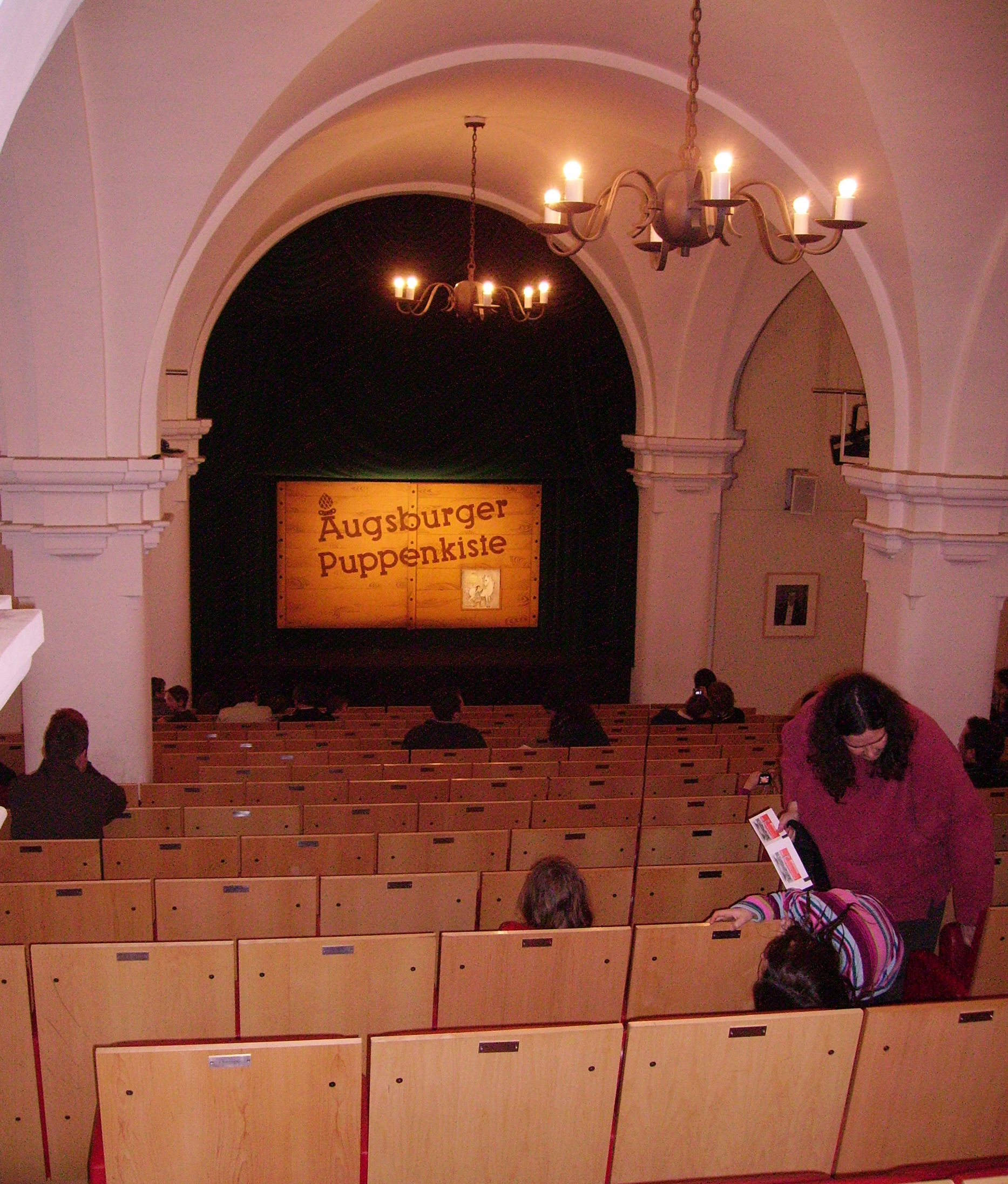
Augsburger Puppenkiste

Theater für Kinder und Jugendliche bieten neben den Kinder- und Jugendsparten der kommunal geförderten Häuser unter anderem die Schauburg in München oder das Theater Pfütze und das Theater Mummpitz in Nürnberg an. Internationale Bekanntheit erlangte die Augsburger Puppenkiste durch ihre Fernsehproduktionen, das Figurentheater bietet jedoch auch ein Programm für Erwachsene an.
Des Weiteren gibt es eine Vielzahl an freien und privaten Theatern sowie Volks- und Bauerntheatergruppen.
Die von Richard Wagner gegründeten Bayreuther Festspiele sind ein international bedeutendes Festival. Jährlich finden in wechselnden Städten die Bayerischen Theatertage statt.
Das Markgräfliche Opernhaus in Bayreuth wird seit 2018 wieder bespielt.

### Musik

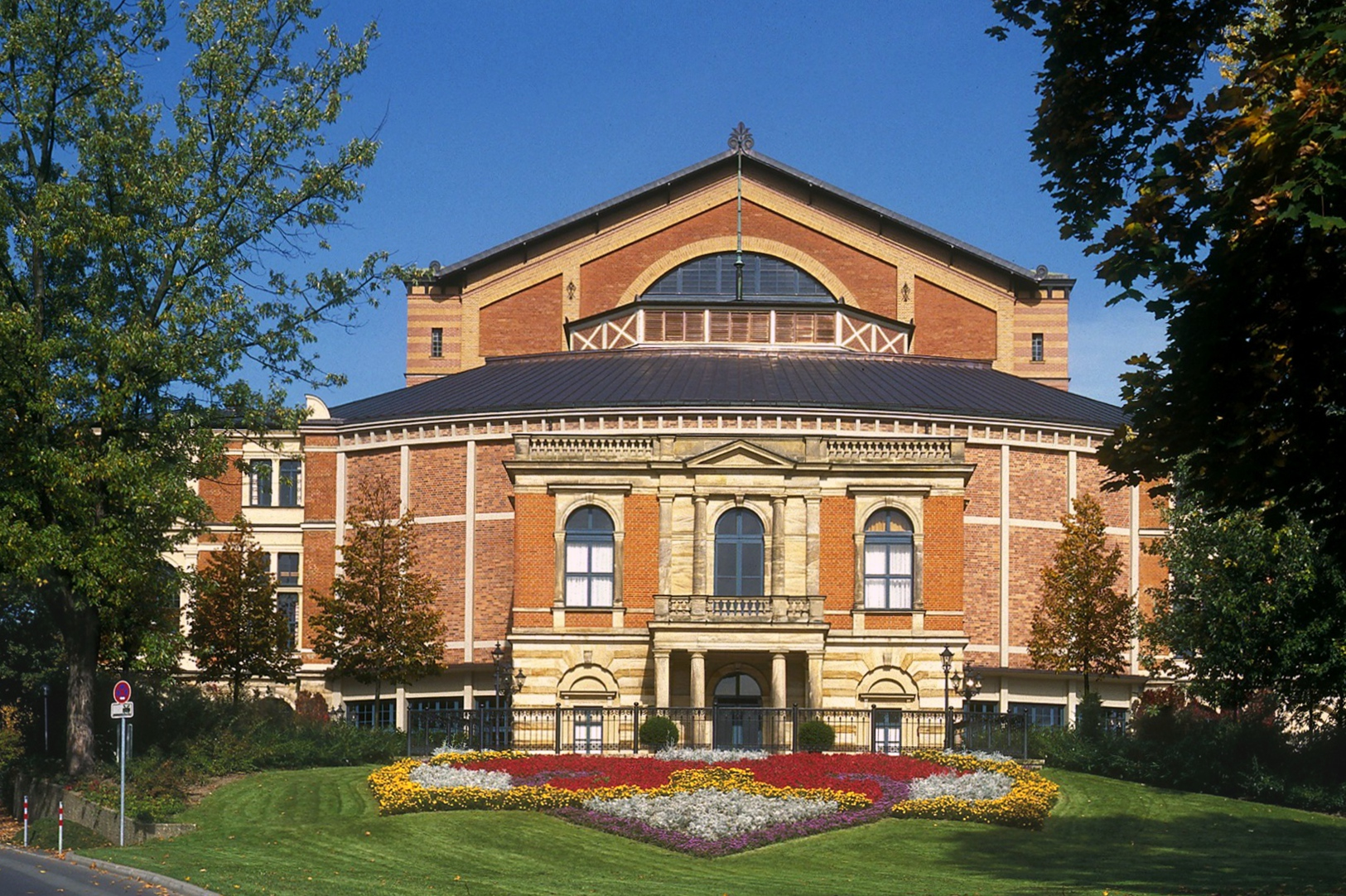
Das Bayreuther Festspielhaus auf dem Grünen Hügel

Bayern wird traditionell als die Heimat der Volksmusik, der Jodler und Schuhplattler angesehen. Aus Bayern stammen bekannte Komponisten wie Max Reger, Carl Orff, Wilfried Hiller, Richard Strauss und Christoph Willibald Gluck. Die Regensburger Domspatzen, die Augsburger Domsingknaben, der Tölzer Knabenchor und der Windsbacher Knabenchor sowie der Münchener Bach-Chor sind weltweit bekannte Chöre. Zu den bekanntesten in Bayern beheimateten klassischen Orchestern zählen die Münchner Philharmoniker, das Symphonieorchester des Bayerischen Rundfunks, die Bamberger Symphoniker, das Bayerische Staatsorchester am Nationaltheater, die Augsburger Philharmoniker am Staatstheater Augsburg, das Münchener Bach-Orchester, die Bayerische Kammerphilharmonie in Augsburg, die Münchner Symphoniker, das Münchener Kammerorchester, das Georgische Kammerorchester in Ingolstadt, die Nürnberger Philharmoniker am Staatstheater Nürnberg, die Nürnberger Symphoniker und die Hofer Symphoniker, die als einziges Orchester auch Musikschüler ausbilden.
Unter den Musikfestspielen herausragend sind die Bayreuther Festspiele und die Münchner Opernfestspiele. Ein weiteres Highlight in der Musikszene sind die Thurn-und-Taxis-Schlossfestspiele, die in Regensburg seit mehreren Jahren unter dem Protektorat von Gloria von Thurn und Taxis gegeben werden. In den letzten Jahren stieg die Zahl der Besucher stetig an. Ebenfalls beachtenswert ist der Münchner Kaiserball sowie der Nürnberger Opernball.

### Film

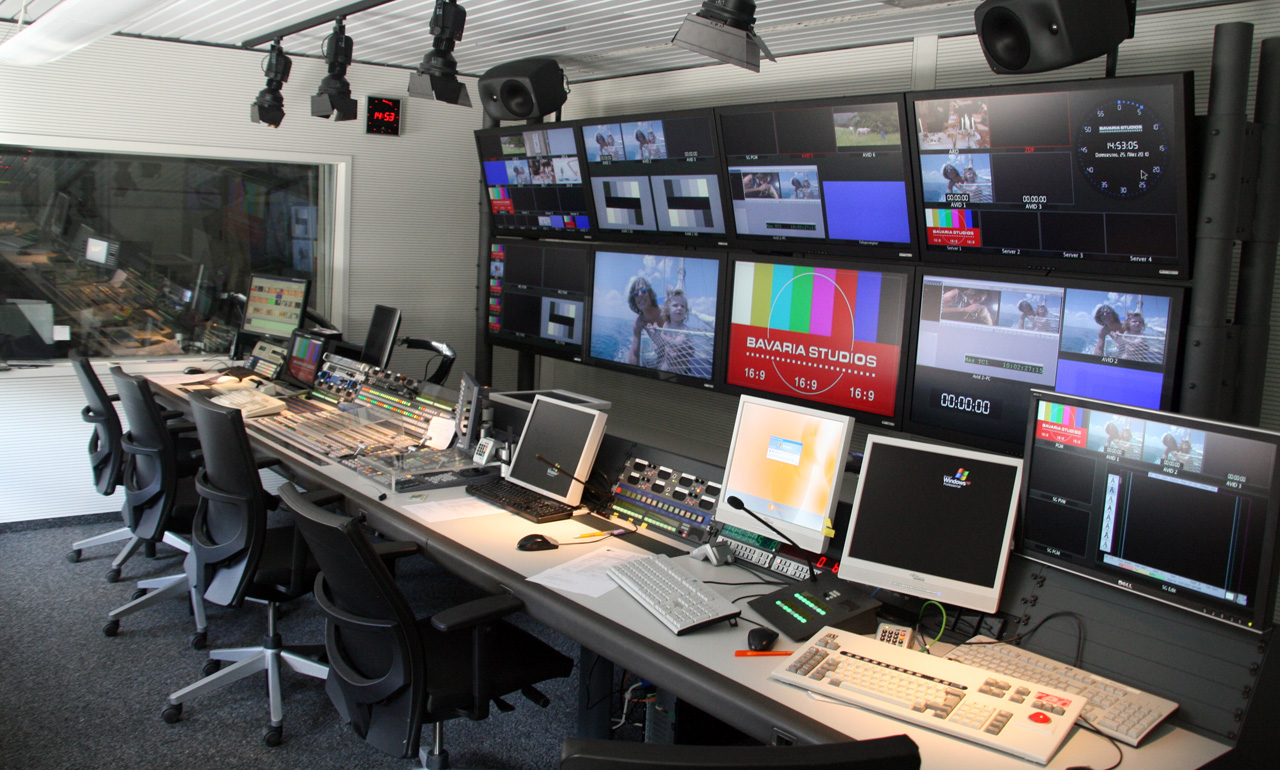
Bavaria Film

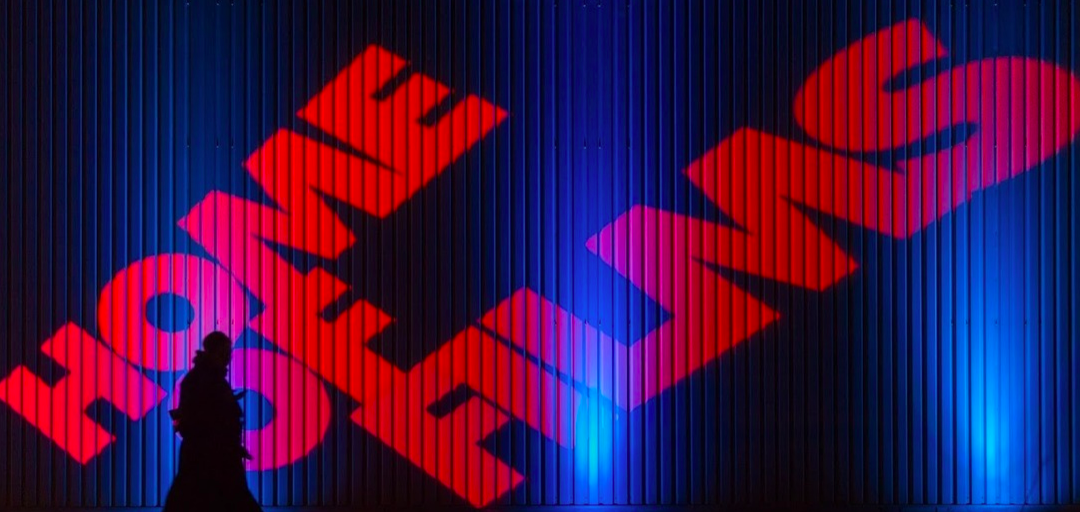
Logo der Internationalen Hofer Filmtage

Bayern ist zusammen mit der Landeshauptstadt München, dem Bayerischen Rundfunk sowie der Spitzenorganisation der Filmwirtschaft Gesellschafter der Internationalen Münchner Filmwochen GmbH, die sowohl das alljährliche Filmfest München als auch das Internationale Festival der Filmhochschulen München organisieren.
In Nürnberg finden im jährlich wechselnden Turnus das Nuremberg International Human Rights Film Festival sowie der Deutsche Menschenrechts-Filmpreis statt. Zusätzlich beheimatet die Stadt neben dem Filmfestival Türkei/Deutschland auch das Fantasy Filmfest.
In Hof (Saale) finden alljährlich die Hofer Filmtage statt. Ihr Gründer Heinz Badewitz starb 2016, das Festival existiert aber weiterhin. Bei den Filmtagen stehen vor allem deutsche, aber auch internationale Weltpremieren im Vordergrund.

### Küche
Durch das Nebeneinander der zwei Stämme Altbayern und Franken, dazu kulturelle Teile von Schwaben, ist die Küche im Freistaat Bayern sehr vielfältig:
- Schweinsbraten, Schweinshaxe, Schäufele (Schweineschulter), Kalbshaxe, Spanferkel
- Semmelknödel, Kartoffelknödel oder fränkisch Kloß, Leberknödel und -suppe
- Sauerkraut, Krautwickel, Krautspätzle, Krautkrapfen
- Leberspätzle(suppe), Speckknödel(suppe), Pfannkuchensuppe (Fädlesuppe)
- Blaue Zipfel, Hofer Rindfleischwurst, Fränkische Bratwurst, Nürnberger Rostbratwurst, Regensburger Wurst, Stockwurst, Weißwurst, Wollwurst
- Dampfnudeln, Rohrnudeln, Schmalznudeln, Bayerisch Creme
- Bayerischer Kartoffelsalat, Bayerischer Wurstsalat
- Obazda oder fränkisch: Gerupfter
- Leberkäse
- Schwaben und Allgäu: Kässpatzen
- Fingernudeln (Schupfnudeln)
- Saures Lüngerl
- Hofer Schnitz (Gemüseeintopf aus dem Osten Oberfrankens)

### Veranstaltungen

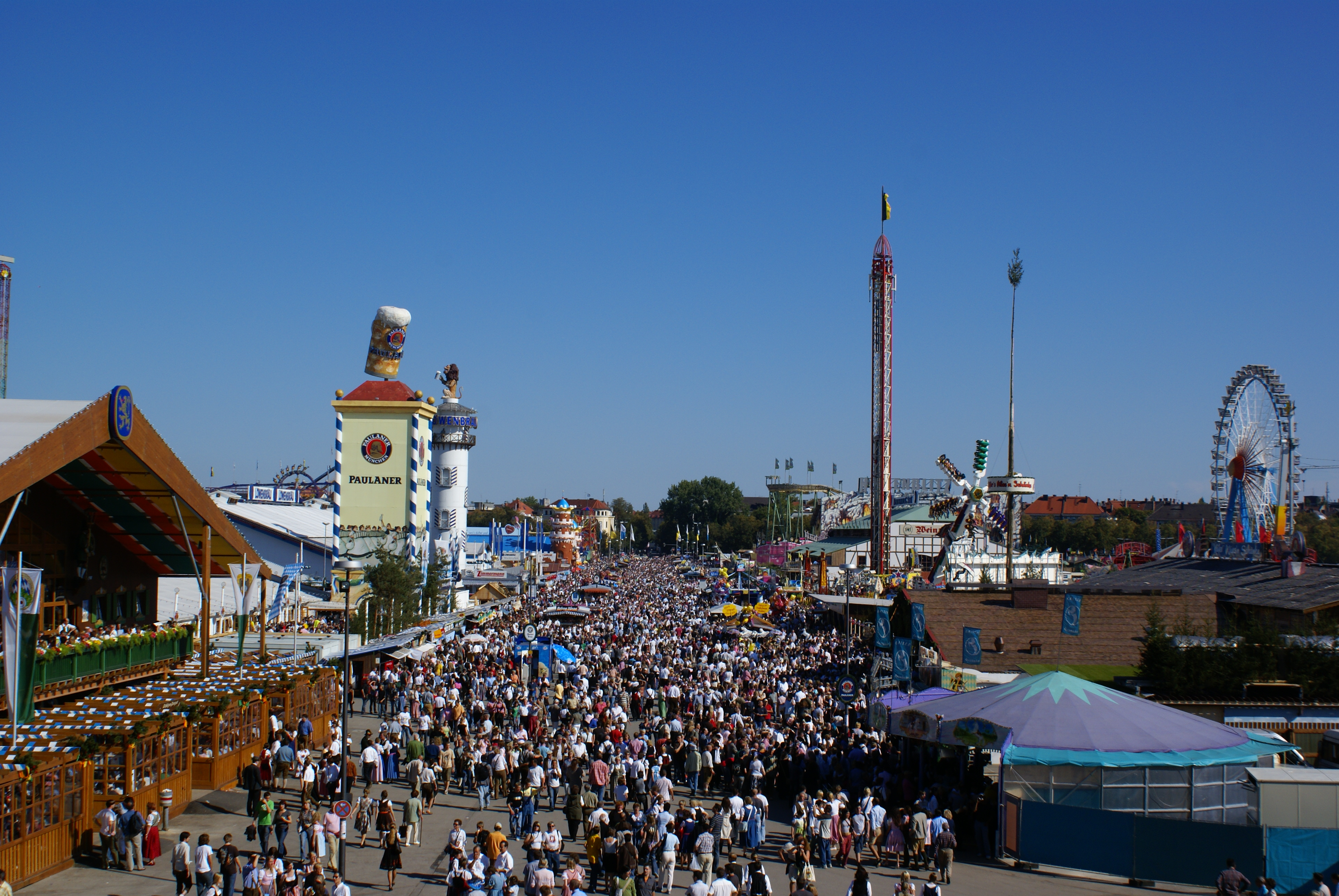
Oktoberfest 2007

Volksfeste und Kirchweihen sind in Bayern weit verbreitet. Anfänglich gedachte man damit der Kirchenweihe. Vielerorts gibt es viele Kirchweih-Traditionen, wie etwa das Aufstellen eines Kirchweihbaumes. In größeren Städten wird meist anstatt einer Kirchweih ein Volksfest begangen. Das größte Volksfest der Welt ist das Münchner Oktoberfest (Wiesn) mit 6,3 Millionen Besuchern im Jahr 2014. Weitere große Volksfeste in Bayern sind das Gäubodenvolksfest in Straubing, die Erlanger Bergkirchweih, das Karpfhamer Fest, das Nürnberger Volksfest, der Augsburger Plärrer, das Würzburger Kiliani-Volksfest, die Regensburger Dult, die Fürther Michaeliskirchweih und der Hofer Schlappentag.
Bayern hat offiziell kein Landesfest, jedoch hat der Tag der Franken, der seit 2006 in Franken begangen wird, den Charakter eines Landesfesttags. Der Nürnberger Christkindlesmarkt ist ein Weihnachtsmarkt auf dem Hauptmarkt und gehört mit rund zwei Millionen Besuchern jährlich zu den größten Weihnachtsmärkten Deutschlands und den bekanntesten weltweit.
Aushängeschild unter den traditionellen Dorfkirchweihfesten ist die Limmersdorfer Lindenkirchweih im oberfränkischen Thurnau (Landkreis Kulmbach), in deren Mittelpunkt der Tanz in der Lindenkrone zählt. Sie wird seit mindestens 1729 als fränkische Plankirchweih ununterbrochen durchgeführt. 2014 wurde sie deshalb als Sinnbild dörflicher fränkischer Festkultur als einer von 27 Bräuchen in Deutschland in die nationale Liste des Immateriellen Kulturerbes aufgenommen.

### Kartenspieltradition
Siehe: Schafkopf, Watten

### Kleidung
Siehe: Bayerische Tracht, Fränkische Tracht

### Industriekultur
Mit der Maxhütte (Sulzbach-Rosenberg) verfügt Bayern über eines der bedeutendsten Industriedenkmale Europas. Die technik- und architekturhistorisch einmalige Anlage wird trotz bestehenden Denkmalschutzes teilweise demontiert. Aktuell wird versucht, das Industriedenkmal vor einem endgültigen Abriss zu bewahren.

### Sehenswürdigkeiten
Bayern kann auf eine über 1000 Jahre alte Kultur- und Geistesgeschichte zurückblicken.
Laut Artikel 3 der Verfassung des Freistaates Bayern ist Bayern ein Kulturstaat. Der Freistaat Bayern fördert in seinem Haushalt 2003 Kunst und Kultur mit jährlich über 500 Millionen Euro, zusätzlich kommen erhebliche Leistungen der bayerischen Kommunen und privater Träger hinzu.
Die ersten Steinbauten in Bayern entstanden in der Römerzeit. Beispielsweise wurde in Weißenburg eine römische Therme ausgegraben.
Zeugnisse aus dem Frühmittelalter gibt es nur wenige. Ein Beispiel ist jedoch die Krypta des Bamberger Doms aus der Zeit Kaiser Heinrichs II.
Im Hochmittelalter wurden Augsburg, Nürnberg, Würzburg und Regensburg zu wohlhabenden Handelsstädten. In Regensburg und Nürnberg entstanden wie in Italien mächtige Geschlechtertürme. Der Regensburger Dom ist ein Hauptwerk der gotischen Architektur in Süddeutschland. Da die Steinerne Brücke lange Zeit die einzige Brücke zwischen Ulm und Wien an der Donau war, führte sie den Handel hierher. Zu den historischen Stadtkernen gehören neben den großen Städten auch Rothenburg ob der Tauber, Dinkelsbühl, Straubing und Nördlingen. Die Stadt Landshut ist für die Martinskirche, den größten Backsteinturm der Welt sowie für die Stadtresidenz mit ihren Renaissancemalereien bekannt. In Augsburg errichteten die Fugger die Fuggerei, die älteste Sozialsiedlung der Welt. Das Rathaus der Stadt gilt als das Paradestück dieser Zeit. Zu den Sehenswürdigkeiten in München gehören das Siegestor und die Antikensammlungen. In Nürnberg zählen die historischen Sehenswürdigkeiten der Altstadt, das Reichsparteitagsgelände aus der Zeit des Nationalsozialismus sowie das Memorium Nürnberger Prozesse zu den bedeutendsten touristischen Anlaufpunkten. Unter König Ludwig II. entstanden Schloss Neuschwanstein, Schloss Linderhof und Herrenchiemsee.

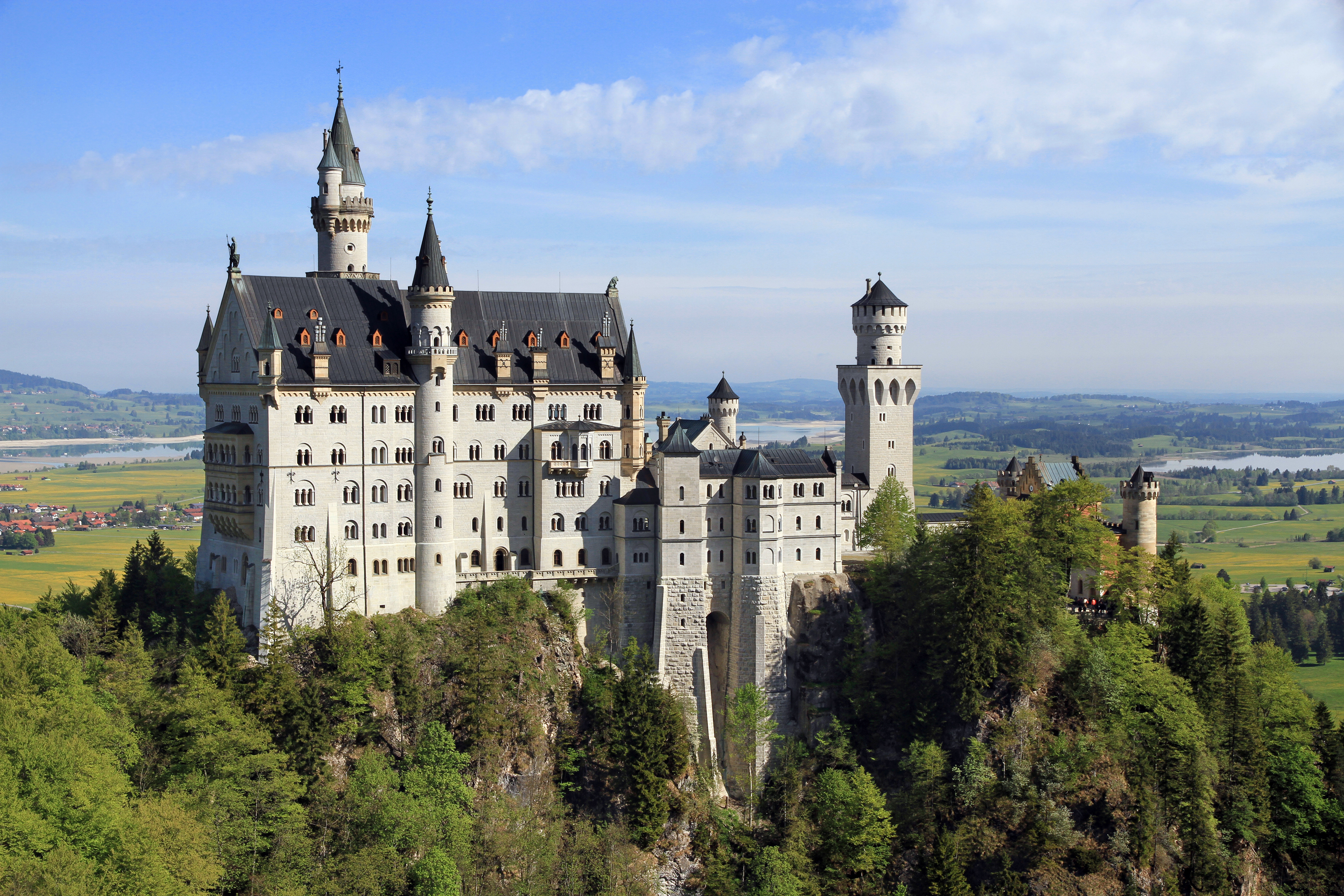
Schloss Neuschwanstein
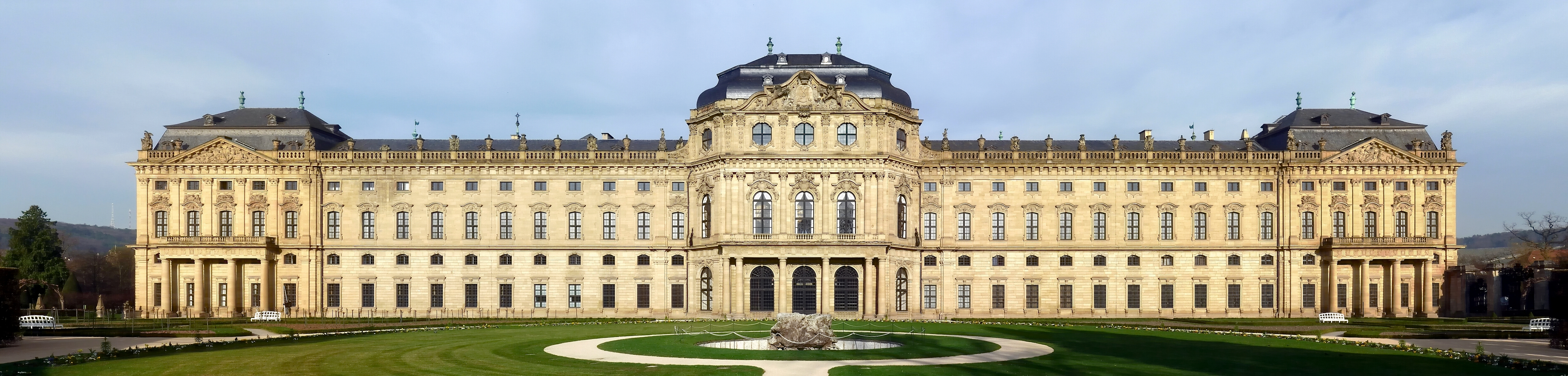
Würzburger Residenz
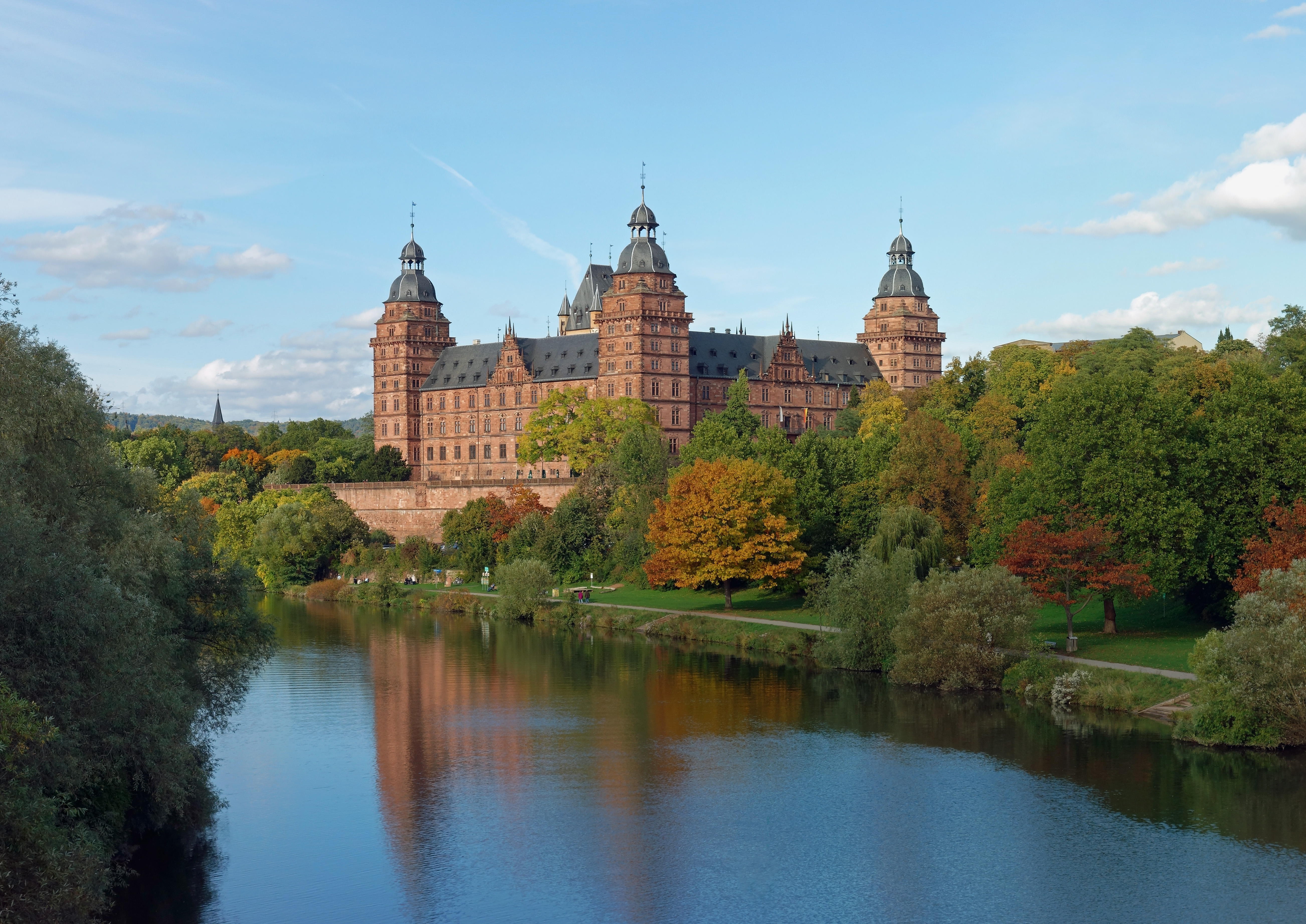
Schloss Johannisburg in Aschaffenburg
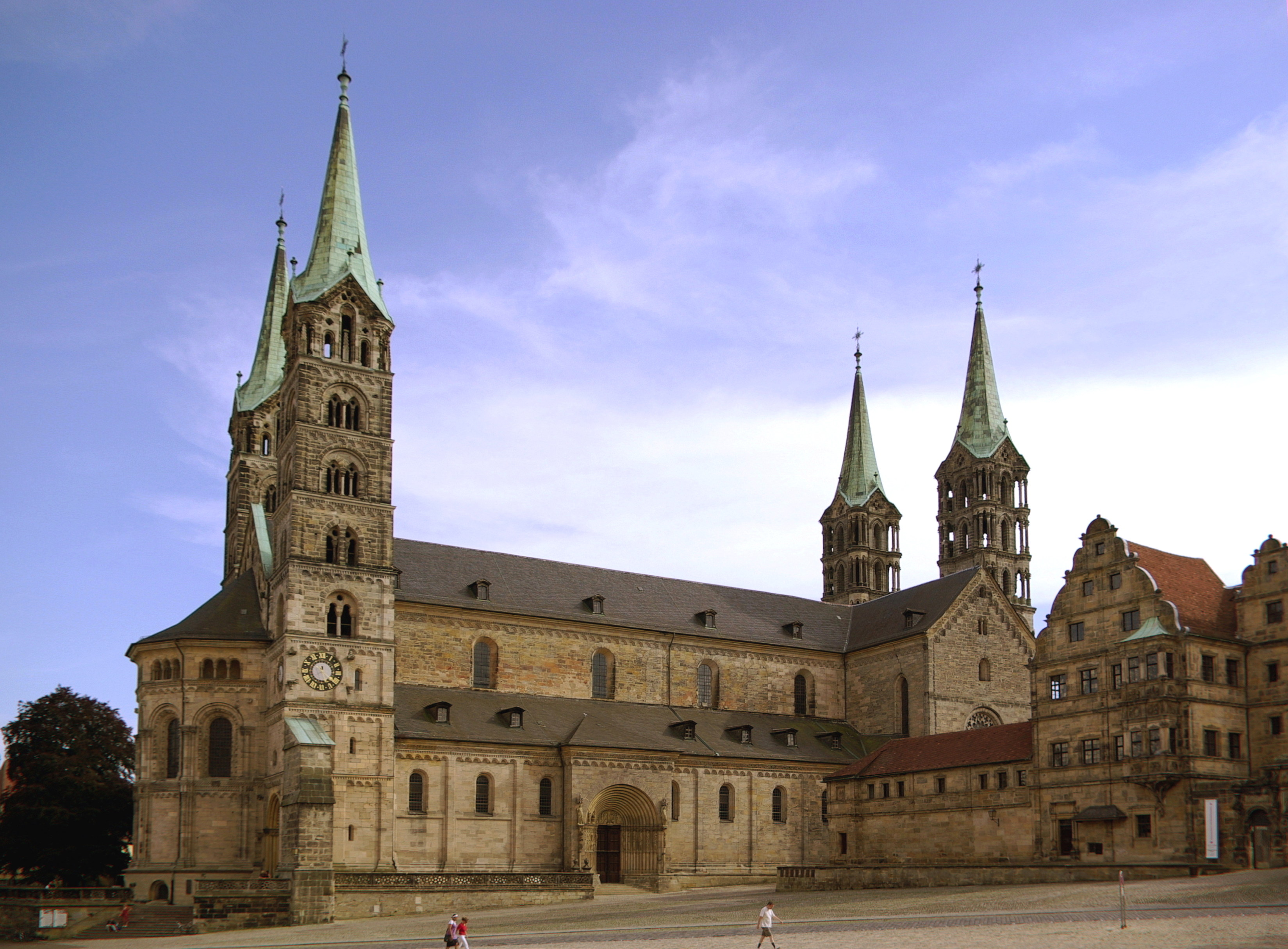
Bamberger Dom
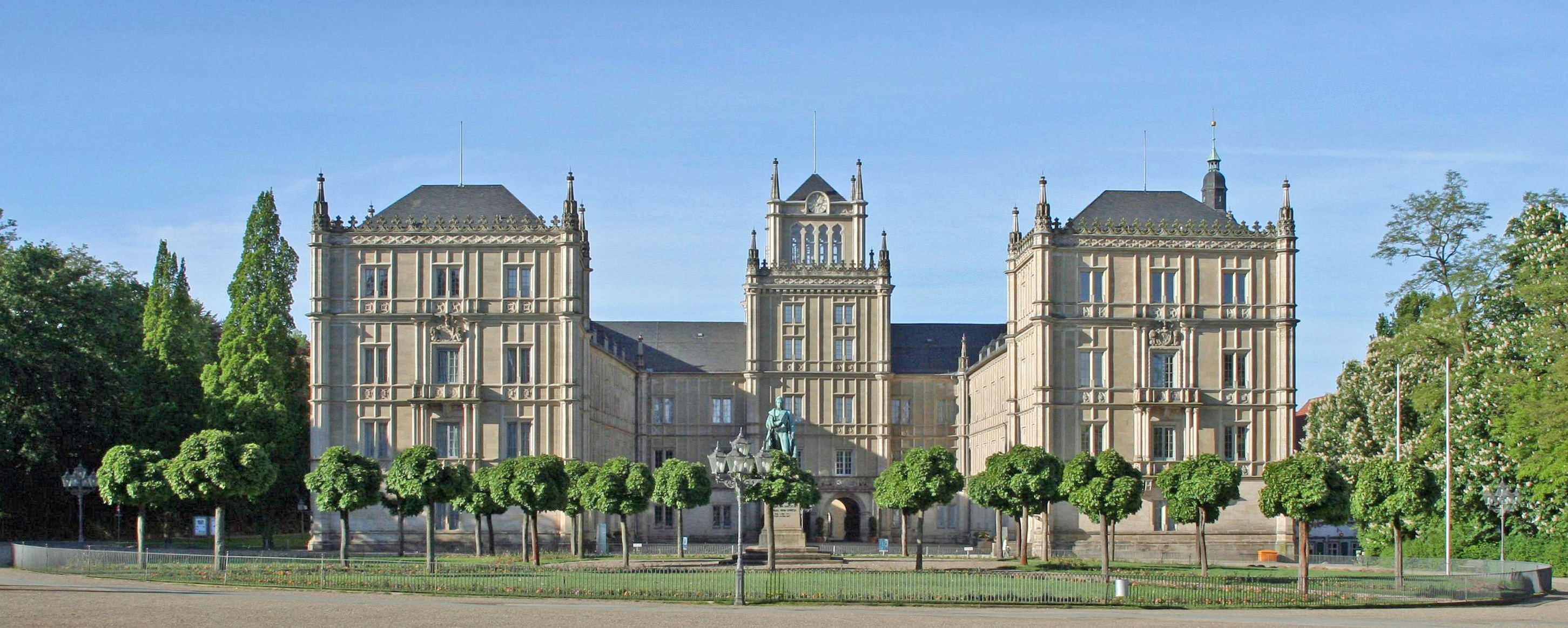
Schloss Ehrenburg in Coburg
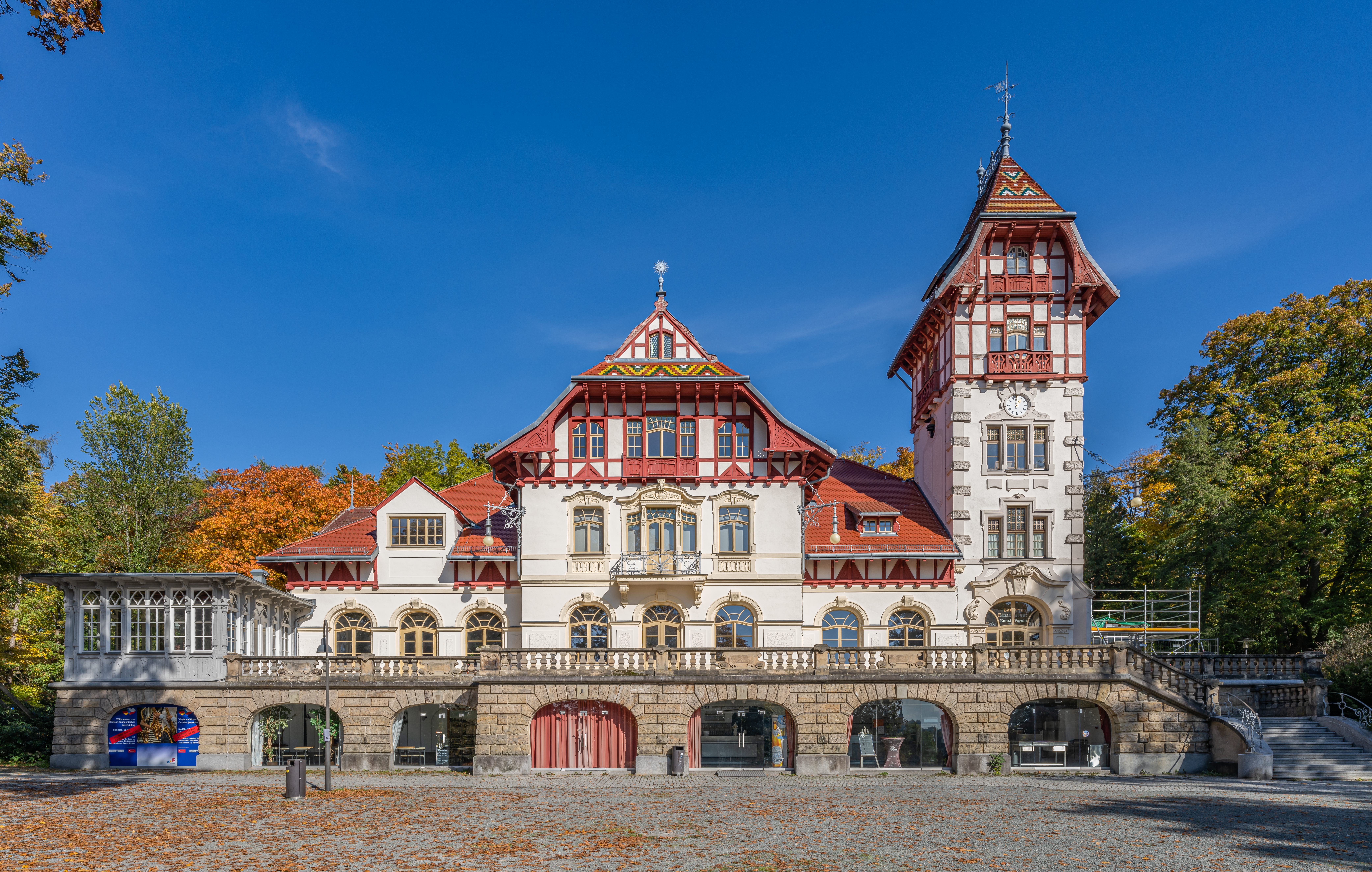
Hofer Theresienstein
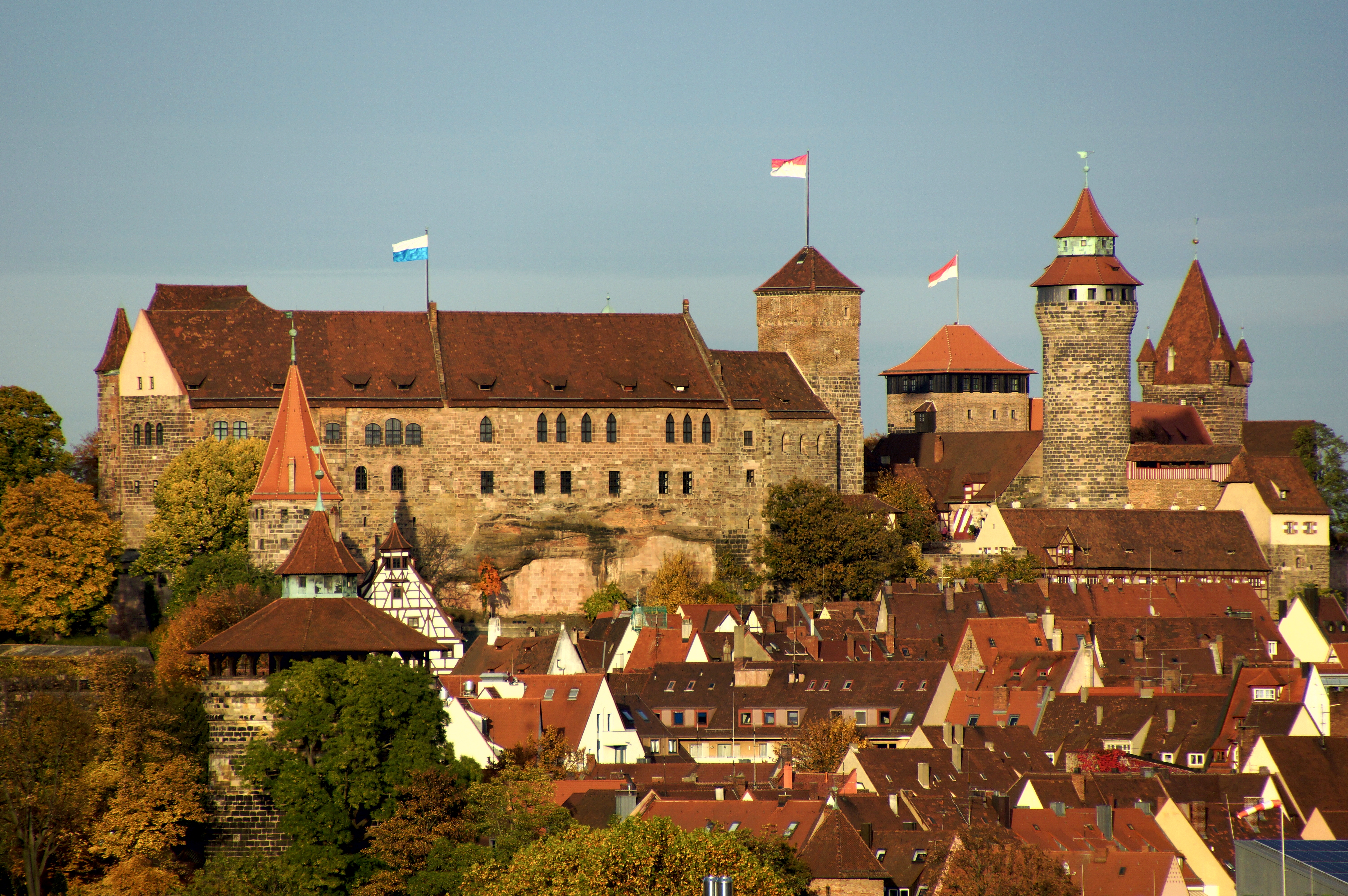
Nürnberger Kaiserburg
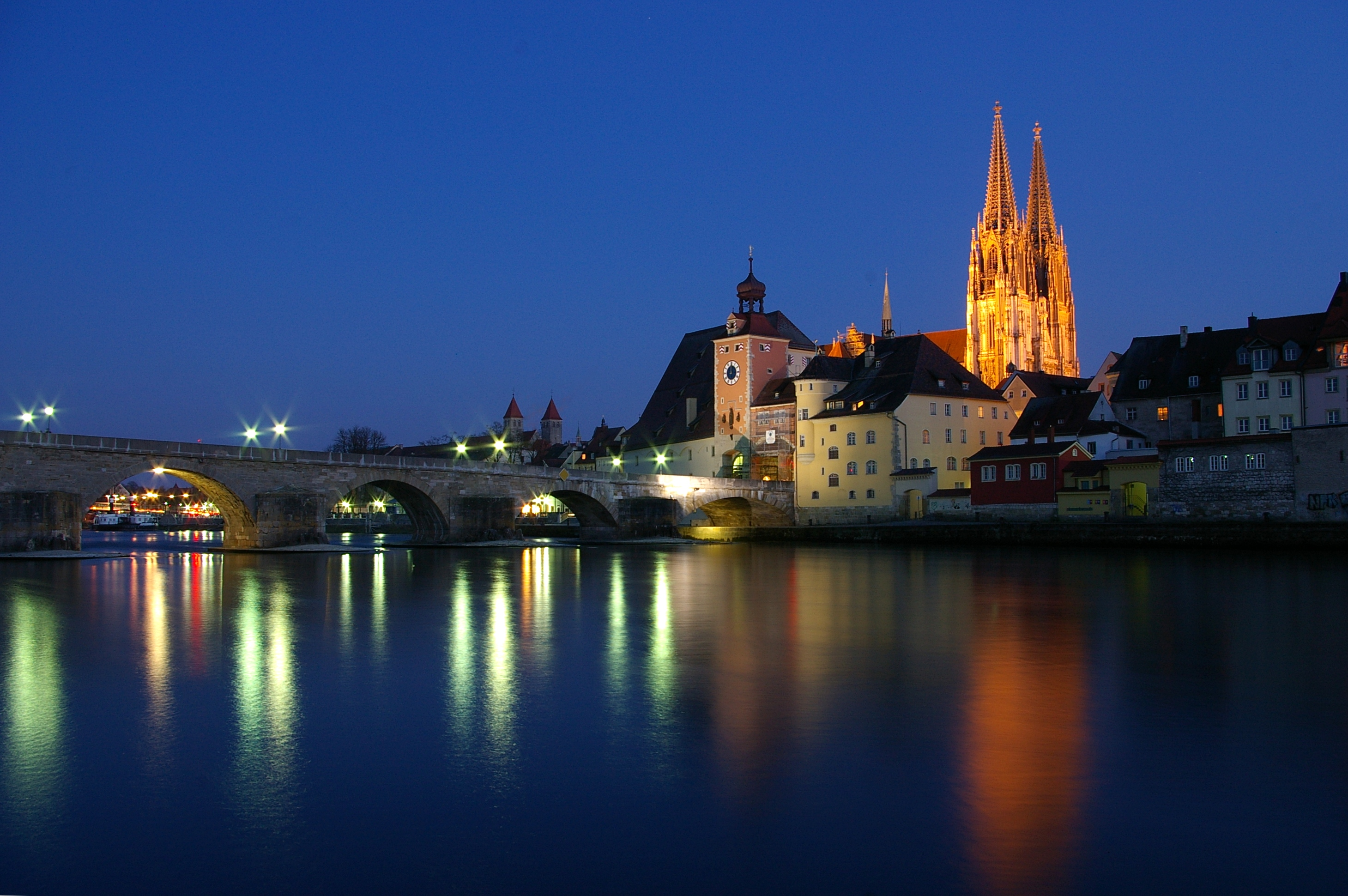
Steinerne Brücke und Dom in Regensburg
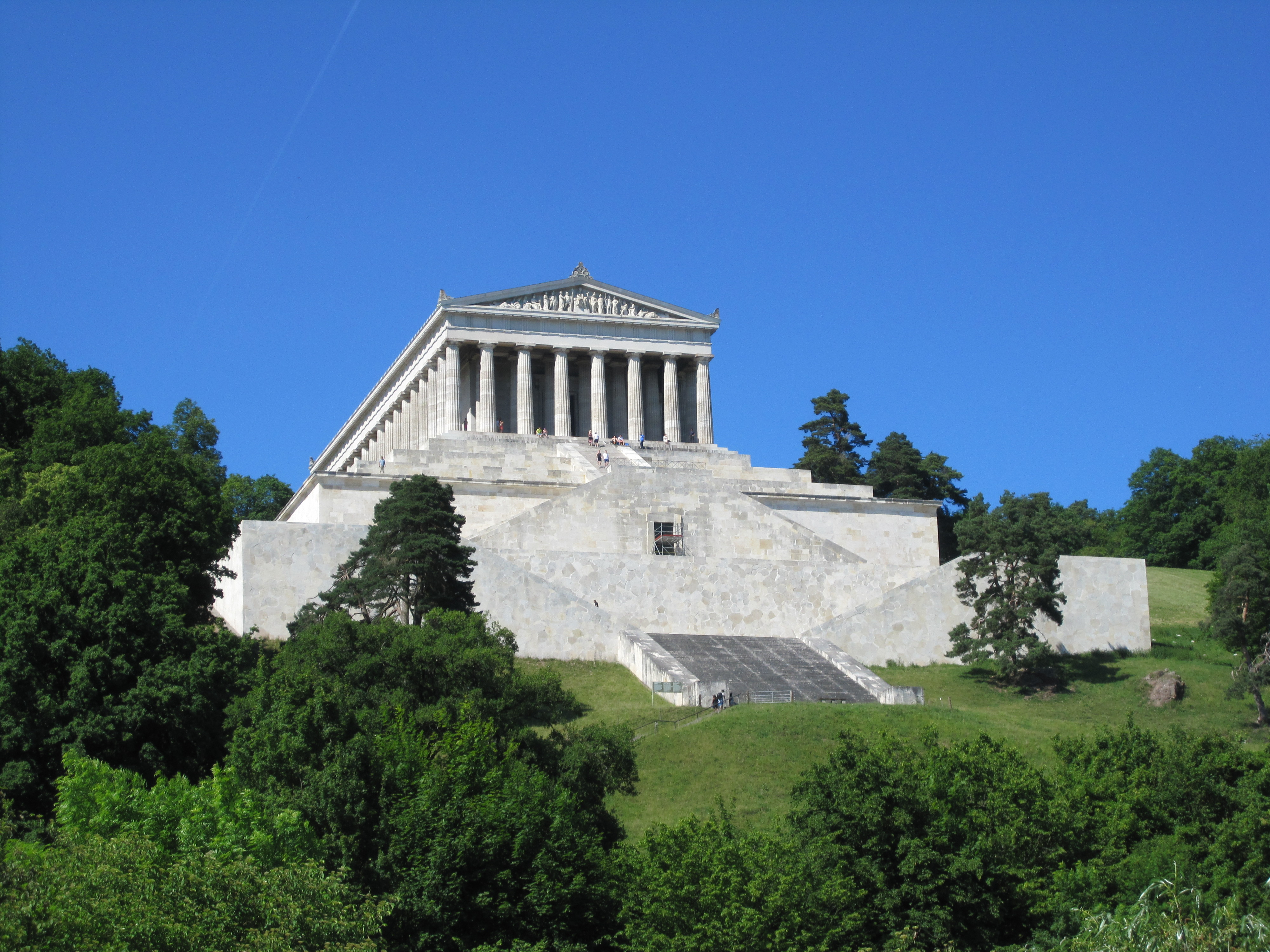
Walhalla, Donaustauf bei Regensburg
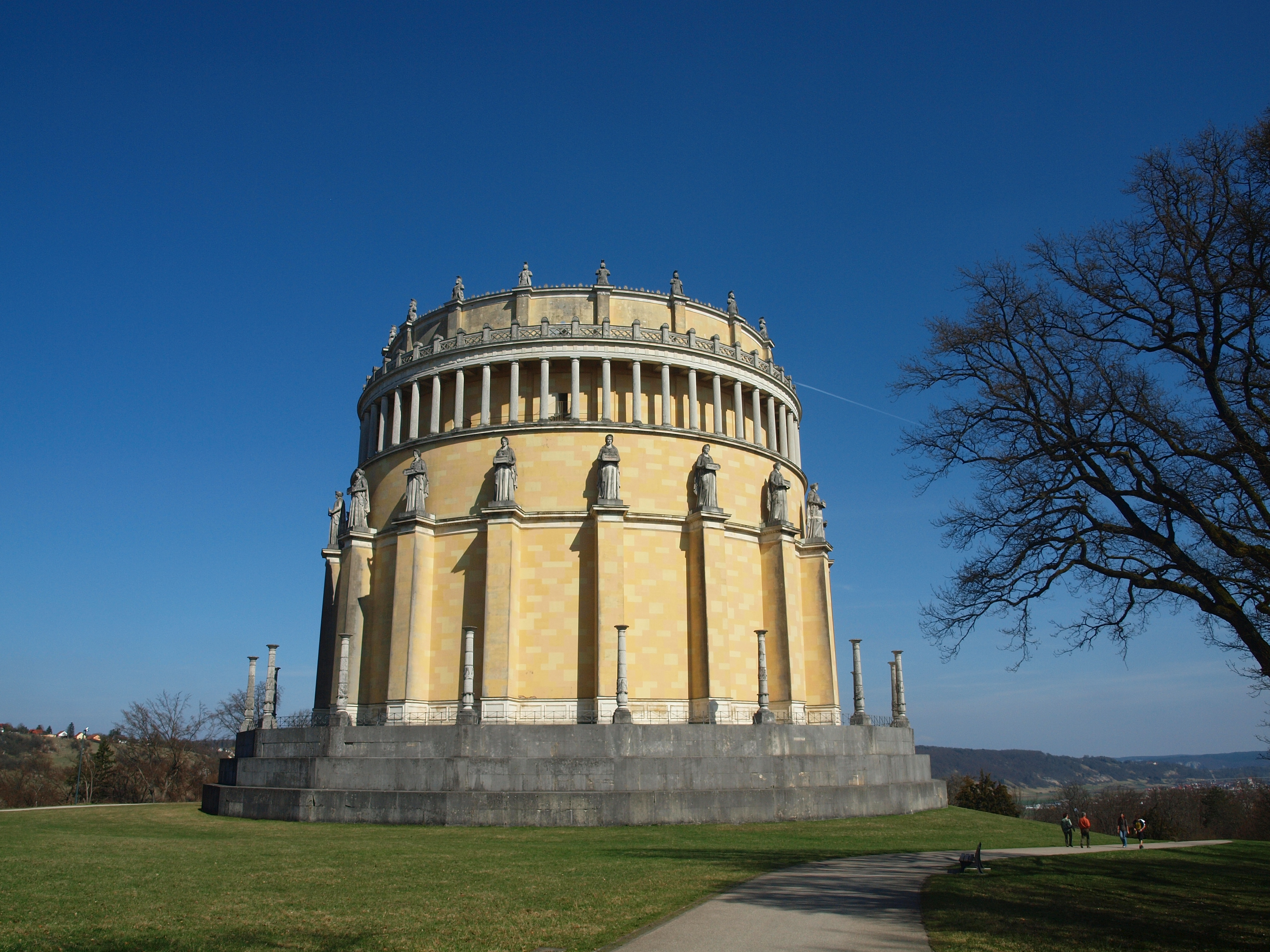
Befreiungshalle, Kelheim
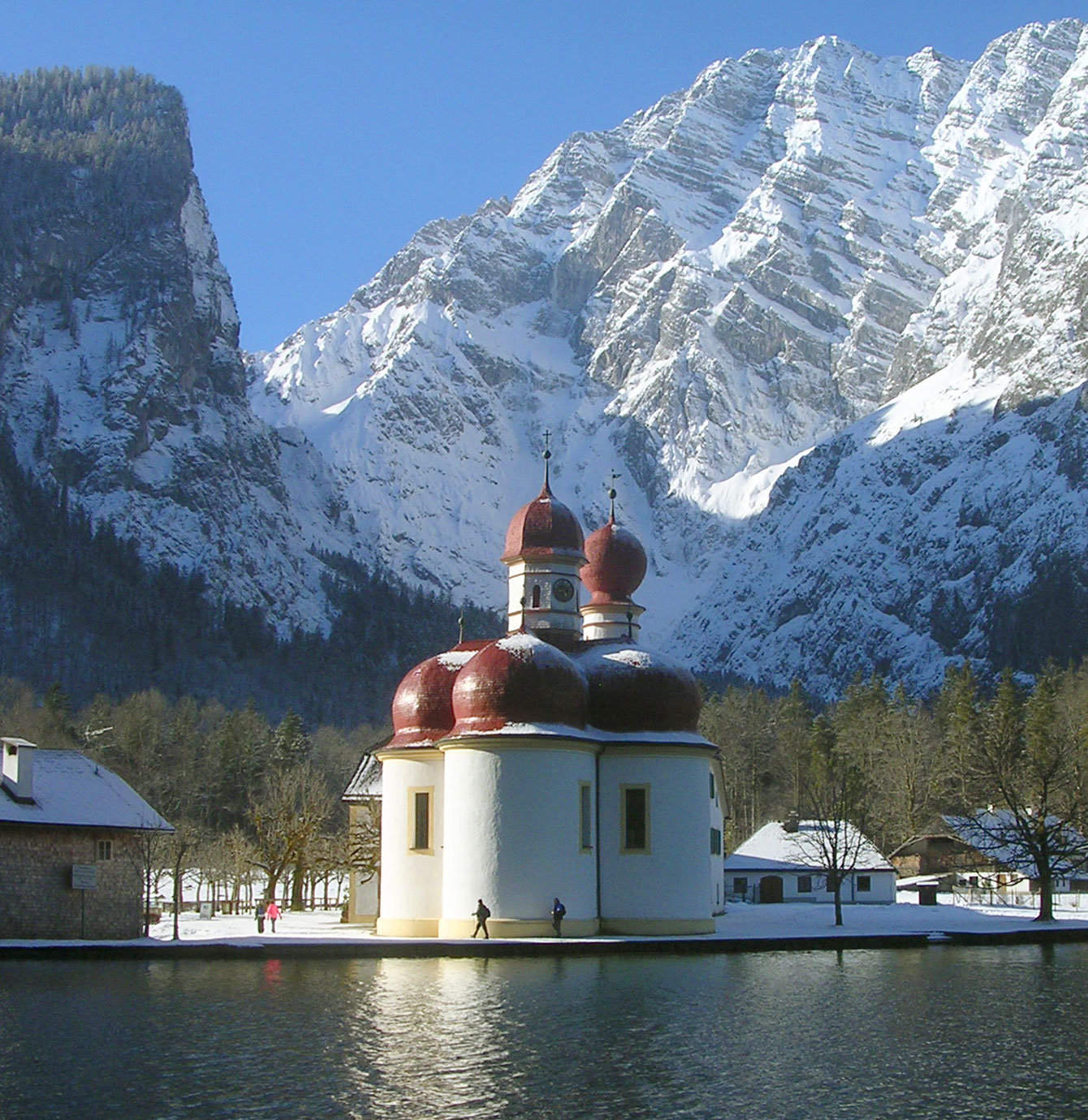
St. Bartholomä am Königssee
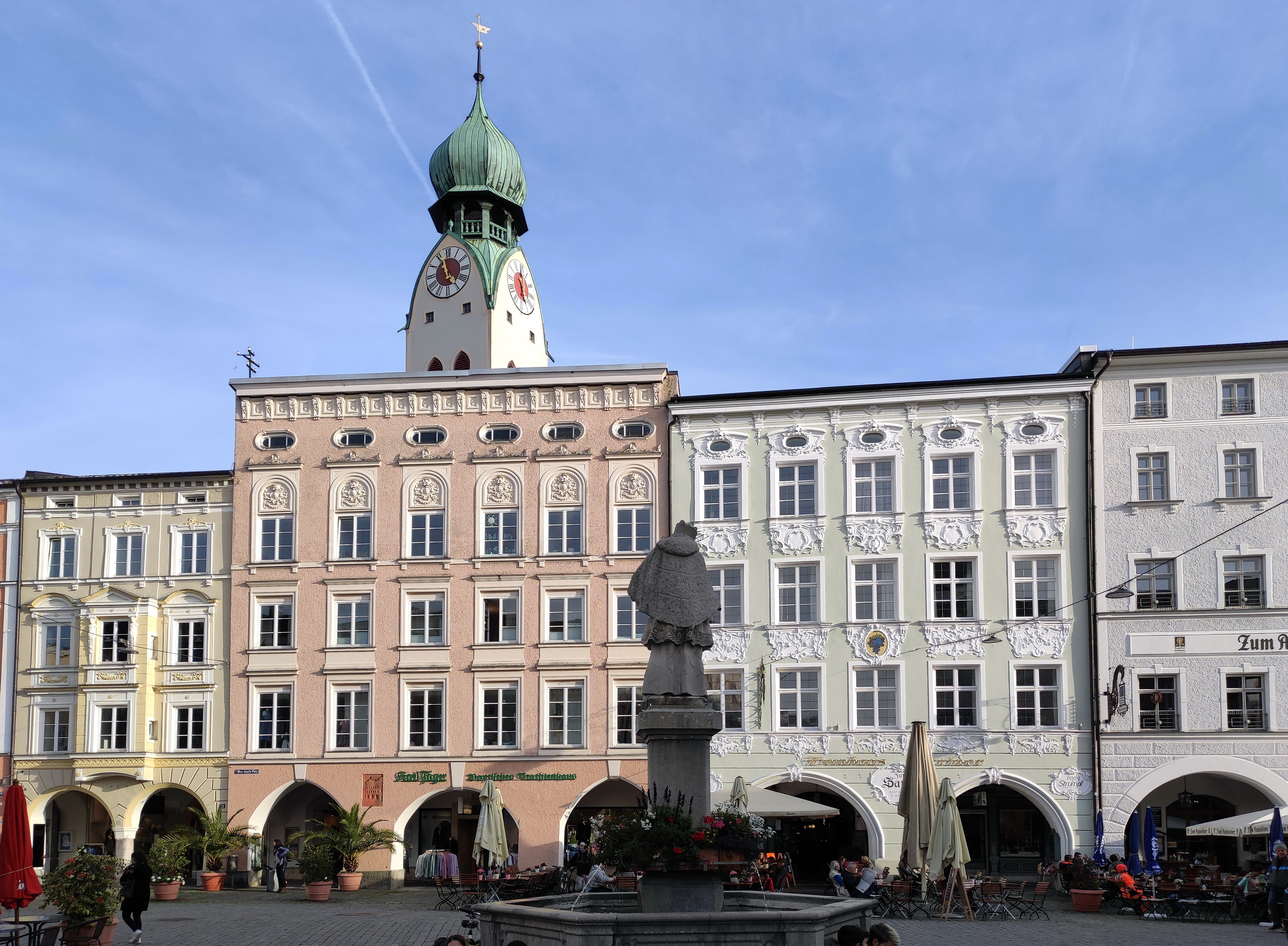
Max-Josefs-Platz in Rosenheim
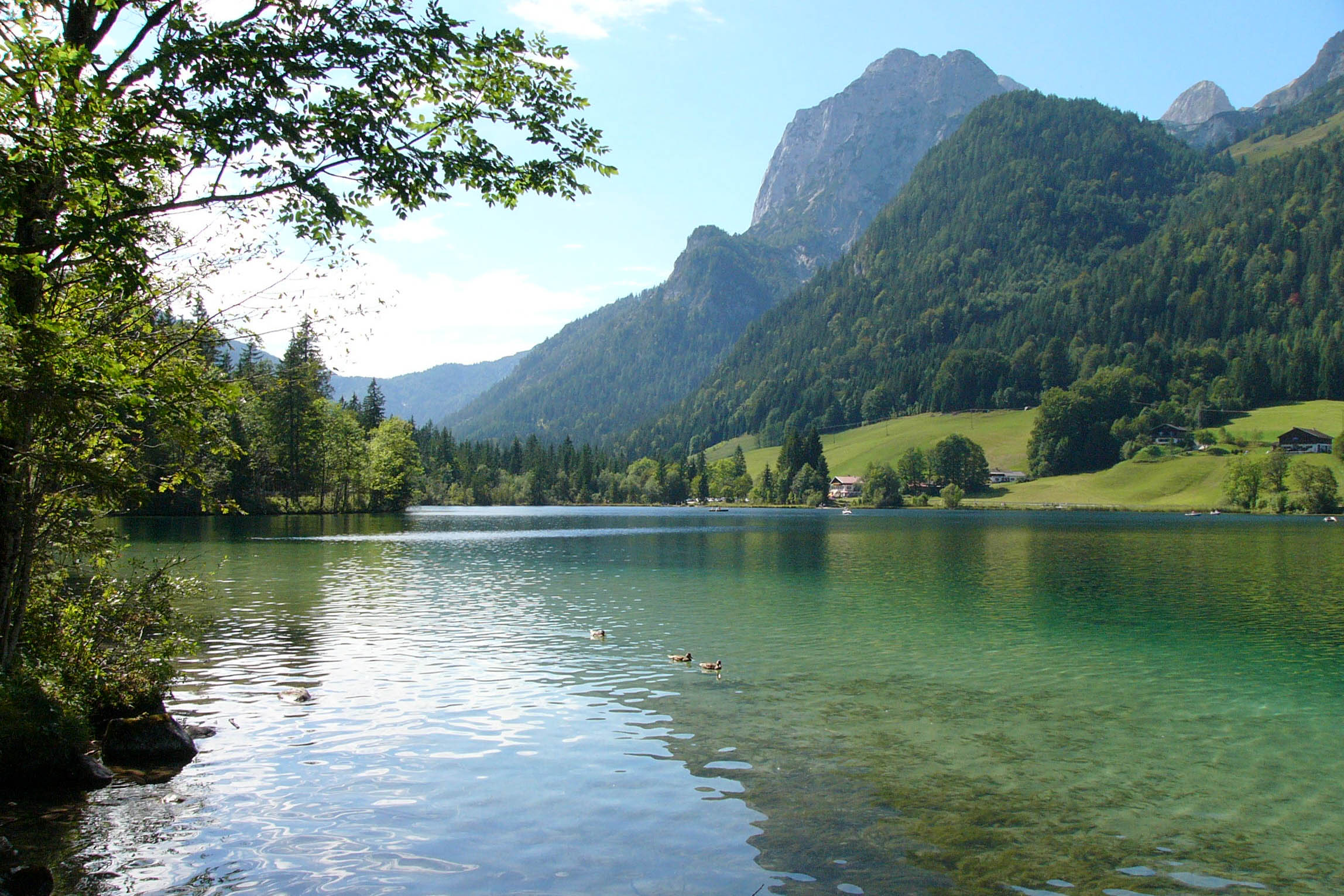
Hintersee in Ramsau bei Berchtesgaden
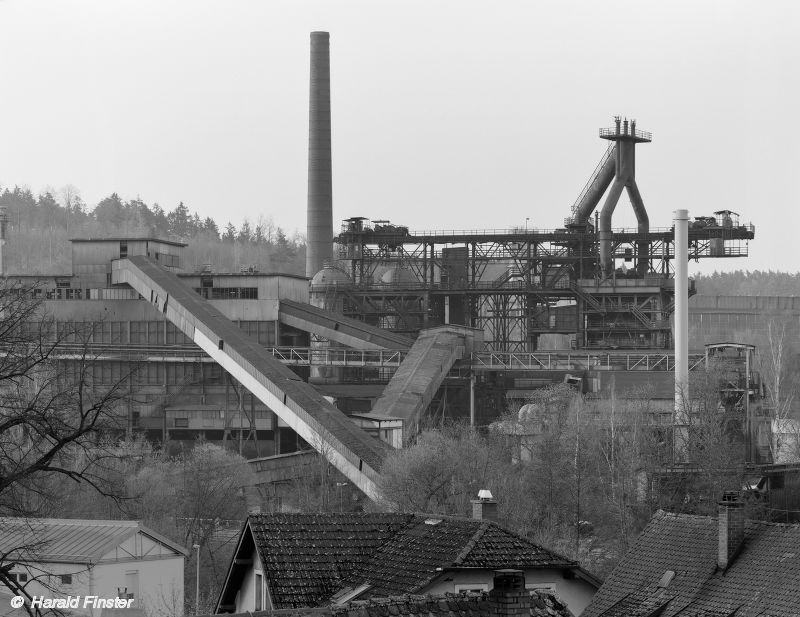
Hochofen 3 der Maxhütte (Sulzbach-Rosenberg)
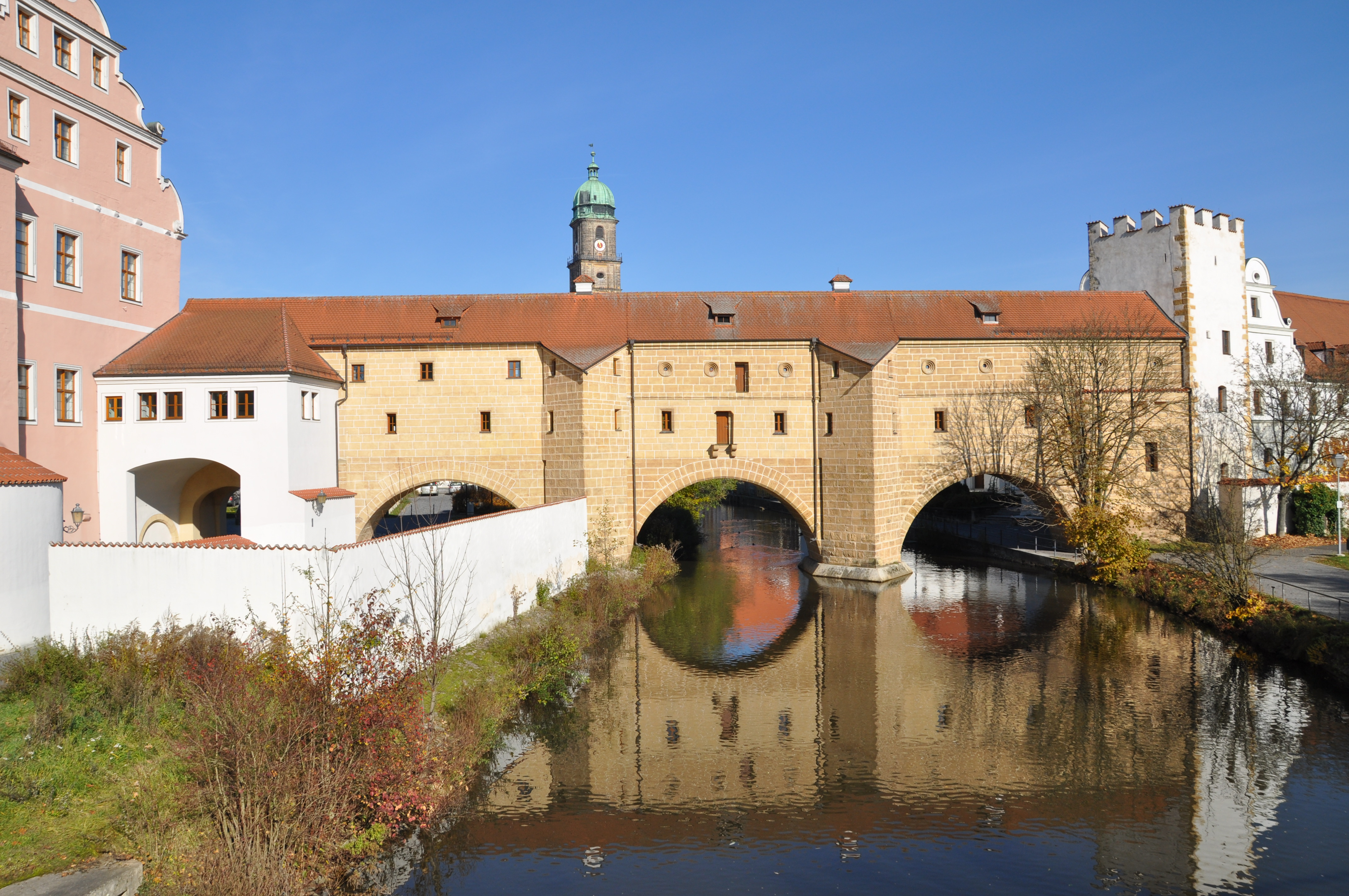
Stadtbrille Amberg
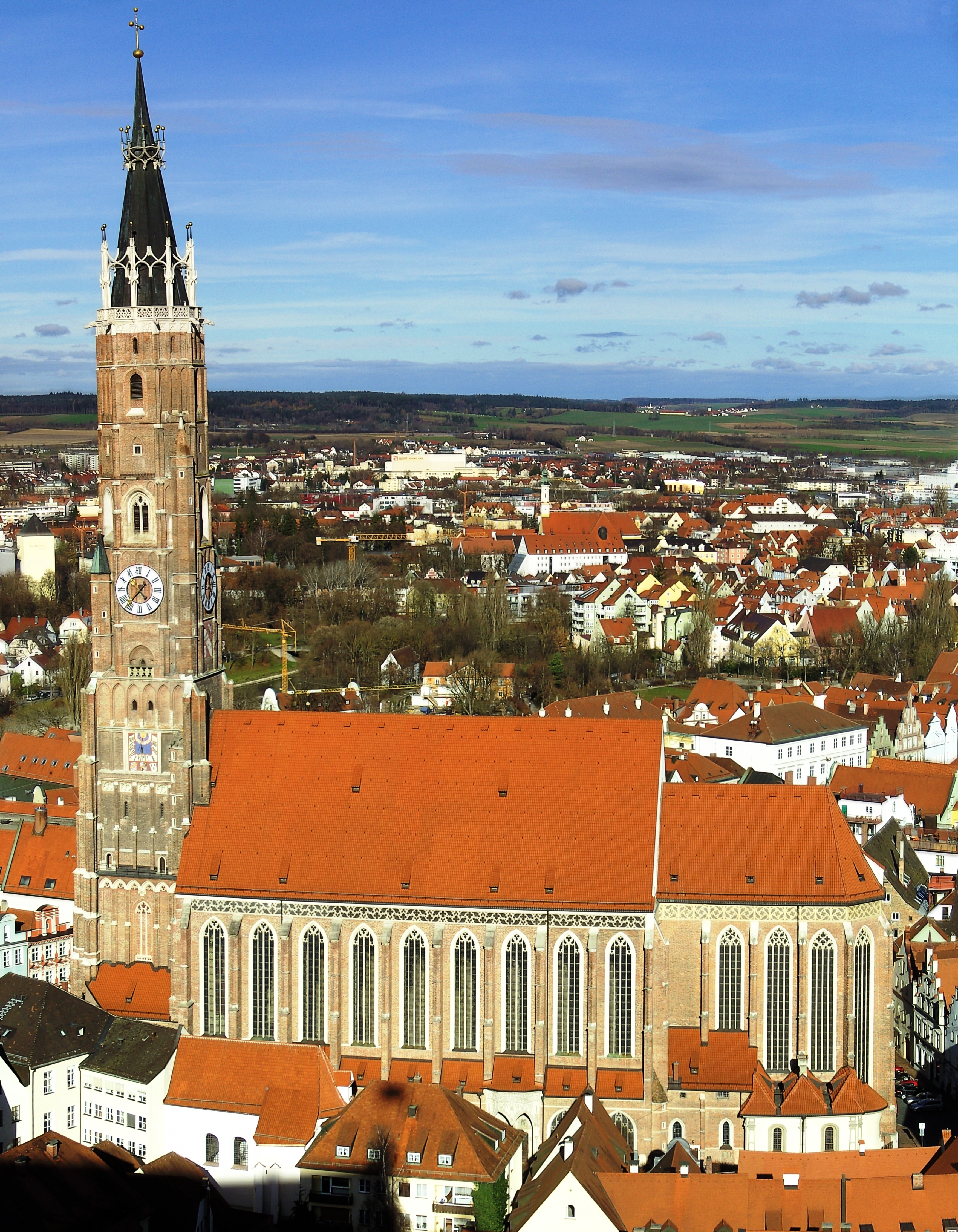
Der Kirchturm von St. Martin (Landshut) ist mit 130,60 Metern der höchste Backsteinturm der Welt
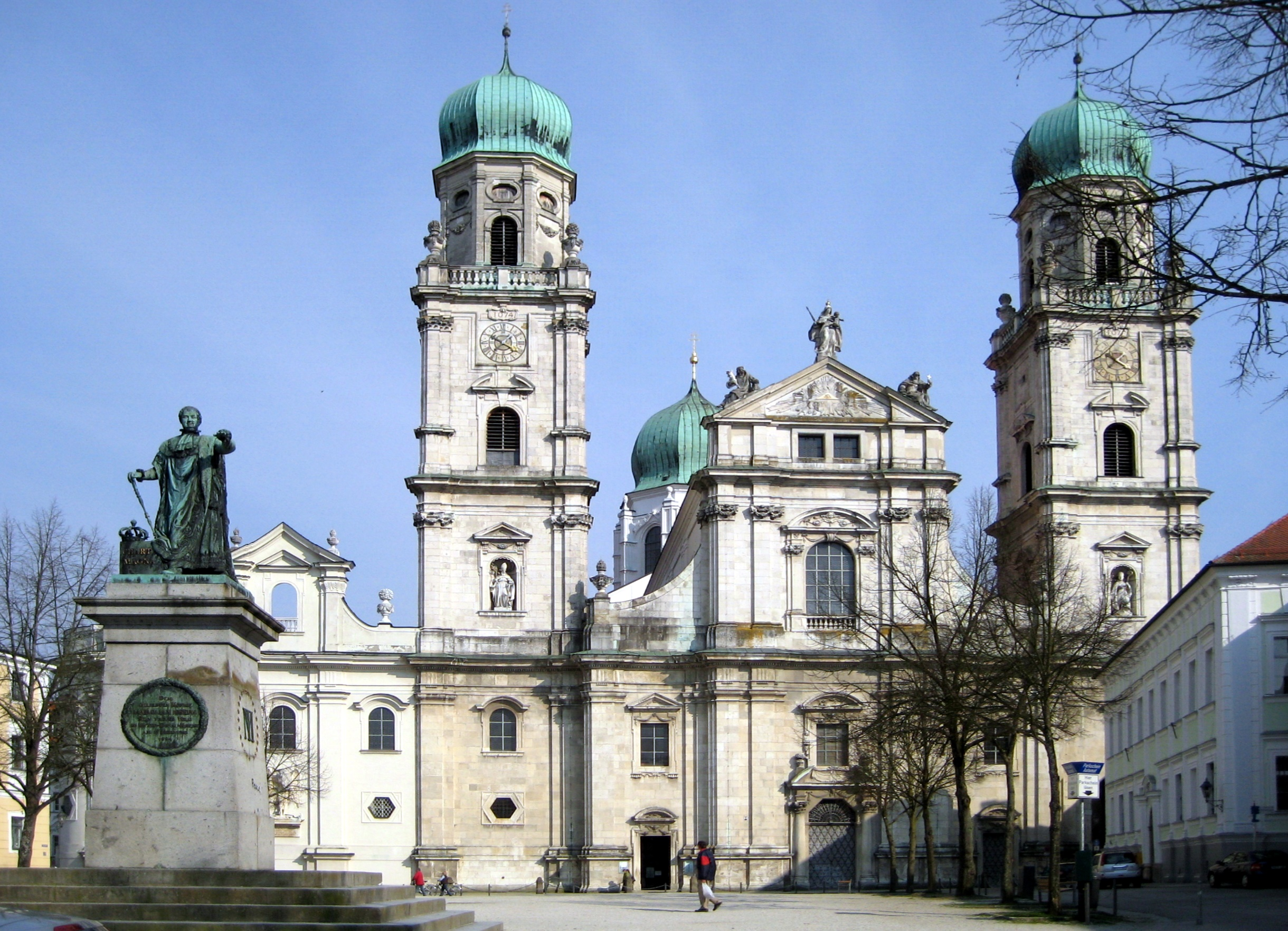
Dom St. Stephan in Passau mit der größten Domorgel der Welt
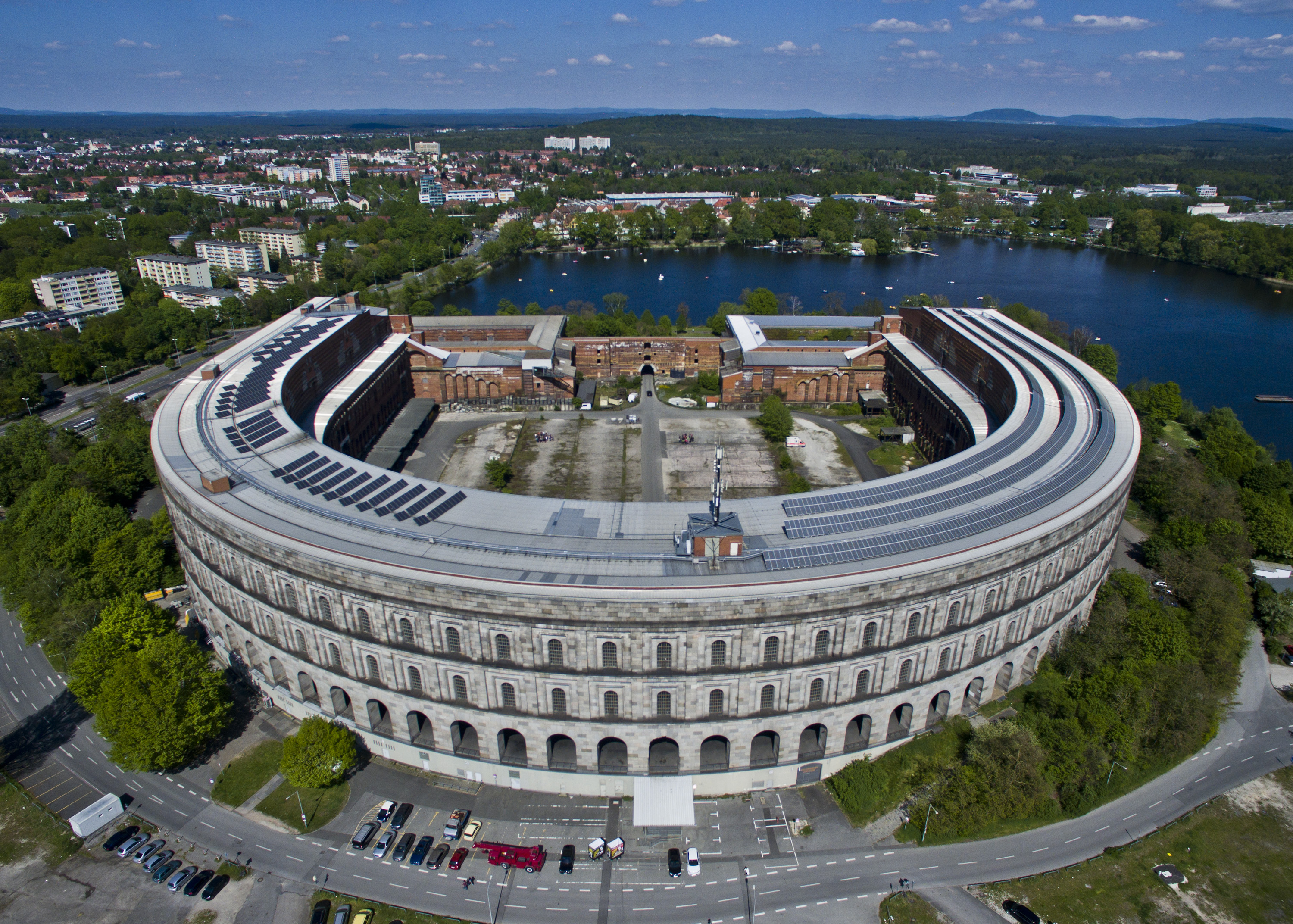
Die Kongresshalle mit Doku-Zentrum auf dem Reichsparteitagsgelände in Nürnberg

### UNESCO-Welterbe

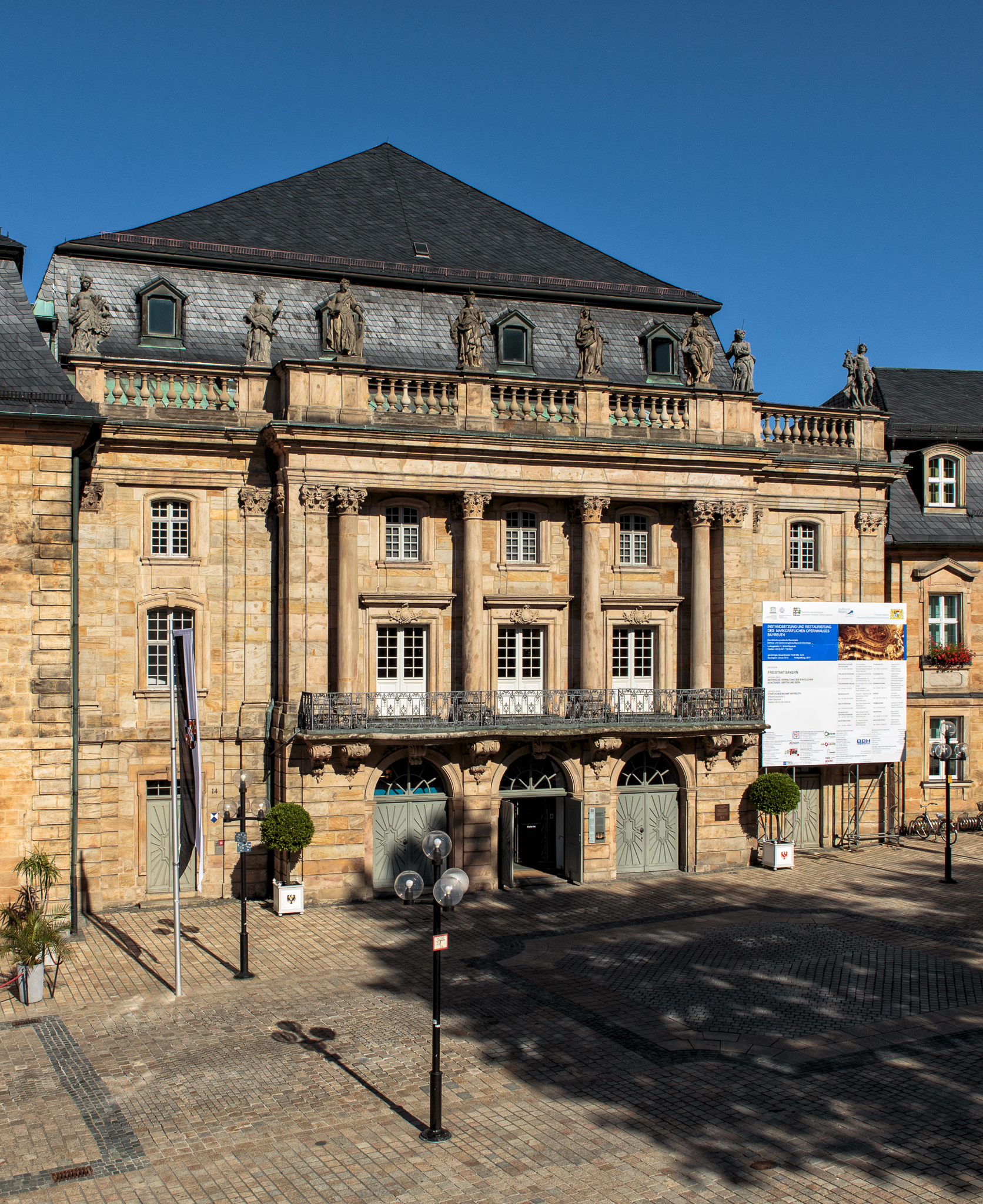
Das Markgräfliche Opernhaus in Bayreuth, seit dem 30. Juni 2012 eine UNESCO-Weltkulturerbestätte

Zum Welterbe der UNESCO innerhalb Bayerns gehört unter anderem seit 1981 die Würzburger Residenz, ein Schlossbau des süddeutschen Barocks, samt Hofgarten und angrenzendem Residenzplatz. Die bemerkenswert prächtig ausgestattete Wieskirche bei Steingaden wurde 1983 zum Welterbe erklärt. 1993 wurde die Altstadt von Bamberg zum Weltkulturerbe erklärt. Seit 2005 gehört der Obergermanisch-Raetische Limes, mit insgesamt 550 Kilometern Länge das längste Bodendenkmal Europas, zum Welterbe. Teil des Welterbes sind mehrere zum Limes gehörende Bauten wie die Thermen in Weißenburg. 2006 wurde die Altstadt von Regensburg mit Altem Rathaus, Dom und Steinerner Brücke aufgenommen, 2011 die prähistorischen Pfahlbauten um die Alpen mit mehreren urgeschichtlichen Siedlungen, 2012 folgte das Markgräfliche Opernhaus in Bayreuth und 2019 das Augsburger Wassermanagement-System. Zuletzt eingeschrieben wurden 2025 die Schlösser Ludwigs II.
Zum Weltdokumentenerbe der UNESCO gehören seit 2003 die Bamberger Apokalypse, eine Handschrift des Klosters Reichenau, sowie seit 2013 das Lorscher Arzneibuch. Beide Schriften werden in der Staatsbibliothek Bamberg aufbewahrt. In der Bayerischen Staatsbibliothek in München liegen das 2003 aufgenommene Perikopenbuch Heinrichs II., die 2009 aufgenommene Hohenems-Münchener Handschrift A, das 2003 aufgenommene Evangeliar aus dem Bamberger Dom, das 2003 aufgenommene Evangeliar Ottos III. und die 2005 aufgenommene Bibliotheca Corviniana. Eine Goldene Bulle (aufgenommen 2013) lagert im Bayerischen Hauptstaatsarchiv, eine weitere im Staatsarchiv Nürnberg.

### Museen

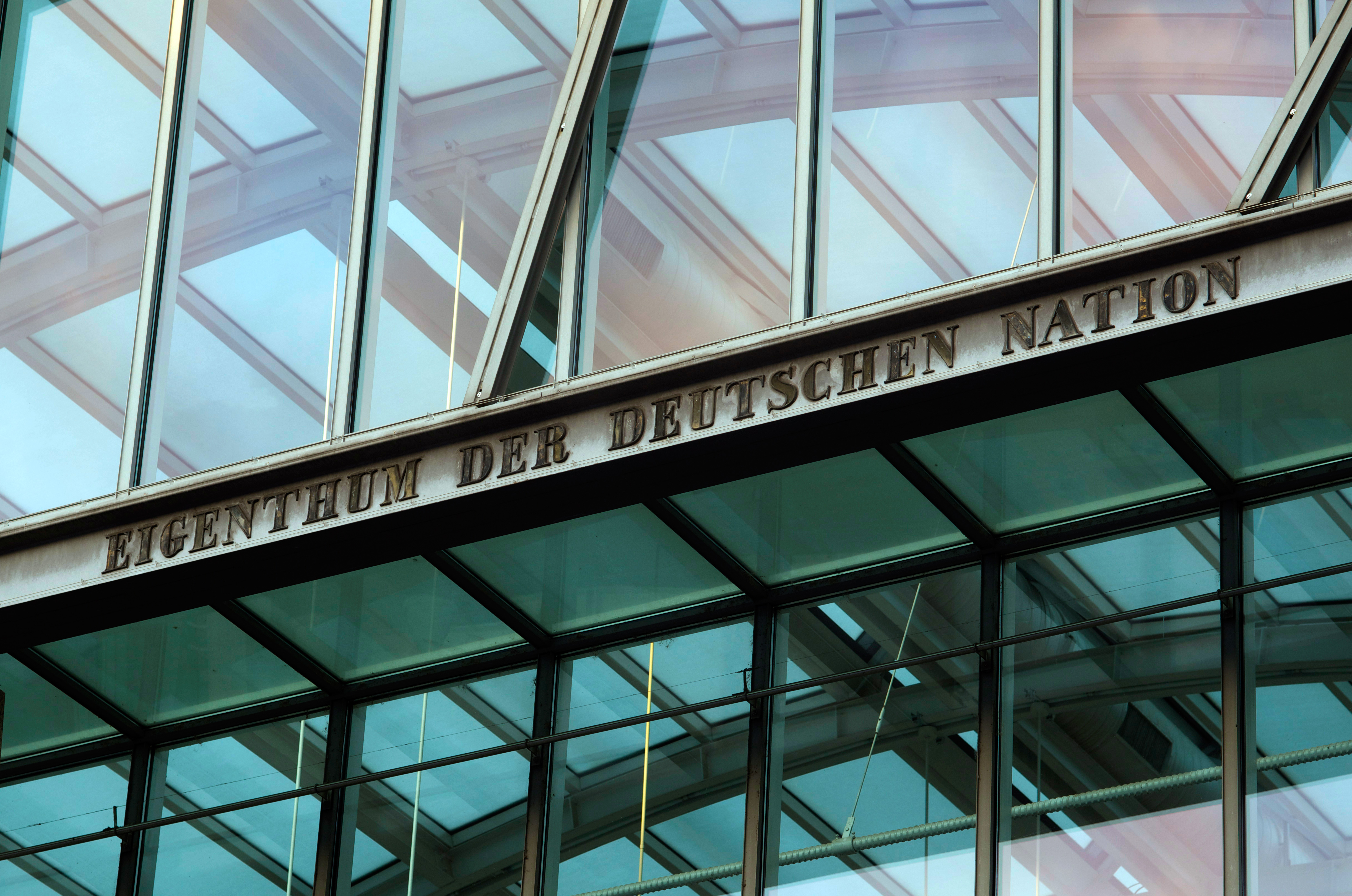
Der Schriftzug „Eigenthum der deutschen Nation“ über dem Haupteingang des Germanischen Nationalmuseums in Nürnberg

Bayern ist mit rund 1300 Museen das museumsreichste Bundesland Deutschlands und eine der museumsreichsten Regionen des Kontinents. Zur vielfältigen Museumslandschaft zählen kunst- und kulturhistorische Museen, Burgen, Schlösser und Gärten, archäologische und naturkundliche Sammlungen, Museen der Technik- und Industriegeschichte sowie Bauernhof- und Freilichtmuseen, die sich in staatlicher, kommunaler oder privater Trägerschaft befinden. Zu den größten und bekanntesten gehören das Germanische Nationalmuseum in Nürnberg und das Bayerische Nationalmuseum in München. Größtes naturwissenschaftlich-technisches Museum der Welt ist das Deutsche Museum in München. Zu den größten und bedeutendsten ihrer Art gehören das seit 1976 bestehende Fränkische Freilandmuseum in Bad Windsheim und das seit 1990 bestehende Fränkische Freilandmuseum in Fladungen. Einen wesentlichen Teil des Gemälde- und Kunstbesitzes des Freistaates Bayern betreuen die Bayerischen Staatsgemäldesammlungen.

### Bibliotheken und Archive
Größte Bibliothek des Freistaates ist die Bayerische Staatsbibliothek in München. Sie ist die zentrale Landesbibliothek Bayerns und eine der bedeutendsten europäischen Forschungs- und Universalbibliotheken mit internationalem Rang. Mit 10,22 Millionen Medieneinheiten ist sie die drittgrößte Bibliothek Deutschlands und besitzt eine der größten Sammlungen im deutschsprachigen Raum. Größte Universitätsbibliothek ist die Universitätsbibliothek der Ludwig-Maximilians-Universität München. Älteste öffentliche Bibliothek ist die Stadtbibliothek Nürnberg, größte die Münchner Stadtbibliothek. Die zweitgrößte Bibliothek Bayerns ist die Bibliothek der Friedrich-Alexander-Universität Erlangen-Nürnberg. Um die Versorgung mit wissenschaftlicher Literatur in allen Regionen zu gewährleisten, existieren zehn staatliche Regionalbibliotheken, die größte ist die Staatsbibliothek Bamberg.
Das Bayerische Hauptstaatsarchiv in München ist das größte bayerische Staatsarchiv und aufgrund der langen staatlichen Existenz Bayerns auch eines der bedeutendsten Archive in Europa. Daneben gibt es zahlreiche andere Staatsarchive.

### Tier- und Wildparks
(Auswahl)
- Zoo Augsburg
- Zoologischer Garten Hof
- Tierpark Hellabrunn, München
- Tiergarten Nürnberg
- Tiergarten Straubing
- Wildpark Klaushof, Bad Kissingen
- Wildpark Tambach, Coburg

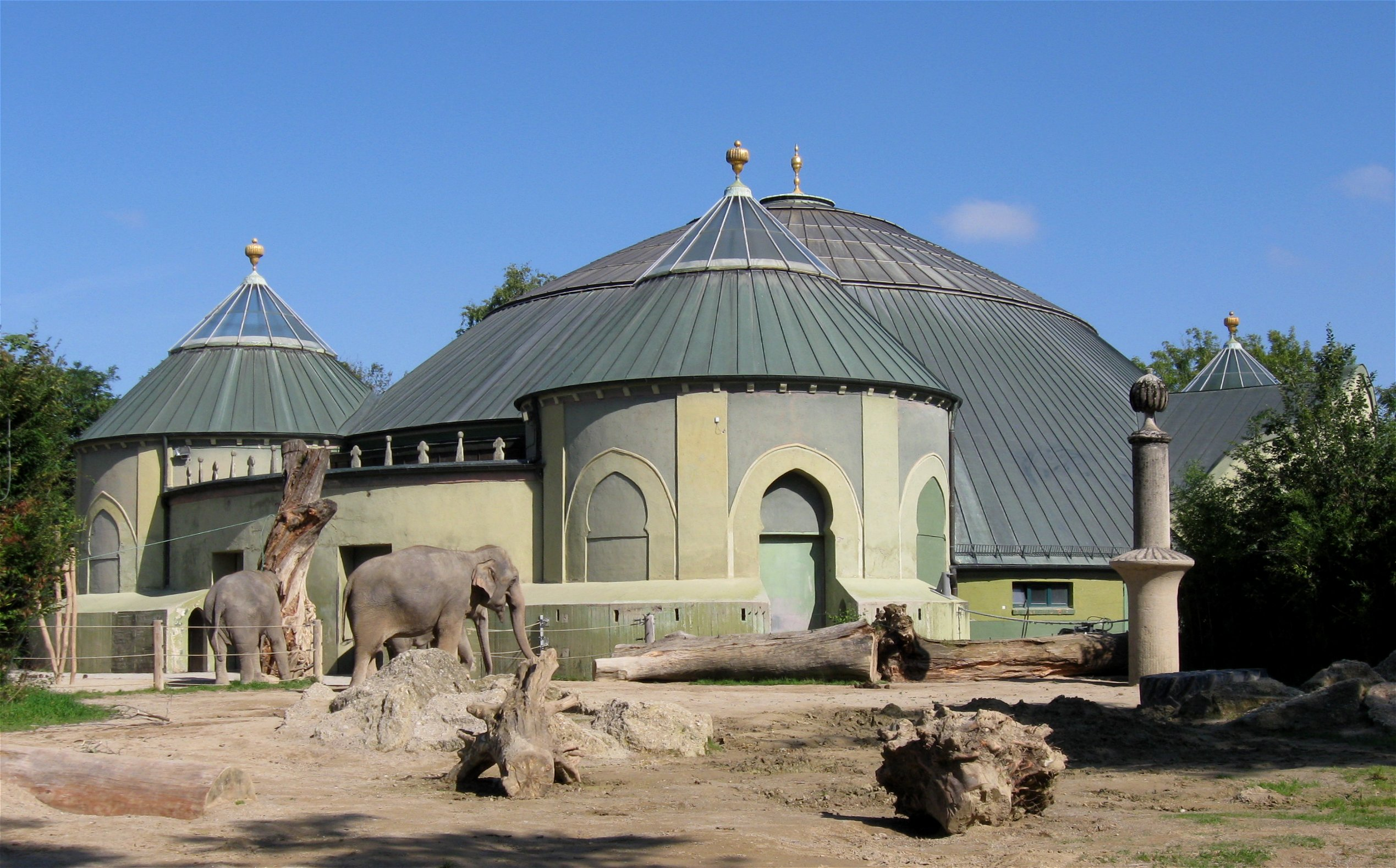
Das historische Elefantenhaus im Münchner Tierpark Hellabrunn

- Wildpark Hundshaupten, Egloffstein
- Bergtierpark Blindham
- Bayerwald-Tierpark Lohberg
- Wildpark Poing
- Wildpark an den Eichen, Schweinfurt
- Wildpark Eslarn

### Gartenschauen
In Bayern fand zweimal die Bundesgartenschau statt: Die Bundesgartenschau 1983, die mit der Internationalen Gartenbauausstellung zusammenfiel, und die Bundesgartenschau 2005, die beide jeweils in München stattfanden.
Bayern konzipierte als eines der ersten Bundesländer eine eigene Landesgartenschau, die erstmals 1980 zusammen mit dem Land Baden-Württemberg in Neu-Ulm/Ulm stattfand.

### Münzen
Seit 2006 erscheinen jährlich 2-Euro-Gedenkmünzen mit einem Motiv des Landes, das den Präsidenten des Bundesrates stellt. 2012 war dies Bayern, somit wurden mit dem Ausgabedatum 3. Februar 2012 rund 30 Millionen 2-Euro-Münzen mit dem Schloss Neuschwanstein als Motiv geprägt, die als offizielles Zahlungsmittel im Umlauf sind und beim Münzen sammeln beliebt sind.

### Feiertage

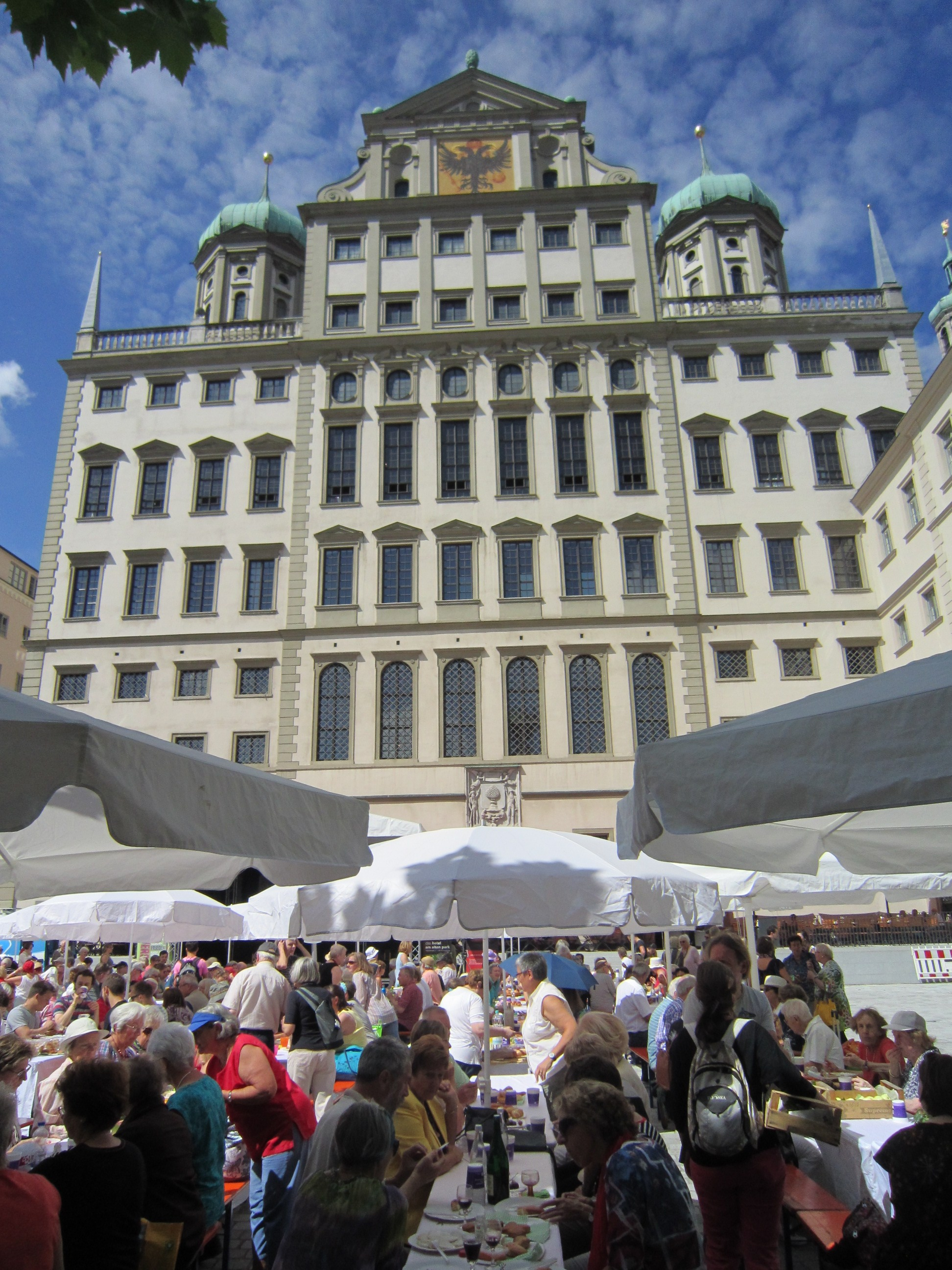
Friedenstafel am Augsburger Rathaus während des Augsburger Hohen Friedensfestes

Neben den bundesweit gültigen Feiertagen Neujahr (1. Januar), Karfreitag, Ostersonntag und Ostermontag, Tag der Arbeit (1. Mai), Christi Himmelfahrt, Pfingstsonntag und Pfingstmontag, Tag der Deutschen Einheit (3. Oktober) sowie 1. und 2. Weihnachtsfeiertag (25./26. Dezember) gibt es im Freistaat Bayern gemäß dem Gesetz über den Schutz der Sonn- und Feiertage noch weitere Feiertage. In ganz Bayern als Feiertag gültig sind Heilige Drei Könige (6. Januar), Fronleichnam und Allerheiligen (1. November). Aus Anlass des 500. Reformationsjubiläums im Jahr 2017 war der Reformationstag am 31. Oktober 2017 ein einmaliger gesetzlicher Feiertag. Mariä Himmelfahrt (15. August) ist nur in Gemeinden mit überwiegend katholischer Bevölkerung ein gesetzlicher Feiertag. Das Augsburger Friedensfest (8. August) ist nur in der Stadt Augsburg ein gesetzlicher Feiertag. Ebenso ist der Schlappentag nur in der Stadt Hof ein Feiertag. Buß- und Bettag war bis 1994 Feiertag. Seitdem ist der Tag zwar Werktag, jedoch haben Schüler unterrichtsfrei.
Mit zwölf landesweit gültigen Feiertagen ist Bayern das Bundesland mit den meisten Feiertagen, inklusive Mariä Himmelfahrt sind es in katholischen Gebieten 13 Feiertage, in Augsburg sind es 14.
Neben den Feiertagen sind stille Tage, an denen besondere Einschränkungen zu beachten sind, festgelegt. Es sind öffentliche Unterhaltungsveranstaltungen verboten, die nicht dem ernsten Charakter dieser Tage entsprechen, beispielsweise herrscht an Karfreitag Tanzverbot. Die stillen Tage in Bayern sind Aschermittwoch, Gründonnerstag, Karfreitag, Karsamstag, Allerheiligen, Volkstrauertag, Totensonntag, Buß- und Bettag sowie der Heilige Abend (24. Dezember).

## Bildung

### Schulsystem

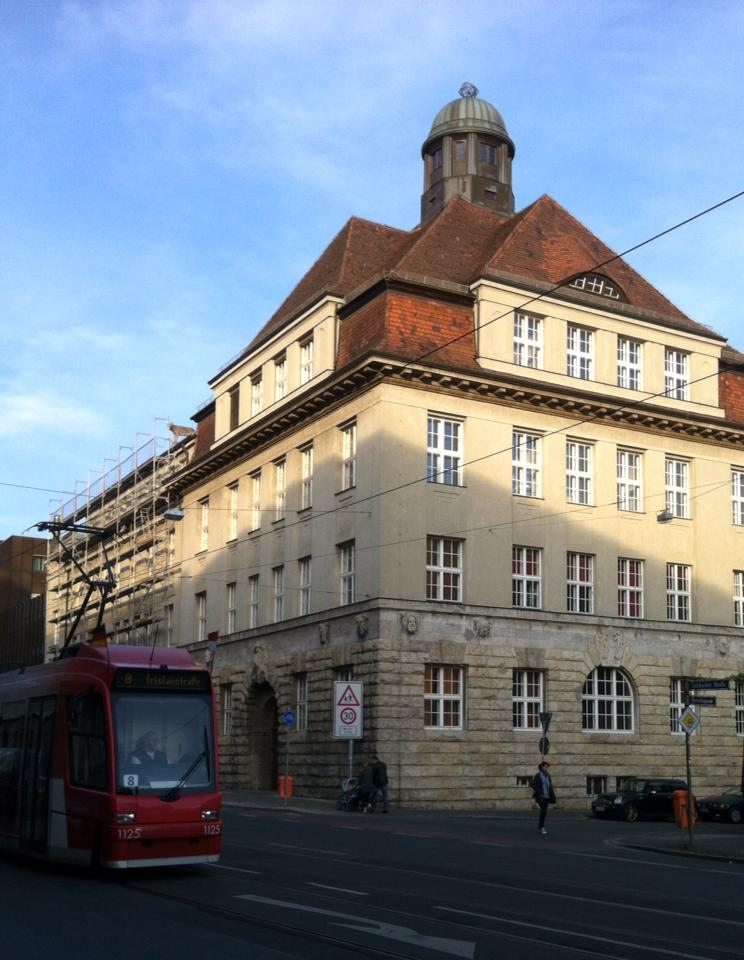
Das 1526 gegründete Melanchthon-Gymnasium in Nürnberg gilt als das älteste Gymnasium im deutschsprachigen Raum

Es sind etwa 5500 Schulen im Freistaat Bayern vorhanden, die nach dem Bayerischen Gesetz über das Erziehungs- und Unterrichtswesen arbeiten. Es folgt nach der vierjährigen Grundschule das dreigliedrige Schulsystem mit Mittelschule, Realschule und Gymnasium mit Abitur nach der 13. Klasse. Ab der 7. Klasse gibt es die Möglichkeit, die Wirtschaftsschule, und ab der 10., die Berufliche Oberschule (Fachoberschule und Berufsoberschule) mit Erlangung des bayerischen Abiturs nach der 13. Klasse zu besuchen.
Schüler mit einem Abschlusszeugnis der Realschule, der Wirtschaftsschule oder des M-Zuges an Mittelschulen können an ausgewählten Gymnasien in so genannte Einführungsklassen und bei erfolgreichem Bestehen in die 11. Jahrgangsstufe des Gymnasiums übertreten. Unter bestimmten Voraussetzungen ist ein Übertritt in die 11. Klasse auch ohne Besuch der Einführungsklasse bzw. ein Übertritt in die reguläre 10. Jahrgangsstufe des Gymnasiums möglich. Hinzu treten sonderpädagogische Förderschulen sowie Schulen für Kranke. Das Schulsystem ist generell durchlässig, und jedem Schüler steht mit jedem erreichten Abschluss der Weg zum nächsthöheren schulischen Abschluss offen.
Als Schulen besonderer Art sind in Bayern fünf Gesamtschulen vorhanden. Ferner gibt es in Bayern zahlreiche Internate, Privatschulen sowie Einrichtungen des zweiten Bildungswegs. Eine Besonderheit im bayerischen Bildungswesen sind Schulvorbereitende Einrichtungen für Kinder mit sonderpädagogischem Förderbedarf, die es in dieser Form in keinem anderen Bundesland gibt. Weitere Besonderheiten des bayerischen Schulsystems sind Jahrgangsstufentests, Absentenheftführer sowie das Elitenetzwerk Bayern zur akademischen Spitzenausbildung.
In den von der OECD durchgeführten PISA-Studien erreichen die Schüler Bayerns regelmäßig Spitzenplätze.
Im gesamtdeutschen Bildungsvergleich liegt Bayern (Stand 2019) auf dem zweiten Platz hinter Sachsen.

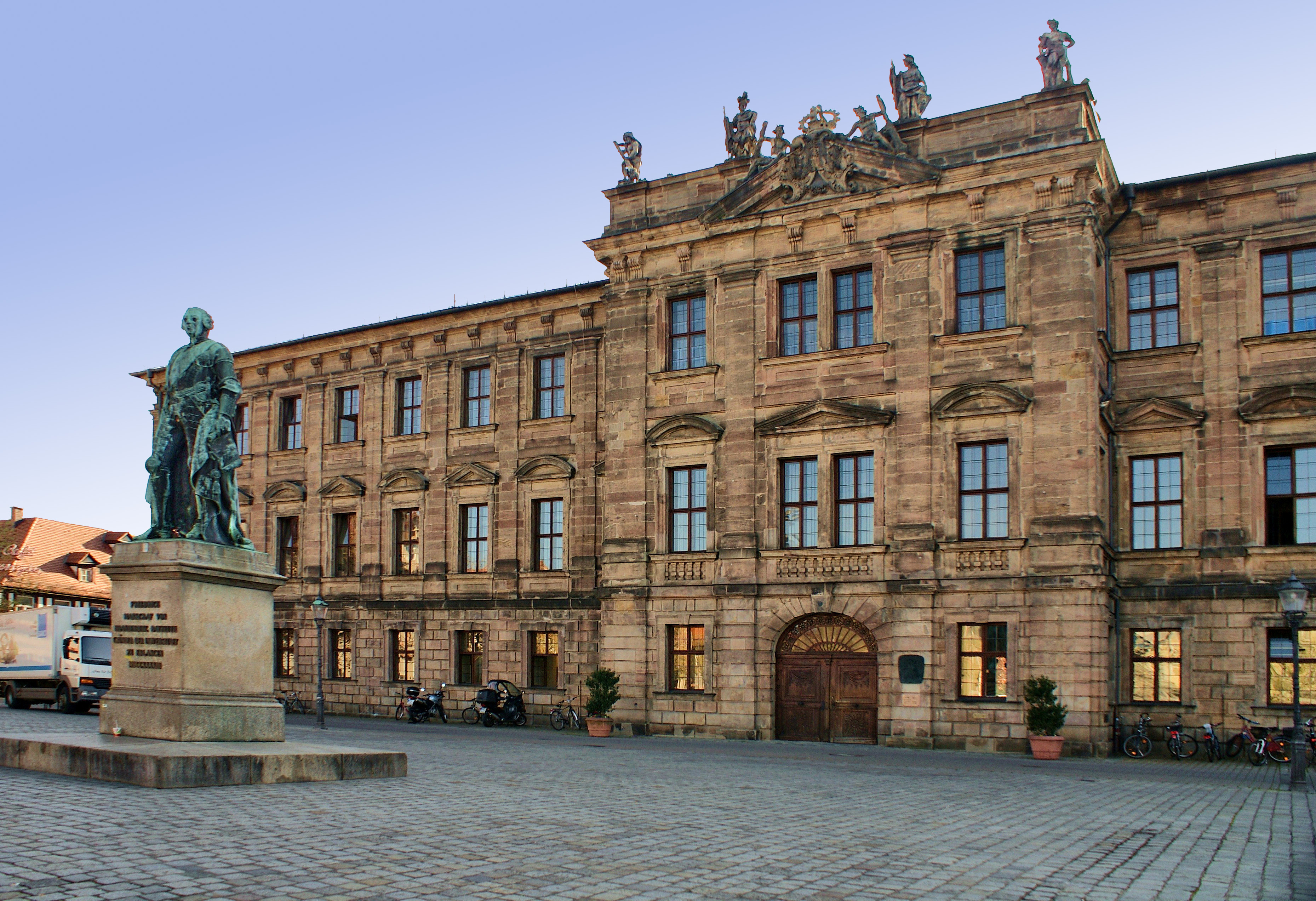
Erlanger Schloss: Das 1702 als markgräfliche Residenz fertiggestellte Schloss ging 1817 an die Universität von Erlangen über.

### Universitäten und Hochschulen
In Bayern existieren neun staatliche Universitäten des Freistaates sowie die Universität der Bundeswehr München. Bis 1962 existierten lediglich vier Universitäten in München (LMU, TUM), Würzburg und Erlangen (ab 1966 Erlangen-Nürnberg). Zwischen 1962 und 1975 wurden in Regensburg, Augsburg, Bamberg, Bayreuth und Passau fünf weitere durch den Freistaat gegründet. Hinzu kam 1973 noch die neu gegründete Bundeswehruniversität. Seit 2018 befindet sich mit der Technischen Universität Nürnberg die zehnte staatliche Universität im Aufbau.
LMU und TUM sind seit 2006 durchgängig Exzellenzuniversitäten im Rahmen der sog. Exzellenzinitiative des Bundes und der Länder.
Daneben gibt es 18 staatliche Fachhochschulen in Bayern, wie etwa in Aschaffenburg, Hof, Landshut, Kempten und Nürnberg
die zwischen 1971 und 1996 gegründet wurden. Darüber hinaus existiert mit der 1980 gegründeten Katholischen Universität Eichstätt-Ingolstadt eine kirchliche Universität, sowie vier weitere private bzw. kirchliche Hochschulen und 10 Kunsthochschulen.
Auch unterhält Bayern Zentren zur akademischen Kooperation sowie zur Koordination der internationalen Zusammenarbeit im Bereich Hochschulen und Unternehmen wie etwa das Bayerische Hochschulzentrum für China (BayCHINA) in Bayreuth oder das Bayerisch-Indische Zentrum für Wirtschaft und Hochschulen (BayIND) in Hof.

## Sport

### Ballsportarten

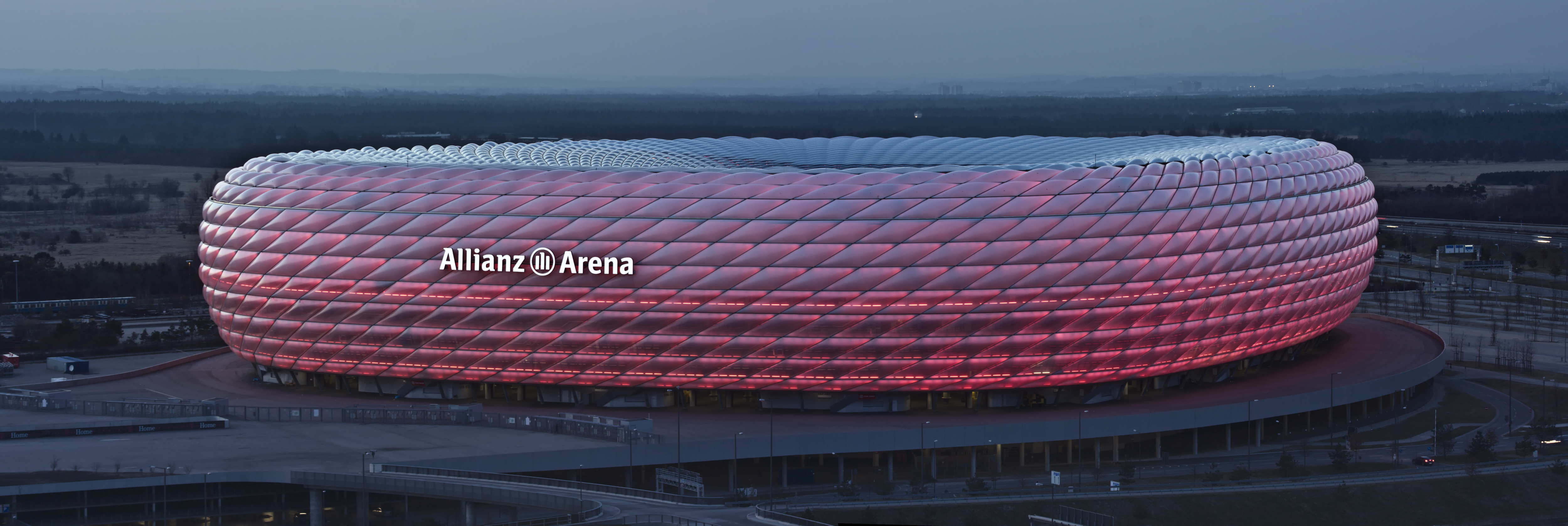
Die Allianz Arena, Heimstadion des FC Bayern München

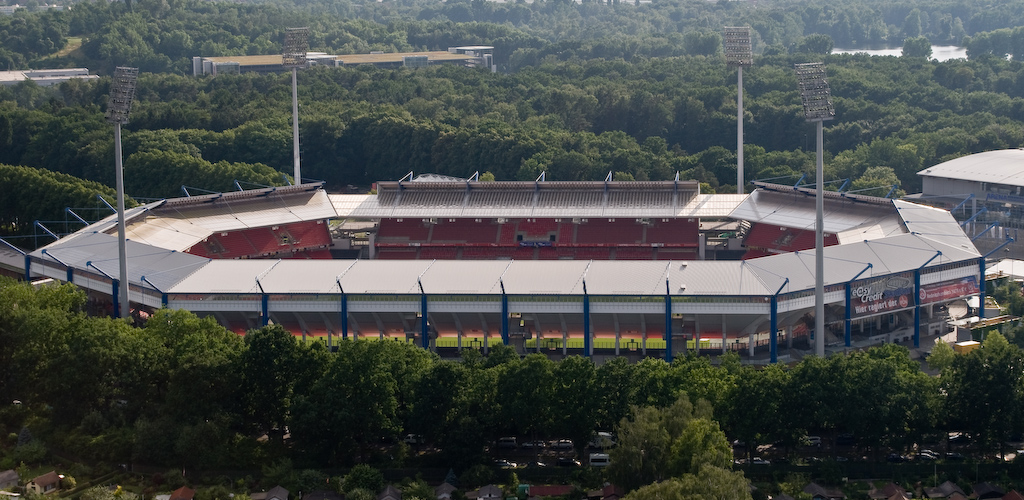
Das Max-Morlock-Stadion ist das Heimstadion des 1. FC Nürnberg

Zu den beliebtesten Sportarten gehört der Fußball. Der Bayerische Fußball-Verband zählt rund 1,5 Millionen Mitglieder und ist damit der mitgliederstärkste Verband des Deutschen Fußball-Bunds. International bekannt ist der FC Bayern München, er ist Rekordmeister der Fußball-Bundesliga, der er seit 1965 angehört, und darüber hinaus mehrfacher Gewinner von internationalen Fußballwettbewerben wie der UEFA Champions League. Ebenfalls in der höchsten deutschen Spielklasse spielt seit 2011 der FC Augsburg. In der zweithöchsten Spielklasse, der 2. Fußball-Bundesliga, spielen aktuell zwei bayerische Vereine: der neunfache deutsche Meister und langjährige Rekordmeister 1. FC Nürnberg, der dreifache deutsche Meister SpVgg Greuther Fürth. In der Saison 2023/24 spielen der langjährige Erstligist TSV 1860 München, der FC Ingolstadt 04, der SSV Jahn Regensburg und die SpVgg Unterhaching in der 3. Fußball-Liga. Der 1. FC Nürnberg belegt bei der Anzahl der gewonnenen Meistertitel den zweiten Platz.
Bei den Frauen ist ebenfalls die Mannschaft des FC Bayern München, deutscher Meister 1976, 2015, 2016 und 2021, in der Bundesliga vertreten. Zudem spielte in der Saison 2023/24 der 1. FC Nürnberg ebenfalls erstklassig.
Im Volleyball sind in der 1. Bundesliga die Herren des ASV Dachau, von WWK Volleys Herrsching und dem TSV Unterhaching aktiv. Der mehrmalige deutsche Meister der Frauen Rote Raben Vilsbiburg spielt in der 2. Bundesliga Pro.
Die Basketballmannschaften Bamberg Baskets, Bayern München und Würzburg Baskets spielen in der höchsten deutschen Spielklasse. Die Bamberger Mannschaft wurde als TSK Bamberg (2003–2006) sowie als Brose Bamberg (2006–2023) wurde 2005, 2007, 2010, 2011, 2012, 2013 und 2015 deutscher Meister und 2010, 2011 und 2012 Pokalsieger. Im Damen-Basketball konnte die in der 1. Bundesliga spielende Mannschaft des TSV Wasserburg in den Jahren 2004 bis 2007 den deutschen Meistertitel erringen und wurde zudem 2005 bis 2007 deutscher Pokalsieger.
Derzeit (Saison 2023/24) ist der HC Erlangen (Bundesliga) der höchstklassig spielende Handballverein der Männer im Freistaat Bayern. Die Handballabteilung des TV Großwallstadt aus dem Landkreis Miltenberg spielte lange Jahre in der 1. Handball-Bundesliga und spielt heute in der 2. Bundesliga, in der auch der HSC 2000 Coburg vertreten ist. Bekannt, wenn auch ebenso nicht mehr erstklassig, sind die Münchener Vereine TSV Milbertshofen und MTSV Schwabing.
Im Damenhandball ist der 1. FC Nürnberg das erfolgreichste bayerische Team. In der jüngeren Vergangenheit wurden sie 2005, 2007 und 2008 Deutscher Meister und stießen 2007/2008 bis in die Hauptrunde der EHF Champions League vor.
Jedes Jahr findet in München das Tennisturnier ATP München statt. Für weibliche Tennisspieler findet seit 2013 jährlich das WTA Nürnberg in Nürnberg statt.
Bayern steht mit 163 Golfplätzen deutschlandweit an der Spitze. Stand 2008 waren 110.000 aktive Golfer registriert.
Im Baseball haben in den vergangenen Jahren immer mehr Mannschaften erfolgreich in der 1. und 2. Baseball-Bundesliga gespielt. Dazu zählt unter anderem der deutsche Meister der Saison 2008, 2010 und 2011, die Regensburg Legionäre. Zu den weiteren erfolgreichen bayerischen Teams gehören die Gauting Indians, die Ingolstadt Schanzer und die Haar Disciples. Auf Landesverbandsebene gehören unter anderem die Augsburg Gators, die Erlangen White Sox, die Fürth Pirates, die Deggendorf Dragons und die Garching Atomics zu den bayerischen Vereinen. Mit rund 60 angemeldeten Vereinen ist der Bayerische Baseball- und Softball-Verband (BBSV) einer der größten in Deutschland.
Auch im American Football ist Bayern mit einigen Mannschaften in den höchsten Spielklassen vertreten. In der German Football League spielen die Munich Cowboys, die Straubing Spiders, die Ingolstadt Dukes und die Allgäu Comets aus Kempten. In der zweithöchsten Spielklasse, GFL2, sind drei bayerische Mannschaften vertreten, die Kirchdorf Wildcats, Regensburg Phoenix und die Fursty Razorbacks. Im Damenfootball sind die Munich Cowboys Ladies und die Erlangen Rebels in der Bundesliga vertreten, sowie die Allgäu Comets Ladies und die Regensburg Phoenix Ladies in der zweiten Liga. Mit den Munich Ravens ist auch ein bayerisches Team in der europäischen Footballliga European League of Football (ELF) vertreten.
Korbball wird vor allem in Franken, aber auch im Allgäu gespielt. Schweinfurt gilt seit 1937 als Zentrum des Korbballs. In der Region nehmen mehr als 80 Vereine am Spielbetrieb teil.

### Wintersport

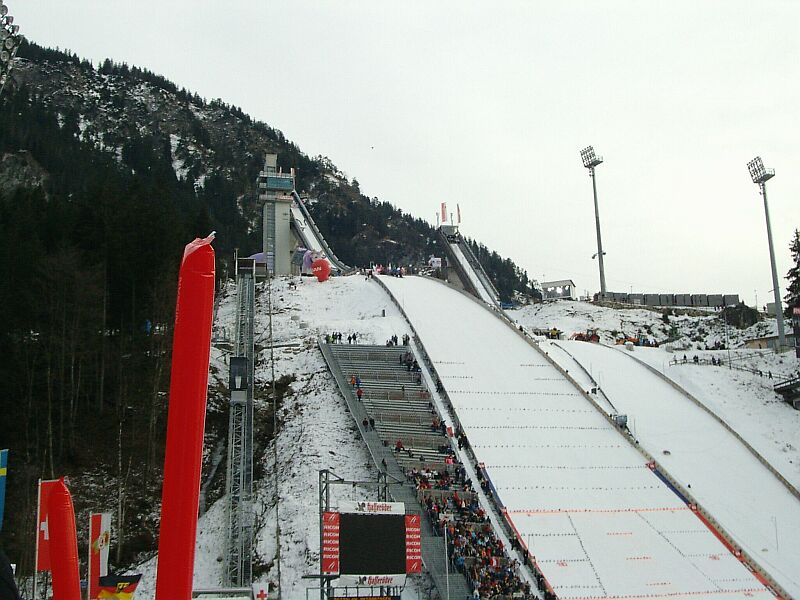
Schattenbergschanze in Oberstdorf beim Auftaktspringen zur Vierschanzentournee am 30. Dezember 2006

Speziell im alpinen Raum hat der Wintersport eine traditionell große Bedeutung. Die Bayerischen Alpen bieten günstige Bedingungen für den Ski-Rennlauf. Die herausragenden Vertreter dieser Sportart sind Mirl Buchner, Heidi Biebl, Rosi Mittermaier, Marina Kiehl, Christa Kinshofer, Martina Ertl, Hilde Gerg, Maria Höfl-Riesch, Franz Pfnür und Markus Wasmeier. Aus dem Biathlon-Bundesleistungszentrum in Ruhpolding gingen zahlreiche Gewinner internationaler Wettbewerbe hervor, die bekanntesten unter ihnen sind Fritz Fischer, Michael Greis, Uschi Disl, Martina Glagow und Magdalena Neuner. Im Langlauf erreichten Tobias Angerer und Evi Sachenbacher-Stehle bedeutende Resultate.
In Bayern gibt es fünf Eishockey-Vereine in der Deutschen Eishockey Liga; die Augsburger Panther, den ERC Ingolstadt, den EHC Red Bull München, die Nürnberg Ice Tigers und die Straubing Tigers.
In der DEL2 spielen die Mannschaften des EV Landshut, des ESV Kaufbeuren, des EV Regensburg, der Starbulls Rosenheim und der Selber Wölfe. In der Oberliga Süd sind zehn von 13 Mannschaften aus Bayern. Ein besonders durch seine Nachwuchsarbeit bekannter Verein ist der EV Füssen.
Vor allem im Gebiet des Oberallgäuer Orts Oberstdorf und in Garmisch-Partenkirchen finden zahlreiche Sportveranstaltungen statt, etwa die ersten beiden Springen der Vierschanzentournee. In Garmisch fanden die Olympischen Winterspiele 1936 statt. Auch zahlreiche Welt- und Europameisterschaften, etwa im Bereich Rennrodeln, Eiskunstlauf, Curling oder Skiflug, fanden dort stat

### Weitere Sportarten
Nicht zuletzt durch den Dokumentarfilm Am Limit wurden die Sportkletterer Thomas und Alexander Huber einem größeren Publikum ein Begriff. Auch früher waren Bayern unter den weltbesten Gipfelstürmern, unter anderen Johann Grill, Josef Enzensperger, Otto Herzog, Anderl Heckmair oder Toni Schmid. Bouldern wurde unter anderem durch den Nürnberger Wolfgang Fietz bekannt und wird indoor und im Klettergebiet Nördlicher Frankenjura und Klettergebiet Kochel betrieben.

In Bayern haben sich einige Brauchtumssportarten wie Fingerhakeln und Eisstockschießen erhalten, die in organisierten Ligen betrieben werden.
Auch das Sautrogrennen gehört zu den bayerischen Brauchtumssportarten. Besondere Beliebtheit erfreut sich diese Sportart im Süden Bayerns an den Flüssen Donau, Iller, Isar und Lech. In Franken wird anlässlich von Volksfesten in den meist noch vorhandenen örtlichen Dorf- bzw. Löschwasserteichen diesem Sport gehuldigt. Unter größter Belustigung der Zuschauer werden ernste regionale und überregionale Meisterschaften bestritten, seit 2010 in Schwarzenbach an der Saale sogar echte Weltmeisterschaften.

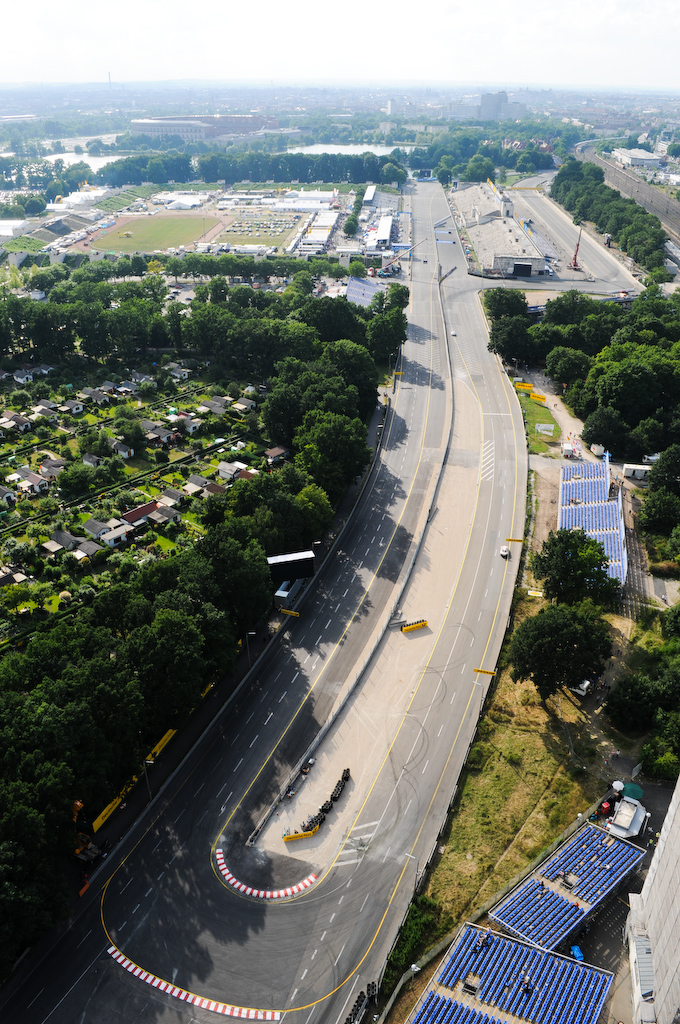
Der Nürnberger Norisring

Im Bereich des Motorsports gibt es die alljährlichen Tourenwagenrennen zur DTM auf dem Norisring in Nürnberg-Dutzendteich. Speedwayrennen gibt es in Landshut, Pocking, Abensberg und Olching, Sandbahnrennen in Mühldorf am Inn, Pfarrkirchen, Vilshofen, Dingolfing und Plattling. In Inzell finden internationale Eisspeedwayrennen statt. Sportschießen wird in den Disziplinen Gewehr, Pistole, Bogen, Wurfscheibe, Laufende Scheibe und Armbrust im gesamten Land ausgeübt. Die Sportschützen stellen mit dem Bayerischen Sportschützenbund (BSSB) den viertgrößten Sportfachverband im Land. Viele bayerische Teilnehmer bei Olympischen Spielen konnten Erfolge erzielen.
Im Schach ist Bayern mit der Schachabteilung des FC Bayern München sowie dem MSA Zugzwang 82 in der Schachbundesliga vertreten. Während Bayern München neunmal die deutsche Meisterschaft gewinnen konnte, ist der Münchener SC 1836 achtmaliger deutscher Meister und zugleich der älteste Sportverein Bayerns. Zudem konnte der fränkische SC 1868 Bamberg dreimal die Meisterschaft erringen.
Im Tanzsport ist das Rot-Gold-Casino Nürnberg einer der erfolgreichsten Vereine weltweit. So tritt der amtierende Einzelweltmeister Latein für das RGC Nürnberg an. Im Formationstanz stellt der Verein im Bereich Standard den amtierenden Vize-Europameister, sowie im Bereich Latein die beste Mannschaft Bayerns. Darüber hinaus sind viele weitere Tänzerinnen und Tänzer für den Verein in verschiedenen Leistungsklassen erfolgreich.
Viele Turnvereine haben in Bayern eine lange Tradition. Das Landesleistungszentrum war in Nürnberg, wurde aber mit dem Bundesleistungszentrum in Frankfurt am Main zusammengelegt. Zentren sind Augsburg, Würzburg, Schweinfurt, Nürnberg, Landshut, Passau und Rosenheim.
Bayerische Turnerinnen belegten in den 1920er Jahren oftmals weltweit Spitzenplätze. Seit 2000 gibt es für Kinder eine Bayerische Kinderturnolympiade.

## Statistik und Studien

### Kriminalitätsrate
Im deutschlandweiten Vergleich weist Bayern eine sehr niedrige Kriminalitätsrate auf. 2017 wurden laut polizeilicher Kriminalstatistik 4.868 Straftaten pro 100.000 Einwohner registriert. Das war der niedrigste Wert unter allen Bundesländern.

### Privatinsolvenzen
Bayern hatte 2017 unter allen Bundesländern die niedrigste Quote an Privatinsolvenzen. Auf 100.000 Bürger gerechnet waren nur 86 zahlungsunfähig. Der deutschlandweite Durchschnitt liegt bei 123 privaten Insolvenzen je 100.000 Einwohner. In Bremen waren es mit 212 am meisten.

### Bibliographien und Periodika
- Institut für Bayerische Geschichte: Einführende Bibliographie zur Geschichte Bayerns (Zusammenstellung grundlegender Literatur und Quellensammlungen; PDF; 51 kB).
- Bayerische Bibliographie
- Bayerisches Jahrbuch

### Monographien
in der Reihenfolge des Erscheinens
- Max Spindler (Hrsg.): Handbuch der bayerischen Geschichte. C.H. Beck, München 1967–1975 (4 Bände).
  - Neuausgabe. C.H. Beck, München 1981–2007.
    - Bd. 1: Franz Brunhölzl: Das alte Bayern. Das Stammesherzogtum bis zum Ausgang des 12. Jahrhunderts. 1981, ISBN 3-406-07322-0.
    - Bd. 2: Dieter Albrecht: Das alte Bayern. Der Territorialstaat vom Ausgang des 12. Jahrhunderts bis zum Ausgang des 18. Jahrhunderts. 2., verbesserte Aufl. 1988, ISBN 3-406-32320-0.
    - Bd. 3: Franken, Schwaben, Oberpfalz bis zum Ausgang des 18. Jahrhunderts.
      - Teilband 1: Geschichte Frankens bis zum Ausgang des 18. Jahrhunderts. 3., neu bearbeitete Aufl. 1997, ISBN 3-406-39451-5.
      - Teilband 2: Geschichte Schwabens bis zum Ausgang des 18. Jahrhunderts. 3., neu bearbeitete Aufl. 2001, ISBN 3-406-39452-3.
      - Teilband 3: Geschichte der Oberpfalz und des bayerischen Reichskreises bis zum Ausgang des 18. Jahrhunderts. 3., neu bearbeitete Aufl. 1995, ISBN 3-406-39453-1.

    - Bd. 4: Alois Schmid (Hrsg.): Das neue Bayern, von 1800 bis zur Gegenwart.
      - Teilband 1: Staat und Politik. 2., vollständig überarbeitete Aufl. 2003, ISBN 3-406-50451-5.
      - Teilband 2: Die innere und kulturelle Entwicklung. 2., vollständig überarbeitete Aufl. 2007, ISBN 978-3-406-50925-4.
- Max Spindler (Hrsg.), Gertrud Diepolder: Bayerischer Geschichtsatlas. Bayerischer Schulbuchverlag, München 1969.
- Karl Bosl (Hrsg.): Handbuch der historischen Stätten Deutschlands. Band 7: Bayern (= Kröners Taschenausgabe. Band 277). Kröner, Stuttgart, 3. Aufl. 1981, ISBN 3-520-27703-4.
- Wilhelm Volkert, Richard Bauer: Handbuch der bayerischen Ämter, Gemeinden und Gerichte: 1799–1980. C.H. Beck, München 1983, ISBN 3-406-09669-7.
- Peter Claus Hartmann: Bayerns Weg in die Gegenwart. Vom Stammesherzogtum zum Freistaat heute. Pustet, Regensburg, 2. Aufl. 2004, ISBN 3-7917-1875-4.
- Gerald Huber: Lecker derbleckt. Eine kleine bairische Wortkunde. Societätsverlag, Frankfurt am Main 2008, ISBN 978-3-7973-1100-9.
- Franz X. Bogner: Bayern aus der Luft. Stürtz, Würzburg 2009, ISBN 978-3-8003-4014-9.
- Benno Hubensteiner: Bayerische Geschichte. Staat und Volk, Kunst und Kultur. Rosenheimer Verlag, Rosenheim, 18. Aufl. 2013, ISBN 978-3-475-53756-1.
- Wilhelm Volkert: Geschichte Bayerns. C.H. Beck, München, 5. Aufl. 2017, ISBN 978-3-406-55159-8.
- Bernhard Löffler: Das Land der Bayern. Geschichte und Geschichten von 1800 bis heute. C.H. Beck, München 2024, ISBN 978-3-406-82155-4.